# Plogonnec
Plogonnec [plogɔnɛk], avec plus de 3 000 habitants, est une commune du département du Finistère, dans la région Bretagne, en France.
Elle est située à 13 km de Quimper, à 13 km de Douarnenez et à 4 km de Locronan.

## Géographie

### Communes limitrophes

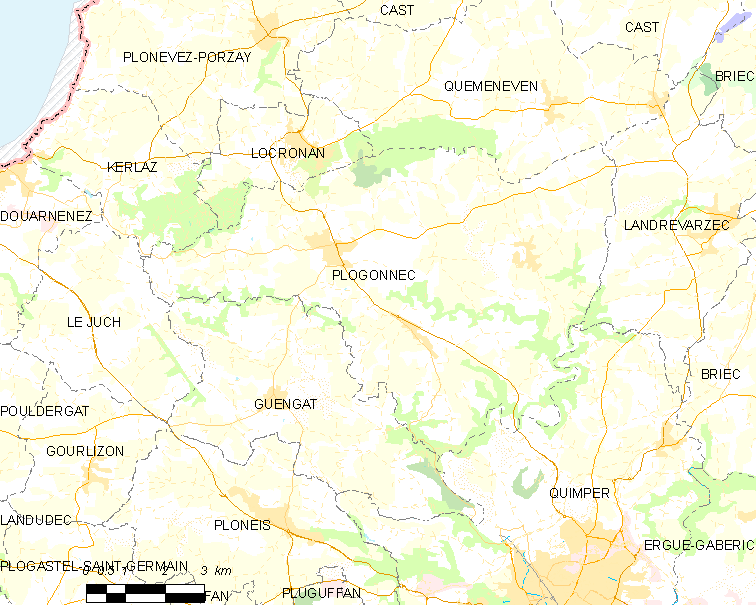
Carte de la commune de Plogonnec.

| Locronan | Plonévez-Porzay | Quéménéven   |
| Le Juch  | Plogonnec       | Landrévarzec |
| Le Juch  | Guengat         | Quimper      |

### Relief et hydrographie
Pour un article plus général, voir Réseau hydrographique du Finistère.
La commune fait partie traditionnellement du Pays Glazik. Elle est à une douzaine de kilomètres de la baie de Douarnenez. La commune connaît des pentes assez fortes, l'altitude du finage communal varie de 286 mètres (versant sud de la « montagne de Locronan ») à 12 mètres dans la vallée du Névet, le bourg étant situé vers 130 mètres, dans une zone de partage des eaux entre le Névet, petit fleuve côtier précité, qui coule vers l'ouest (il se jette dans la Baie de Douarnenez) et le ruisseau du Ris, un de ses affluents de rive gauche, qui sert en partie de limite occidentale à la commune, la séparant de celle du Juch d'une part, et le ruisseau de Kerganape, affluent du Steïr (lequel sert de limite communale orientale de la commune, la séparant de Landrévarzec et Quimper) et sous-affluent de l'Odet, qui coule vers l'est d'autre part.
Le Steir, d'une longueur de 28 km, prend sa source dans la commune de Cast et se jette  dans l'Odet à Quimper, après avoir traversé six communes.  Les caractéristiques hydrologiques du Steïr sont données par la station hydrologique située sur la commune de Guengat. Le débit moyen mensuel est de 3,87 m3/s. Le débit moyen journalier maximum est de 64,1 m3/s, atteint lors de la crue du 12 décembre 2000. Le débit instantané maximal est quant à lui de 89,5 m3/s, atteint le même jour.

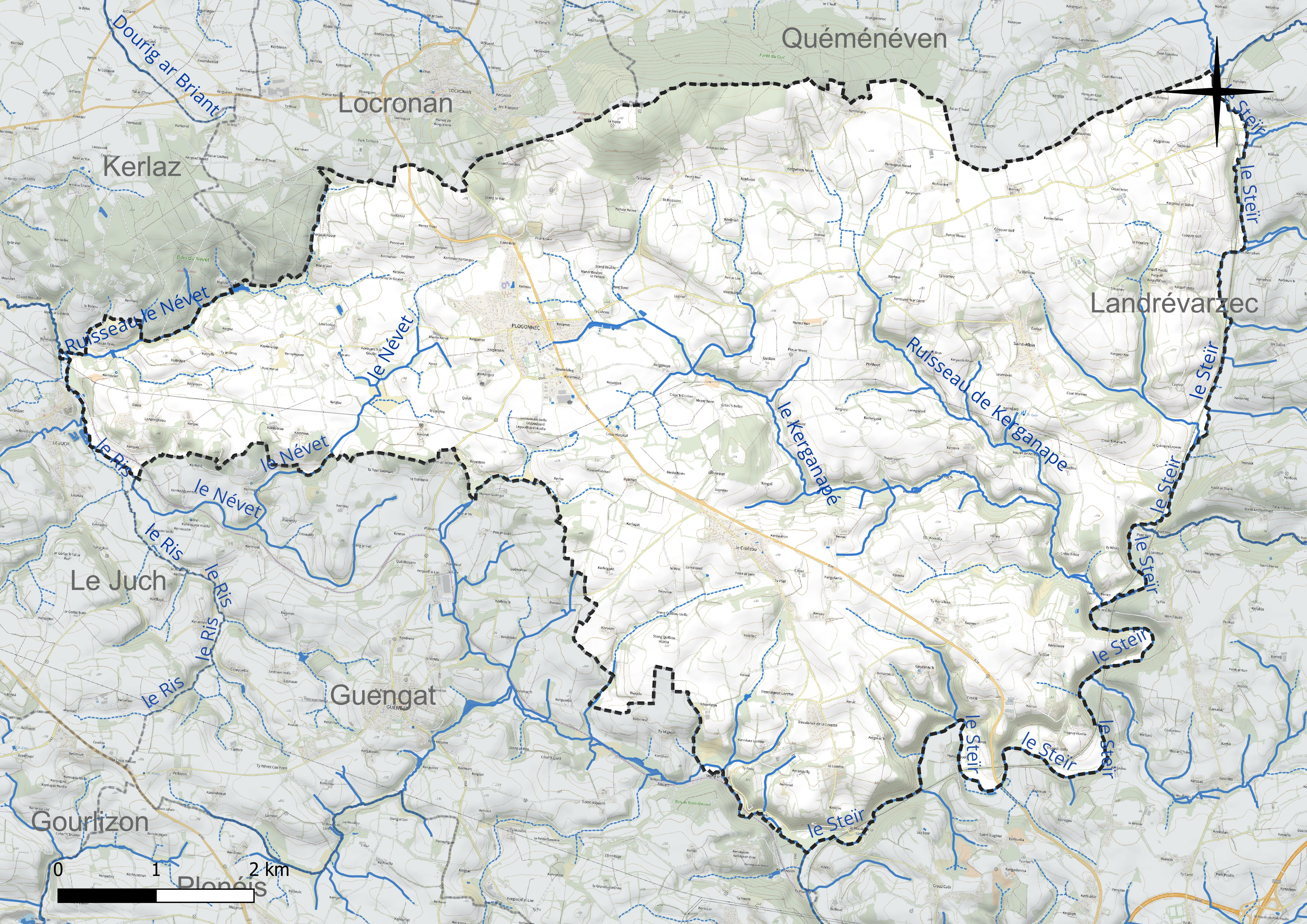
Réseau hydrographique de Plogonnec.

Plogonnec est située en contrebas de la partie est de la montagne de Locronan, dite aussi montagne du Prieuré, aux abords de la forêt du Duc (dont la majeure partie, une forêt moussue en raison de sa situation sur son versant nord, se trouve sur le territoire communal de Quéménéven, même si sa partie occidentale appartient à Locronan et si sa partie méridionale, exposée au sud car située de l'autre côté de la ligne de crête, appartient à Plogonnec, la dite ligne de crête culminant à 265 m au niveau de la limite communale entre Quéménéven et Plogonnec, mais à 286 m pour sa partie située en Locronan). La forêt ou bois du Névet appartient aussi en partie à la commune de Plogonnec.

### Géologie
Le bassin houiller de Kergogne, du nom de la ferme qui se trouve en son centre, s'étend sur une centaine d'hectares ; il date du carbonifère et est traversé à peu près en son centre par la route départementale D 39 allant de Quimper à Plogonnec.

### Climat
Pour des articles plus généraux, voir Climat de la Bretagne et Climat du Finistère.
En 2010, le climat de la commune est de type climat océanique franc, selon une étude du CNRS s'appuyant sur une série de données couvrant la période 1971-2000. En 2020, Météo-France publie une typologie des climats de la France métropolitaine dans laquelle la commune est exposée à un climat océanique et est dans la région climatique  Bretagne orientale et méridionale, Pays nantais, Vendée, caractérisée par une faible pluviométrie en été et une bonne insolation. Parallèlement l'observatoire de l'environnement en Bretagne publie en 2020 un zonage climatique de la région Bretagne, s'appuyant sur des données de Météo-France de 2009. La commune est, selon ce zonage, dans la zone « Monts d'Arrée », avec des hivers froids, peu de chaleurs et de fortes pluies.  
Pour la période 1971-2000, la température annuelle moyenne est de 11,1 °C, avec  une amplitude thermique annuelle de 11 °C. Le cumul annuel moyen de précipitations est de 1 178 mm, avec 16,2 jours de précipitations en janvier et 8,9 jours en juillet. Pour la période 1991-2020, la température moyenne annuelle observée sur la station météorologique la plus proche, située sur la commune de Pluguffan à 11 km à vol d'oiseau, est de 12,1 °C et le cumul annuel moyen de précipitations est de 1 214,4 mm,. Pour l'avenir, les paramètres climatiques de la commune estimés pour 2050 selon différents scénarios d'émission de gaz à effet de serre sont consultables sur un site dédié publié par Météo-France en novembre 2022.

### Habitat
Le bourg s'est établi au sommet d'un mamelon orienté est-ouest pour des raisons probablement stratégiques ; ce site était originellement protégé par des marais qui l'entouraient au nord, à l'est et au sud, le seul accès direct étant alors côté ouest. Ce site aurait été un lieu de culte pré-chrétien consacré, semble-t-il (même si on ne dispose pas de preuves archéologiques ou historiques certaines), au dieu gaulois Taranis, comme l'atteste encore la présence de deux menhirs sur le placître.
De vastes dimensions (plus de 54 km2), la commune présente traditionnellement un habitat rural dispersé en de nombreux écarts formés de hameaux (les plus importants étant ceux de Saint-Albin et du Croëzou) et de fermes isolées et un paysage de bocage. Le bourg, traditionnellement de modeste importance et situé en position relativement centrale au sein du finage communal, s'est étendu depuis la Seconde Guerre mondiale en raison de la création de plusieurs lotissements à son pourtour. La proximité de la ville de Quimper explique la rurbanisation qui a essaimé autour du Croëzou, devenu un véritable village-rue le long de la D 63 et, à un degré moindre, en quelques autres endroits comme la résidence de la Lorette à l'est du finage communal ou le hameau de Landivigneau à l'ouest de celui-ci, mais celle-ci reste limitée.

### Transports

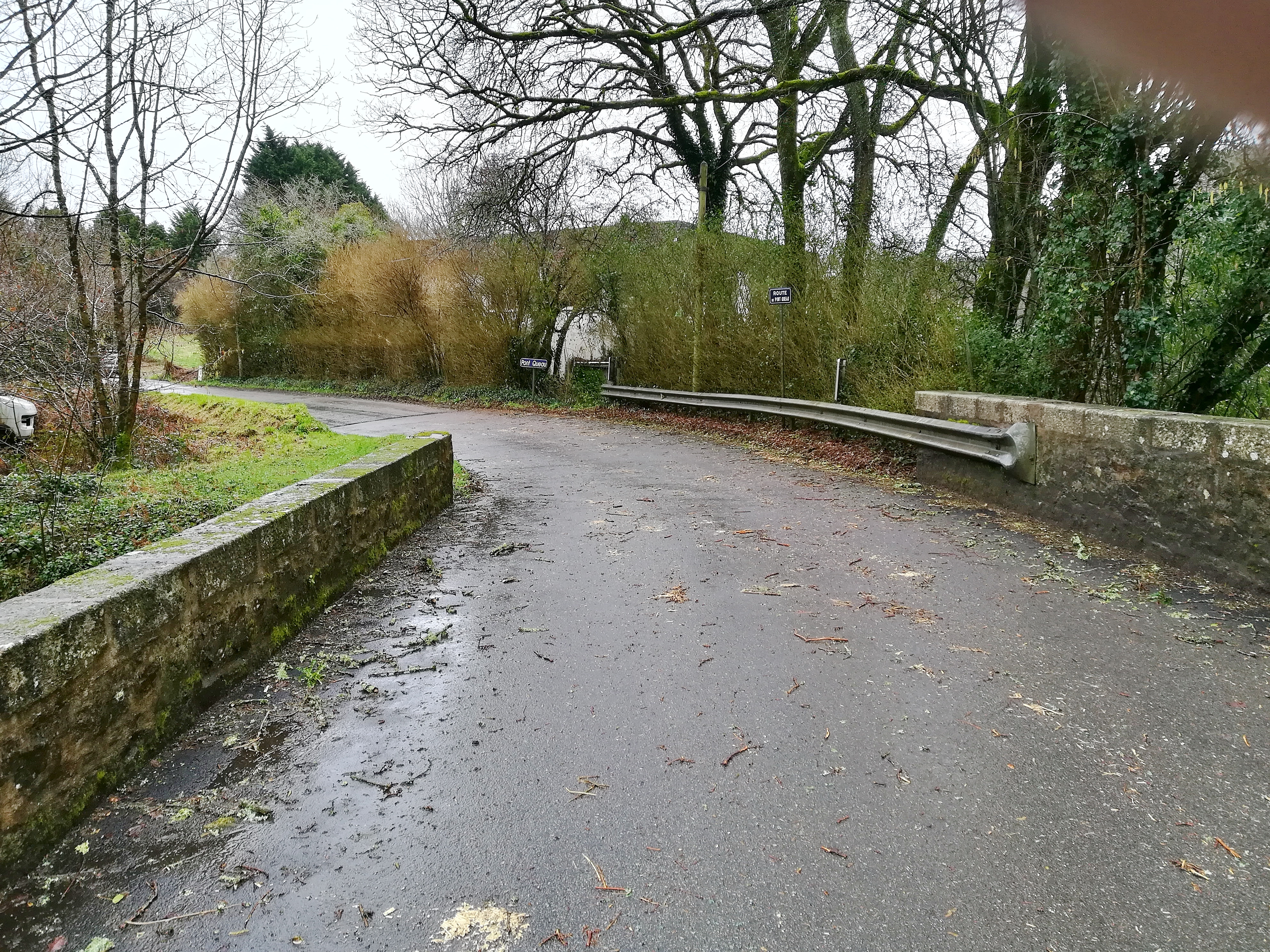
Pont-Quéau : le pont routier sur le Steïr (limite communale entre Plogonnec et l'ancienne commune de Kerfeunteun, désormais englobée dans Quimper).

Plogonnec est desservi principalement par la D 39 qui vient de Quimper, qui devient la D 63 à hauteur du Croëzou, laquelle dessert plus au nord-ouest Locronan, Plonévez-Porzay et poursuit son tracé en direction de la Presqu'île de Crozon. Une déviation de la D 63 permet à cette route d'éviter désormais le centre du bourg de Plogonnec (par le passé, le bourg de Plogonnec était un relais sur la route entre Quimper et Locronan). La D 56 a un tracé en gros perpendiculaire à la route citée précédemment et, vers le nord-est, permet de relier Plogonnec à la D 770 en direction de Châteaulin et, vers le sud, de relier la commune à Guengat et Plonéis, en direction de Pluguffan et Pont-l'Abbé.
La voie ferrée Quimper-Brest emprunte la vallée du Steïr et, passant à sept reprises (dont une fois en tunnel à l'est du hameau de Kerolivier) d'une rive à l'autre du cours d'eau en coupant les lobes des méandres accentués de celui-ci, écorne les confins orientaux du finage de Plogonnec. Une halte ferroviaire a existé à Pont-Quéau. Mais la gare la plus proche du bourg de Plogonnec était celle de Guengat sur la ligne de Quimper à Douarnenez - Tréboul du temps de son fonctionnement (entre 1884 et 1972 pour le service voyageurs).

## Urbanisme

### Typologie
Au 1er janvier 2024, Plogonnec est catégorisée commune rurale à habitat dispersé, selon la nouvelle grille communale de densité à 7 niveaux définie par l'Insee en 2022.
Elle est située hors unité urbaine. Par ailleurs la commune fait partie de l'aire d'attraction de Quimper, dont elle est une commune de la couronne,. Cette aire, qui regroupe 58 communes, est catégorisée dans les aires de 200 000 à moins de 700 000 habitants,.

### Occupation des sols
L'occupation des sols de la commune, telle qu'elle ressort de la base de données européenne d'occupation biophysique des sols Corine Land Cover (CLC), est marquée par l'importance des territoires agricoles (85,1 % en 2018), en diminution par rapport à 1990 (86,6 %). La répartition détaillée en 2018 est la suivante : 
terres arables (43,7 %), zones agricoles hétérogènes (35,7 %), forêts (11,5 %), prairies (5,6 %), zones urbanisées (2,8 %), milieux à végétation arbustive et/ou herbacée (0,7 %). L'évolution de l'occupation des sols de la commune et de ses infrastructures peut être observée sur les différentes représentations cartographiques du territoire : la carte de Cassini (XVIIIe siècle), la carte d'état-major (1820-1866) et les cartes ou photos aériennes de l'IGN pour la période actuelle (1950 à aujourd'hui).

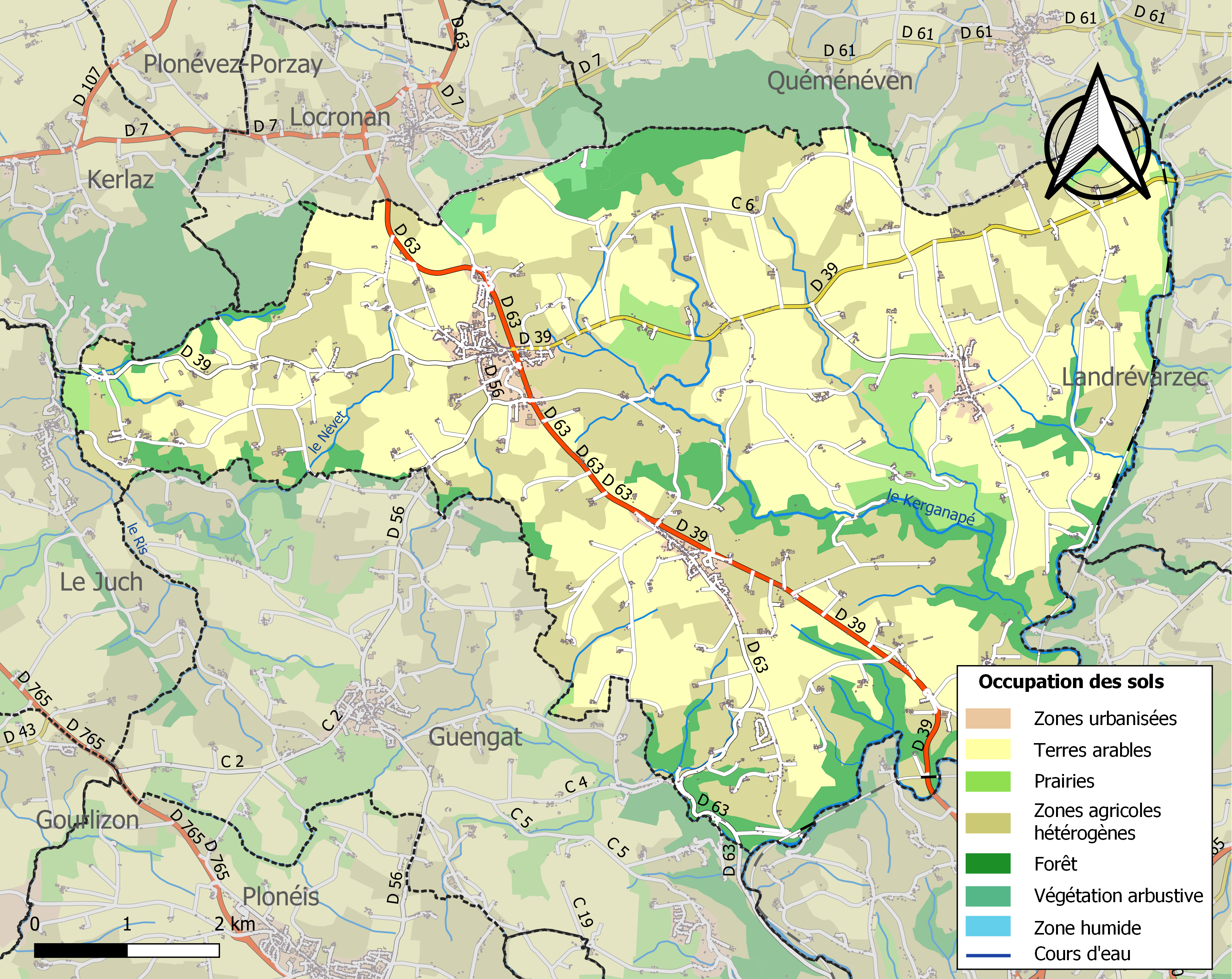
Carte des infrastructures et de l'occupation des sols de la commune en 2018 (CLC).

## Toponymie

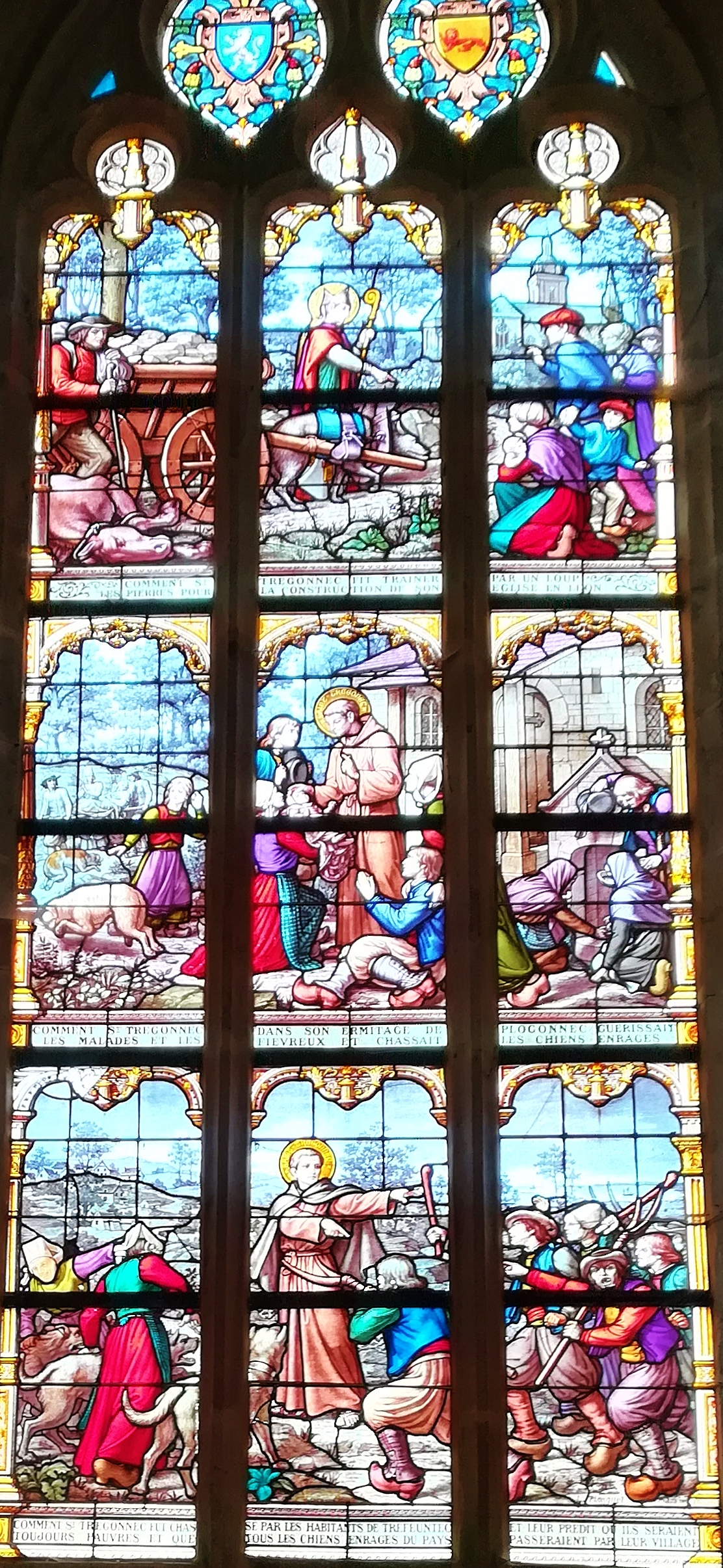
Église paroissiale Saint-Thurien, vitrail de saint Thégonnec légendé : "Comment saint Trégonnec fut chassé par les habitants de Tréfeuntec et leur prédit qu'ils seraient toujours pauvres et que tous les chiens enragés du pays passeraient par leur village".

Le nom de la localité est attesté sous les formes Ploe Gonoc 1203, Ploegonoc en 1285, Plogonec en 1602.
Plogonnec vient du breton ploe (paroisse) et de saint Connec ou Conec (saint Conec ou Conoc, compagnon de Paul Aurélien, dont la forme hypocoristique en vieux breton est Toconoc, devenu Tégonnec (appelé ici Thégonnec) ou saint Égonnec. D'après la légende, saint Thégonnec, chassé du hameau de Teréfntec (en Plonévez-Porzay) dont il était originaire, se replia à Plogonnec qui lui rendit hommage en le prenant comme éponyme). Mais une autre hypothèse indique que le nom proviendrait de saint Guénoc (ou Conogan), généralement considéré comme le deuxième évêque de Cornouaille.
Plogoneg en breton.

## Histoire

### Préhistoire et Antiquité

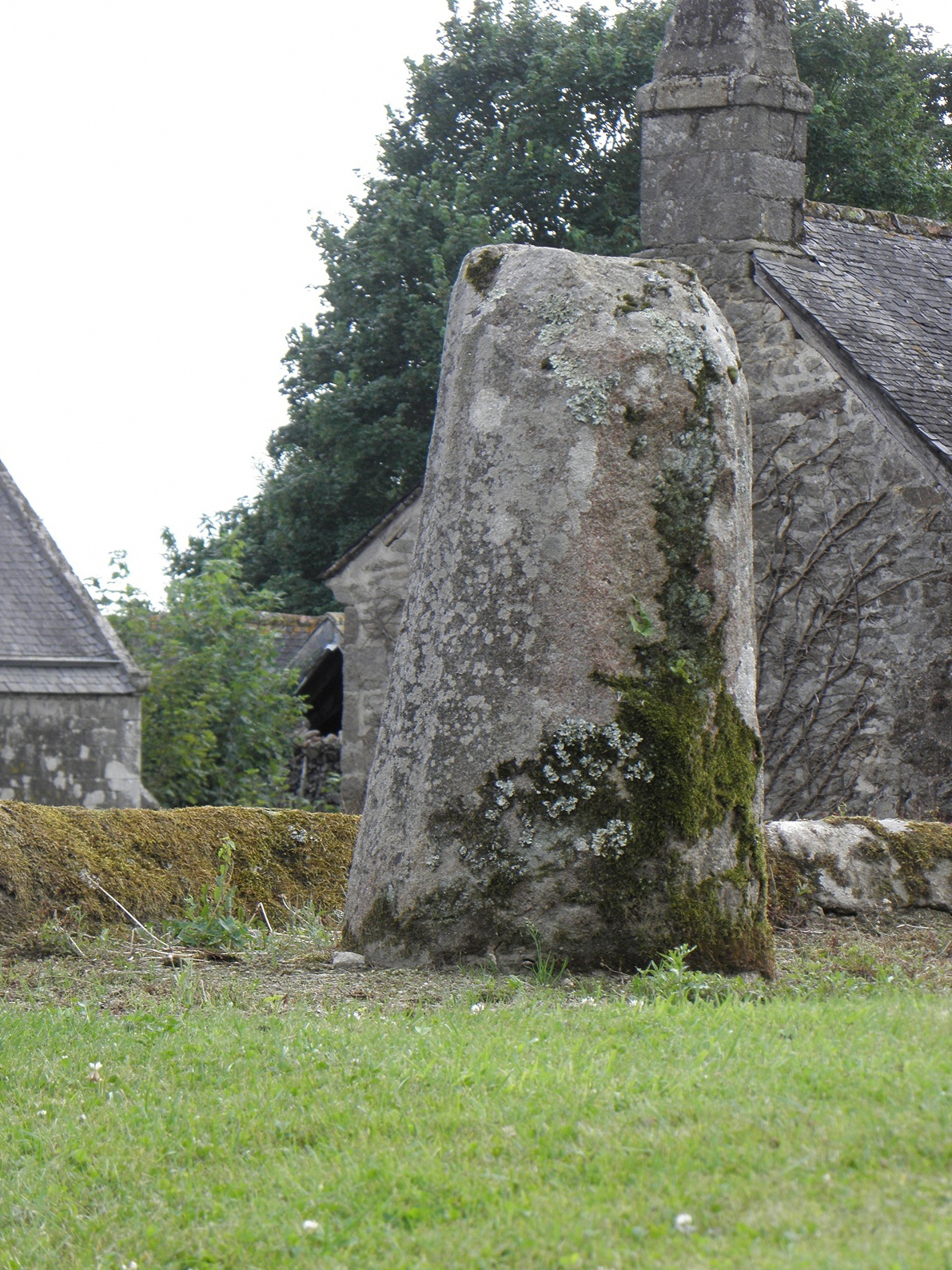
La stèle cannelée de l'enclos paroissial (bétyle datant du second Âge du Fer).

Sept haches de bronze furent trouvées en 1930 près du manoir de Rubian.

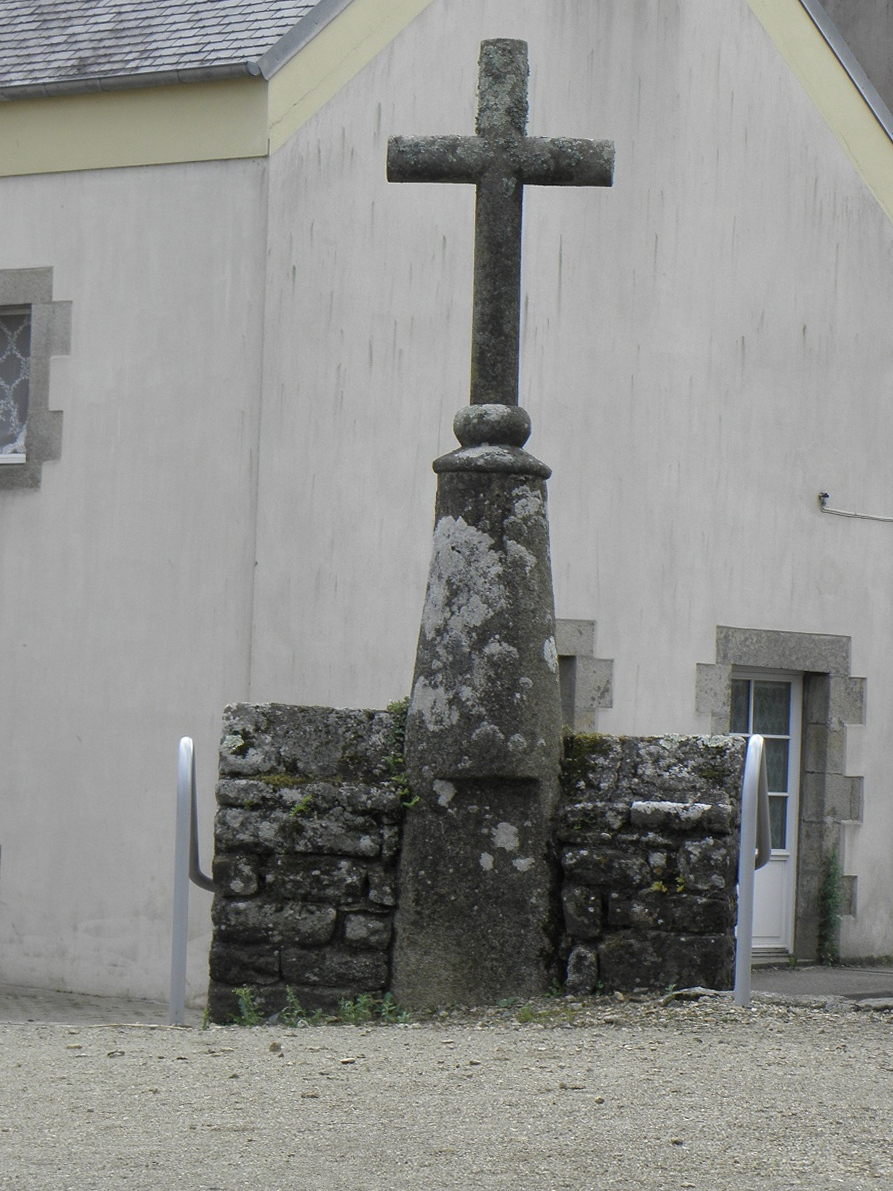
Stèle christianisée dans l'enclos paroissial de Plogonnec (bétyle datant du second Âge du Fer).
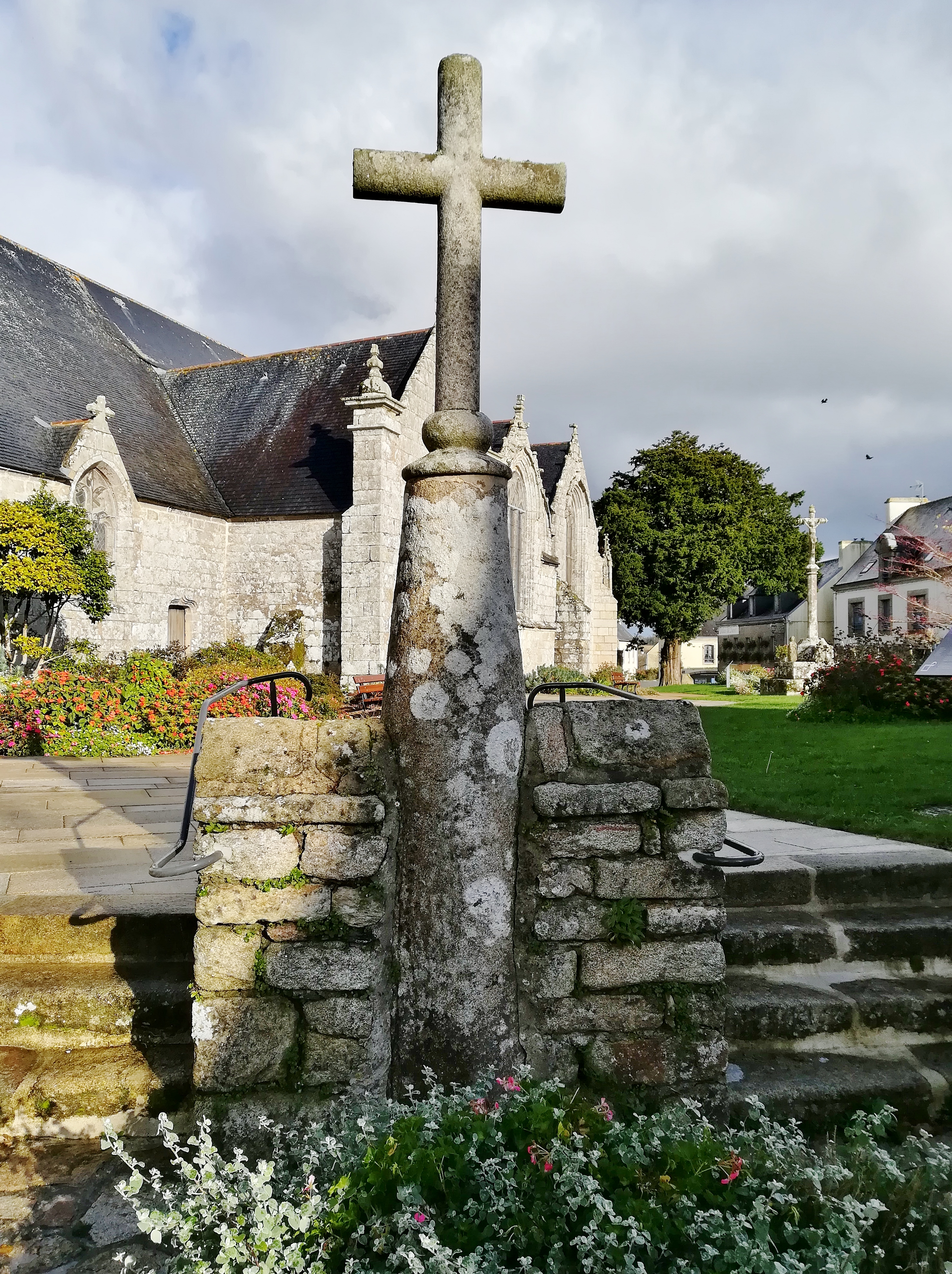
La stèle christianisée qui était située précédemment dans le mur de l'enclos paroissial.

En 1943 le chanoine Pérennès découvrit à environ 1 kilomètre au nord du bourg de Plogonnec « une pierre sphérique finement taillée de un mètre de diamètre. Les pierres de ce genre (...) étaient l'objet d'un culte païen ; on croit que les fidèles venaient s'y frotter pour s'imprégner de la "vertu" de la pierre ».
Plogonnec était sur le tracé de la voie romaine allant de Quimper (la cité romaine correspondait au faubourg quimpérois actuel de Locmaria) à la presqu'île de Crozon. En 1930 une tête d'homme sculptée dans du granite, de grandeur naturelle, ainsi que deux meules de pierre, un galet rond servant de concasseur et des tuiles à rebord, furent trouvées dans un champ dénommé Parc-Plogonnec au milieu de substructions gallo-romaines ; la tête était celle d'un homme aux cheveux ondulés cachant à demi les oreilles et coiffé à l'arrière d'une sorte de toque à appendice tombant sur la nuque.

### Origines
Selon des gwerzioù qui sont les seules sources le concernant en l'absence de documents historiques, saint Égonnec serait né vers le VIe siècle à Plonévez-Porzay, sans doute à Tréfentec, et serait mort à Plogonnec assez âgé après avoir passé sa vie à convertir et à catéchiser les peuplades païennes qui subsistaient encore dans la région. Une chapelle Saint-Thégonnec existe à Plogonnec[réf. nécessaire].
Plogonnec est une « paroisse-mère » (cf. plou) ancienne. Le premier acte qui signale son existence se trouve au cartulaire de l'abbaye de Quimperlé. Il s'agit d'une donation faite à Saint Ronan le 12 avril 1203. Dans ce cartulaire le nom de la paroisse est écrit « Plue Gunuc », puis « Ploegonohc » et « Ploe Gonoc ». À comparer avec Saint-Connec ou Saint-Thégonnec.

### Moyen Âge
Plogonnec faisait partie du Quéménet (ou Kemenet) dont le siège se trouvait à Penhars, dit encore Quéménet-Even, à l'origine du nom de la commune de Quéménéven (car il aurait appartenu à Even, comte de Léon au Xe siècle, puis à sa descendance), châtellenie des vicomtes du Léon enclavée dans le comté de Cornouaille au XIIe siècle. Il est possible qu'elle se soit étendue à l'origine sur les deux pagi (« pays ») du Cap Sizun et du Cap Caval, mais, au XIIIe siècle, elle ne se composait plus que d'une douzaine de paroisses (dont Plouhinec, Plozévet, Pluguffan, Penhars, Plonéis, Guengat et Plogonnec) au sud-ouest et à l'ouest de Quimper.
Une motte féodale de 25 mètres de diamètre, dénommée An Douffès ("La Douve" en breton), se trouve à proximité du manoir de Bonnescat.

#### Les seigneurs de Névet
La famille des seigneurs de Névet est une des plus anciennes de Cornouaille. Jusqu'à la fin du XIVe siècle leur résidence était le château de Névet, situé à l'extrémité ouest de Plogonnec, en lisière du Bois de Névet, avant qu'un seigneur de Névet, à la suite d'un différend avec l'évêque de Quimper qui prétendait exiger le bail féodal car le château aurait été construit sur une terre lui appartenant, ne le fasse démonter pierre par pierre et reconstruire à Lézargant (qui prit alors le nom de Névet), en Kerlaz aux confins de Plonévez-Porzay. La chapelle Saint-Pierre était alors la chapelle seigneuriale.
La paroisse de Plogonnec relève sous l'ancien régime des fiefs directs des Névet (partie ouest et est de la paroisse) et des princes de Rohan (partie centrale) le tout sous l'autorité directe des Évêques de Cornouaille
La maison noble de Lupeau appartenait en 1400 à Jean de Kerpaen.

### Époque moderne
Selon Albert Le Grand, la paroisse de Plogonnec avait au XVIe siècle saint Thuriau (autre nom de saint Thurien) comme saint patron. Vers 1540, Jean de Tyvarlen, curé de Plogonnec, était aussi chanoine de Cornouaille.
La paroisse de Plogonnec comprenait huit cordelées ou "quartiers" (en breton treo) : bourg, Kertanguy, La Lorette, Seznec, Le Gorré, Quillien, Saint-Théleau et Le Goulit.
À la fin du XVIe siècle, les guerres de la Ligue dévastent la paroisse, qui est aussi concernée par des faits liés à la Révolte des Bonnets rouges en 1675.
En 1659 le prédicateur Julien Maunoir prêcha une mission à Plogonnec.
La grosse ferme, une longère, de Kervuant en Plogonnec est ainsi décrite, d'après un relevé effectué par le notaire de la juridiction de Névet, en décembre 1680 : « la maison principale, habitée par les propriétaires, atteint vingt mètres de long, quatre mètres soixante de large et deux mètres soixante de haut. La chambre neuve (...) mesure 18 pieds et demi de long, 12 pieds et demi d large et sept pieds et demi de haut ». En 1723, l'inventaire après décès d'Yves Le Hénaff, un paysan aisé de Kerjacob, indique qu'il possédait dix "justins", dont l'un avec galons de soie, neuf culottes et trois paires de bas blancs ; sa femme disposait de 50 coiffes.
En 1759, une ordonnance de Louis XV ordonne à la paroisse de Plougonnec [Plogonnec] de fournir 50 hommes et de payer 328 livres pour « la dépense annuelle de la garde-côte de Bretagne ».
Jean-Baptiste Ogée décrit ainsi Plougonnec en 1779 :

« Plougonnec, sur la route de Quimper à Brest par Lanvaux (Lanvéoc) ; à deux lieues un tiers au nord-ouest de Quimper, son évêché, sa subdélégation et son ressort ; à 41 lieues de Rennes. On y compte 2400 communiants; la cure est à l'alternative. Ce territoire, coupé de vallons et plein de monticules, renferme des terres bien cultivées et des landes ; c'est un pays couvert [de bocage], où l'on fait du cidre. »

### Révolution française
Le cahier de doléances de Plogonnec fut rédigé lors de l'assemblée électorale qui se tint dans l'église paroissiale le 7 avril 1789 sous la présidence de Germain Jean Guillaume de Lessègues de Rozaven en  présence de près de 200 paroissiens ; les paroissiens demandent notamment l'abolition des corvées, du tirage au sort pour la milice et les garde-côtes, des domaines congéables, de la banalité des moulins; du droit de franc-fief et des droits de lods et ventes, etc..
La paroisse de Plogonnec, qui comprenait alors 230 feux, élit quatre délégués (René Le Grand, Jean Lenoa, Nicolas Coadou, Jean Le Grand), pour la représenter à l'assemblée du tiers état de la sénéchaussée de Quimper au printemps 1789. Jean-Marie de Leissègues de Rozaven, recteur de Plogonnec, fut l'un des trois députés de l'Ordre du Clergé représentant l'évêché de Quimper aux États généraux de 1789. Antoine Le Hars fut nommé curé constitutionnel de Plogonnec le 14 mai 1792.
Les chapelles Saint-Albin et Notre-Dame-de-Lorette furent vendues comme biens nationaux.
- Liste du personnel politique à Plogonnec pendant la Révolution française[48] :
  - Présidents du canton de Plogonnec entre le 5 fructidor an III (22 juin 1795) et le 10 messidor An VIII (30 juin 1800)
    - 1. Antoine-Marie Le Hars, recteur jureur, 5 fructidor An II (22 août 1795) - 03 frimaire An IV (24 novembre 1795).
    - 2. Jean Le Guillou, de Gorre-Ker, 3 frimaire An IV (24 novembre 1795) - 10 messidor An VIII (30 juin 1800).

  - Commissaires exécutifs du Directoire de Plogonnec entre le 17 frimaire An IV (2 décembre 1795) et le 1er germinal An VII (21 mars 1799).
    - 1. Guillaume Le Faucheur, 17 frimaire An IV (2 décembre 1795) - 13 frimaire An VI (3 décembre 1797). Nommé à titre provisoire.
    - 2. Antoine-Marie Le Hars, recteur jureur, 13 frimaire An VI (3 décembre 1797) - 19 ventôse An VII (9 mars 1799). Nommé à titre provisoire.
    - 3. Claude-Henry-Joseph Damey, militaire retiré, 19 ventôse An VII (9 mars 1799) - 1er germinal An VII (21 mars 1799).

  - Commissaires du Gouvernement près le Directoire de Plogonnec entre le 1er germinal An VII (21 mars 1799) et le 12 nivôse An VIII (2 janvier 1800)
    - 1. Claude-Henry-Joseph Damey, militaire retraité, 01 germinal An VII (21 mars 1799) - 12 nivôse An VIII (2 janvier 1800).

Yves Pavec, vicaire à Plogonnec, après avoir émigré, fut rapatrié sur le bateau L'Alerte le 26 octobre 1801. Le 29 novembre 1802 Nicolas Louboutin devint le premier curé concordataire de Plogonnec, à la satisfaction des paroissiens.

### LeXIXesiècle

#### Plogonnec au début duXIXesiècle

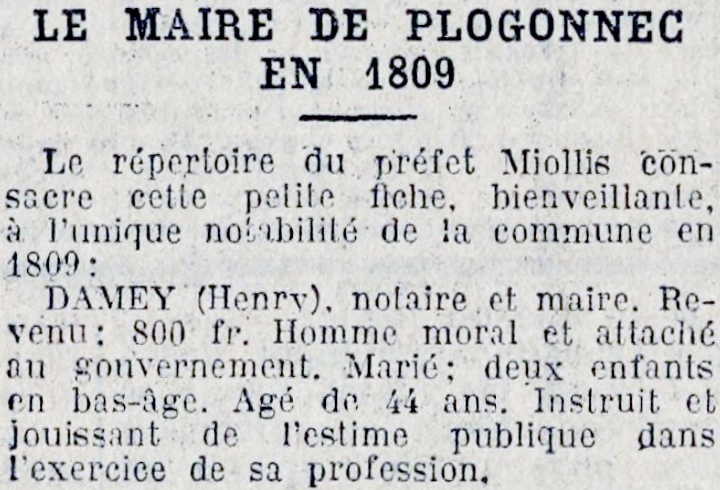
Rapport du préfet Mollis concernant le maire de Plogonnec en 1809, Henry Damey.

"Enquêtes sur la paroisse de Plogonnec sous l'Empire" est un document disponible à la bibliothèque de l'évêché de Quimper ; dans celui-ci le desservant, Corentin Kernaleguen, écrit à son évêque en 1804 que « la maladie s'est répandue dans tous les coins de la paroisse. Nous voyons quelquefois des maisonnées entières sur leur grabat sans personne qui soit en état de les soigner ». Il ajoute dans un post-scriptum : « Je vous avoue que j'éprouve à Plogonec toutes les disgrâces que je prévoyais y essuyer, un peuple perdu par la boisson (...) ».
La même source indique qu'en 1809 la municipalité achète le presbytère de Plogonnec (ce qui permet de loger les prêtres de la paroisse jusque-là hébergés dans des conditions précaires) et qu'en 1813 que les 5 chapelles (Saint-Albin [signalée en mauvais état en 1804], Saint-Thégonnec, Notre-Dame de la Lorette, Saint-Denys, Saint-Pierre) de Plogonnec sont en bon état et  que « les dons qui tombent dans les chapelles suffisent à leur entretien ».

#### Plogonnec en 1845

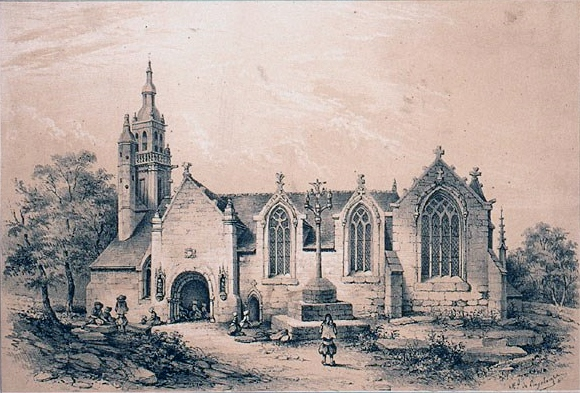
L'église de Plogonnec en 1854 (Armand de Longchamps, estampe).

A. Marteville et P. Varin, continuateurs d'Ogée, décrivent ainsi Plogonnec en 1845 :

« Plogonnec, commune formée par l'ancienne paroisse du même nom. (...) Principaux villages : Keroulaet, Kergos, Kermahon, Ty-Nevez, Kergaradec, Kerdudal, Kerfraintet, Keragoff, Créac'hnes, Trougouré, Camasquel. Manoirs de Benescat, de Beullec. Superficie totale : 5413 hectares dont (...) terres labourables 2770 ha, prés et pâtures 504 ha, bois 289 ha, vergers et jardins 18 ha, landes et incultes 1605 ha (...). Moulins : 12 (de la Lorette, Butel, Coatgallou, Benescat, Kerganapé, Beuliec, du Jug, Meil-ar-Roc'h, Plac, an Tolou, à eau ; Kerganapé, à vent). Outre les moulins que nous venons d'énumérer, il y a en Plogonnec le moulin à papier de Névet. La route de Quimper à Lanvéeoc traverse ce territoire du sud-est au nord-ouest. Géologie : constitution en général granitique ; micaschiste au sud. On parle le breton. »

#### Les vêtements traditionnels

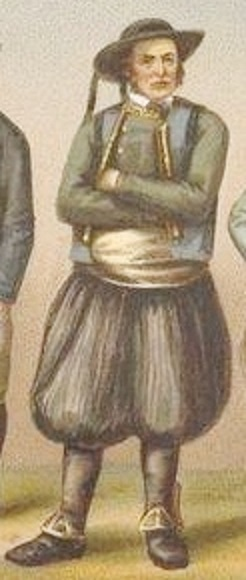
Homme de Plogonnec (dessin d'Albert Racinet publié en 1888)

Anatole Le Braz dépeint ainsi le costume traditionnel des hommes de Plogonnec et Quéménéven :

« [La ceinture] est en train de disparaître (...) avec les larges braies en toile de chanvre plissée qu'elle avait pour fonction de retenir à la taille. Ces braies, d'un caractère étrangement archaïque, qu'enserraient sur le mollet des guêtres de bure, évasées par en bas et cousues aux boutonnières, on pouvait, il y a quelques années encore, les voir porter à des vieillards de Plogonnec ou de Quéménéven, que cet accoutrement singulier, joint à leurs grandes faces osseuses et à leurs longs cheveux pendants, eût fait prendre pour des survivants attardés de la Gallia braccata. Mais, plus que leurs grègues barbares, ce qui achevait de leur donner un air d'Osismes, échappés du temps de Vercingétorix, c'était l'antique ceinture, d'une ampleur de baudrier, qui leur barrait le ventre de son épaisse bande de cuir brut, découpée, eût-on dit, dans une peau d'aurochs, et terminée aux deux bouts par des plaques de cuivre ciselé dont l'une, en forme de cœur, s'emboîtait dans l'autre, en forme de boucle. On la concevait très bien garnie de tout un appareil de guerre des âges préhistoriques, glaive écourté, Poignard emmanché dans de la corne de cerf, hachette à double tranchant. Les artisans à qui on la commandait étaient de simples bourreliers de village. J'ai connu à Kerlaz, au pied de la montagne de Locronan, un des curieux représentants de cette corporation désuète : il se faisait un point d'honneur d'avoir confectionné dans sa vie autant de buffleteries pour homme que de colliers pour chevaux. (...) »

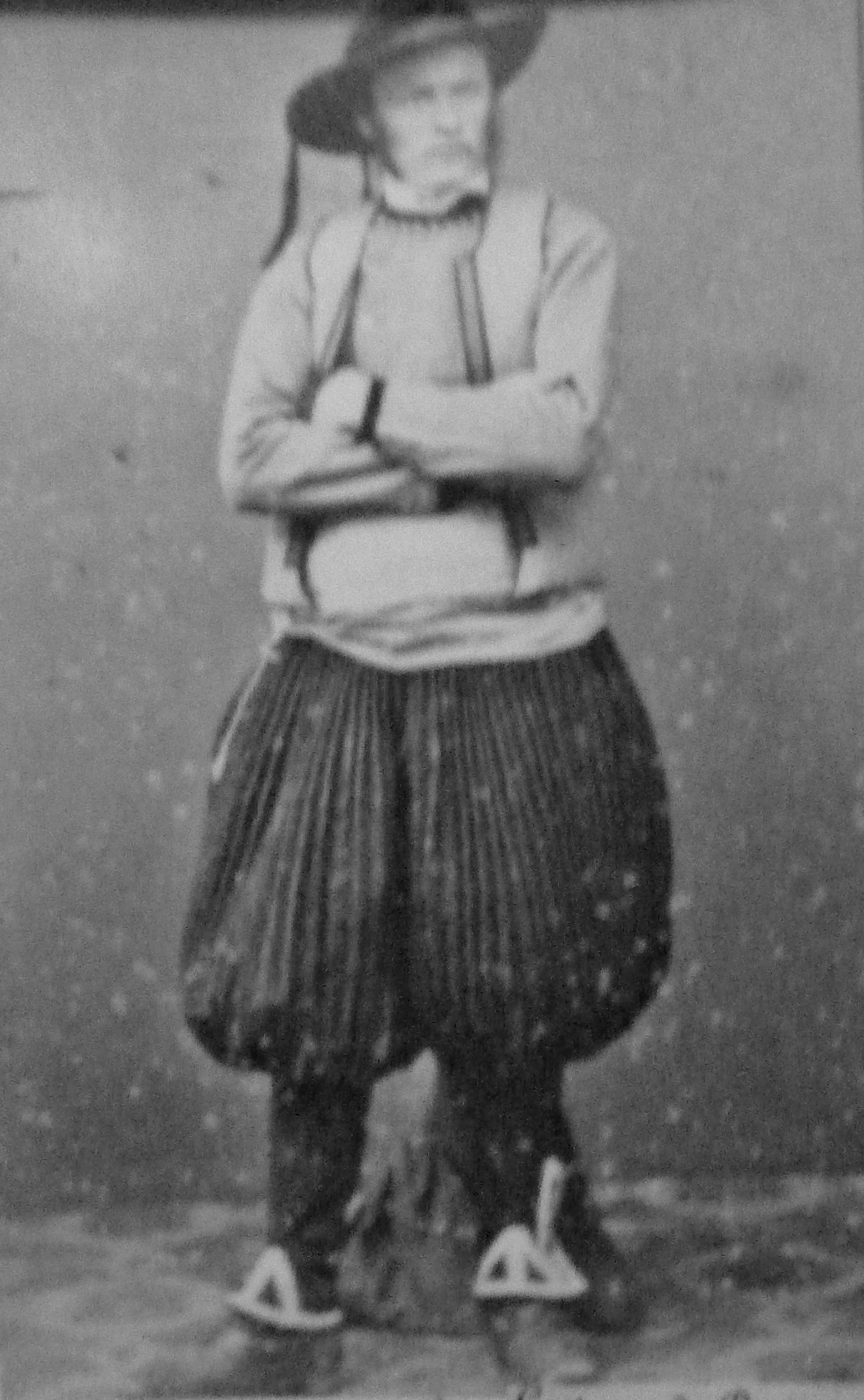
Portrait d'un homme de Plogonnec vêtu à la mode de Quimper (photographie de Joseph Villard, musée de Bretagne)
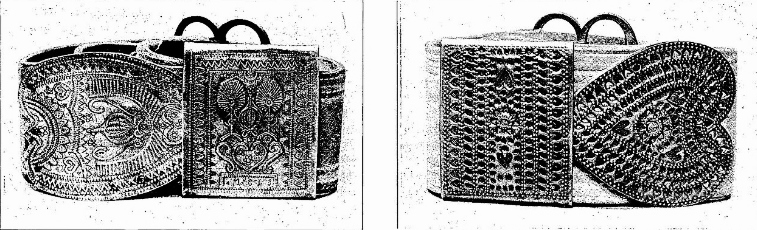
Boucles de ceinture en cuivre ciselé portés traditionnellement par les hommes

#### La construction de la voie ferrée entre Quimper et Landerneau
« En sortant de Quimper, la ligne d'engage sous un tunnel long de trois cents mètres, puis elle franchit une première fois la rivière le Steïr, dont le cours extrêmement sinueux offre à chaque instant un obstacle à son passage. À partir de ce point le tracé conserve d'abord, pendant 4 kilomètres, une vallée assez large et en pente douce, mais bientôt le tracé suit à travers mille accidents d'un sol très tourmenté et compliqué encore par les ondulations du Steïr, une rampe continue d'un sept millième durant un parcours de 4 kilomètres environ. À l'extrémité de cette rampe se trouve le tunnel de Plogonnec, long de 23 mètres, qui perfore une montagne granitique de 76 mètres au-dessus du niveau de la mer. Au sortir de ce tunnel, et après avoir suivi durant un kilomètre une pente douce terminée par un palier de 320 mètres de longueur, le tracé reprend pendant un espace de 4 kilomètres sa marche ascendante jusqu'à la station de Quéménéven, seule station intermédiaire de la section [Quimper - Châteaulin]. »

Ce tronçon ferroviaire fut mis en service en 1867, mais Plogonnec n'était desservi par aucune gare, la ligne passant à l'extrémité est du territoire communal.

#### La fin duXIXesiècle
En 1871 est envisagé le projet de contournement du mamelon de Menez Lokorn, « mamelon presque infranchissable, et le seul obstacle qui rende inabordable aux habitants de Plounévez et de Locronan l'accès au marché de Quimper » par un contournement « qui allonge le parcours de près de 900 mètres (c'est le tracé de l'actuelle D 63), mais avec une pente bien moindre ; les travaux furent déclarés d'utilité publique en 1873. La route en ligne directe existant jusque-là correspondait à l'ancienne route royale allant de Quimper à Lanvéoc via la Lieue de Grève qui était l'un des itinéraires empruntés pour se rendre à Brest avec une traversée en bateau de la Rade de Brest.
En 1885 Louis Morin évoque lors d'un mariage « des femmes de Kerfeunteun et Plogonnec, chamarrées d'ornements, la coiffe pointue laissant transparaître des rubans rouges, et portant sur la poitrine des scapulaires où l'image de la Vierge disparaissait sous les bijouteries ».
En 1897 est créé à Plogonnec un poste de receveur-facteur de l'État.
En 1900 des entrepreneurs demandèrent la concession d'une mine de houille dans le bassin houiller de Kergogne s'étendant sur le territoire des communes de Quimper, Kerfeunteun, Ergué-Gabéric, Penhars, Plogonnec, Guengat et Ergué-Armel. Ils demandèrent aussi la concession des schistes bitumineux, pétrole, anthracite, lignite dans le périmètre de la concession sollicitée, soit 2 200 hectares. Mais cette demande fut rejetée par un décret présidentiel en date du 19 juillet 1904.

### LeXXesiècle

#### La Belle Époque

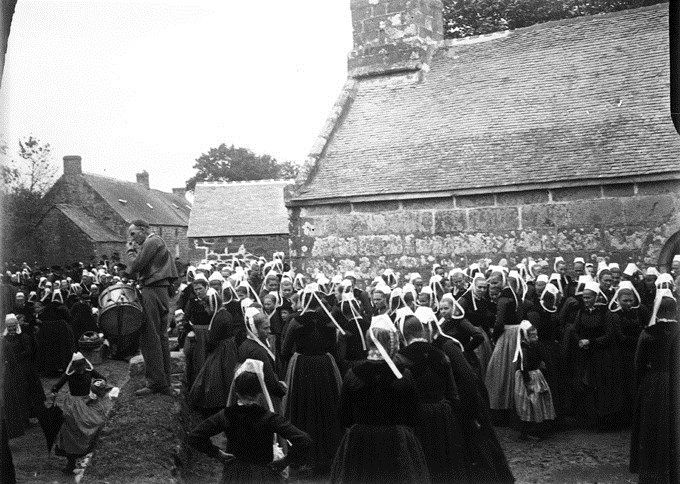
Jour de pardon à la chapelle Saint-Albin (photographie de Jacques de Thézac, début XXe siècle).

Une épidémie de scarlatine éclata à Plogonnec (105 cas) et Audierne (191 cas) en 1901.
En réponse à une enquête épiscopale organisée en 1902 par François-Virgile Dubillard, évêque de Quimper et de Léon en raison de la politique alors menée par le gouvernement d'Émile Combes contre l'utilisation du breton par les membres du clergé, le recteur de Plogonnec, l'abbé Carval, écrit : « Il n'y a pas au catéchisme un seul enfant qui parle français dans sa famille » ; en 1903 il précise dans une lettre : « Comme tous ces enfants doivent parler breton dans leur famille, ils oublieraient bien vite le peu de catéchisme français qu'on aurait pu leur apprendre ».
L'expulsion des Sœurs de la congrégation des Filles du Saint-Esprit de Plogonnec en vertu de la loi de 1901 sur les congrégations se déroula le 8 août 1902 : la résistance de la population fut acharnée : « quatorze gendarmes à cheval, sept gendarmes à pied et les deux commissaires de police arrivèrent à cinq heures du matin » ; 300 hommes étaient massés dans la cour de la maison des Sœurs, les autres étant à l'extérieur en compagnie des femmes ; les fonctionnaires qui devaient procéder à l'expulsion  mirent trois heures à fendre la foule ; les femmes se mettaient devant les chevaux des gendarmes et les écartaient à coups de poing sur leurs naseaux ; les gendarmes durent briser la porte d'entrée pour pénétrer dans la cour de l'établissement, mais à chaque fois qu'un trou était creusé, les hommes qui étaient à l'intérieur le bouchaient avec des planches ; à coups de hache, au bout de deux heures d'efforts, les gendarmes pratiquèrent enfin une grande brèche dans la porte de la cour ; alors les hommes qui y étaient massés ramassèrent de la boue et en couvrirent littéralement le commissaire et les gendarmes ; un brigadier, revolver au poing, menaça de tirer ; voyant que le sang allait couler, le recteur intervint et fit cesser la résistance,, ce que lui reprochèrent ensuite certains paroissiens. Le 15 septembre 1902, le recteur de Plogonnec, Mathieu Carval, deux vicaires Lesvenan et Jean Sergent et un cultivateur Jean Marie Tanguy furent poursuivis devant le tribunal correctionnel de Quimper pour infraction à la loi sur les attroupements, mais ils furent acquittés. Les traitements du recteur et de deux vicaires (versés par l'État en vertu du Concordat de 1801) furent suspendus et ne furent rétablis qu'en janvier 1905. Les cours reprirent en octobre 1902 avec des institutrices laïques chrétiennes.

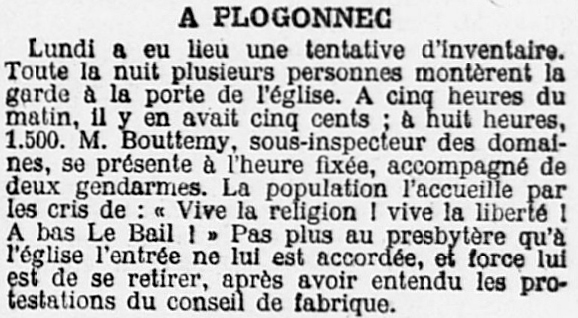
L'échec de la première tentative d'inventaire des biens d'église le 12 mars 1906 en raison de l'opposition de la population (journal L'Ouest-Éclair du 14 mars 1906).

Le 21 novembre 1906 les gendarmes durent enfoncer la grande porte de l'église paroissiale afin que le commissaire puisse procéder à l'inventaire des biens d'église. Une première tentative d'inventaire le 12 mars 1906 s'était heurtée à l'opposition de la population, laquelle manifesta aussi son hostilité à Georges Le Bail, député du Bloc des gauches, lors de sa venue à Plogonnec le 27 avril 1906. L'appropriation des biens d'église par l'État qui s'ensuivit, en vertu de la Loi de séparation des Églises et de l'État de 1905, souleva des protestations à Plogonnec, les protestataires arguant que ces biens d'église avaient en bonne partie été donnés à la fabrique de Plogonnec en 1827 par un certain Rivoal « à la condition que l'usufruit soit à perpétuité au recteur catholique de Plogonnec (...) considérant la superficie de la paroisse (...), qu'il y a plusieurs villages à 8 kilomètres du bourg et même au-delà (...), que les malades de ces différents villages seraient exposés à mourir sans les derniers sacrements, si le recteur n'avait ni cheval ni voiture ».
Le 14 août 1907 un train express venant de Brest dérailla à l'entrée du tunnel de Plogonnec ; la machine tomba sur le côté droit de la voie, le tender alla s'abattre dans un ravin et la première voiture de voyageurs resta suspendue dans le vide, deux autres voitures furent renversées ; trois employés furent blessés grièvement et cinq voyageurs plus légèrement.
Un service télégraphique ouvre à Plogonnec à partir du 1er janvier 1909.
C'est lors de la foire annuelle de Plogonnec, fin novembre, que se négociait traditionnellement les gages des domestiques de la commune.
Un concours agricole est organisé en 1913 à Plogonnec : « On a pu constater que la race pie-noire, perfectionnée, sélectionnée, peut devenir excellente à tous les points de vue. (...) » ; le maire, Damey, déplore le mouvement d'émigration qui frappe la région et « faisant allusion à la loi de trois ans et au départ de deux classes d'âge qui vont produire un vide dans les campagnes, il exhorte les cultivateurs à accepter bravement le sacrifice que réclame la Patrie ». Les bœufs étaient encore utilisés, concurremment aux chevaux, par certains agriculteurs.

#### La Première Guerre mondiale

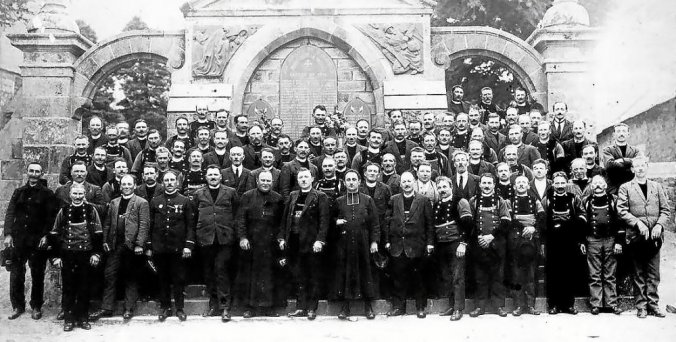
Les rescapés de la guerre 14-18 devant le monument aux morts de Plogonnec le 21 novembre 1921 (collection Ange Le Gall).

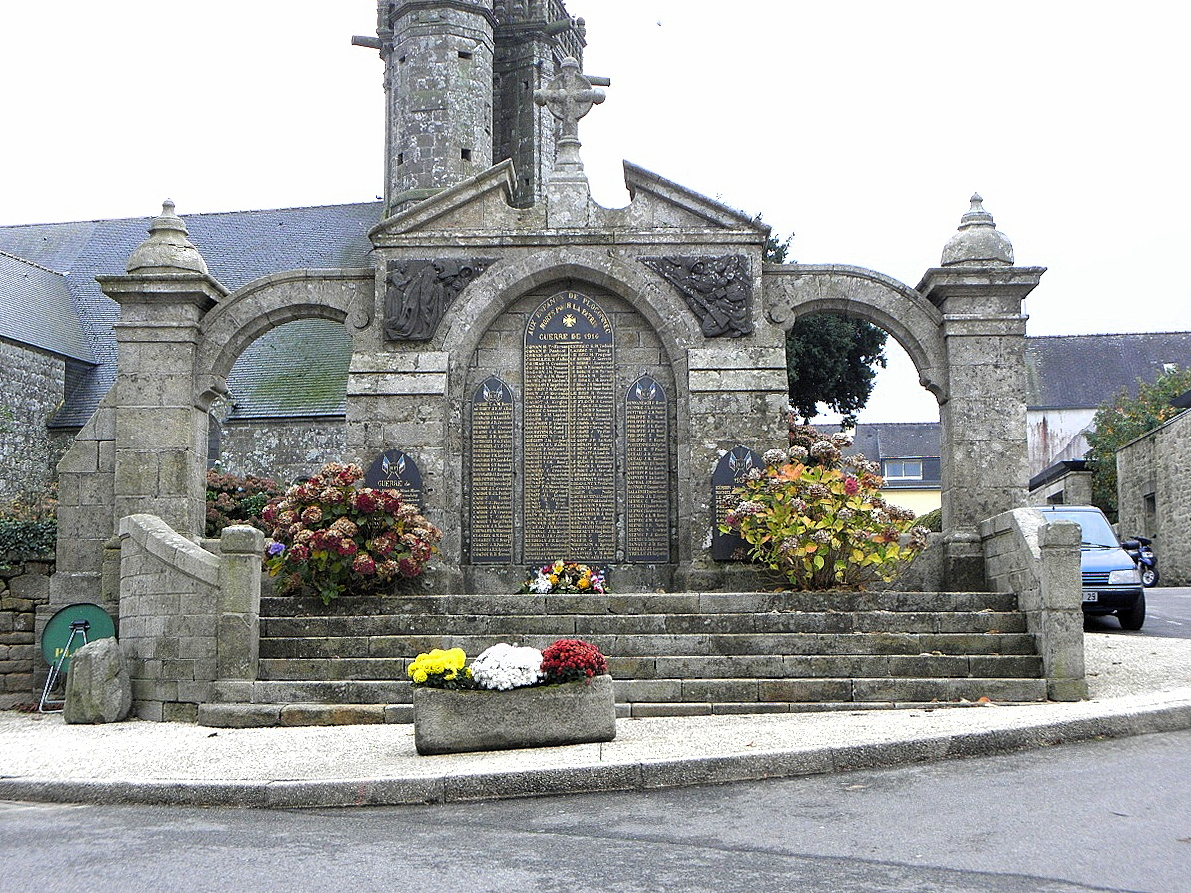
Le monument aux morts de Plogonnec

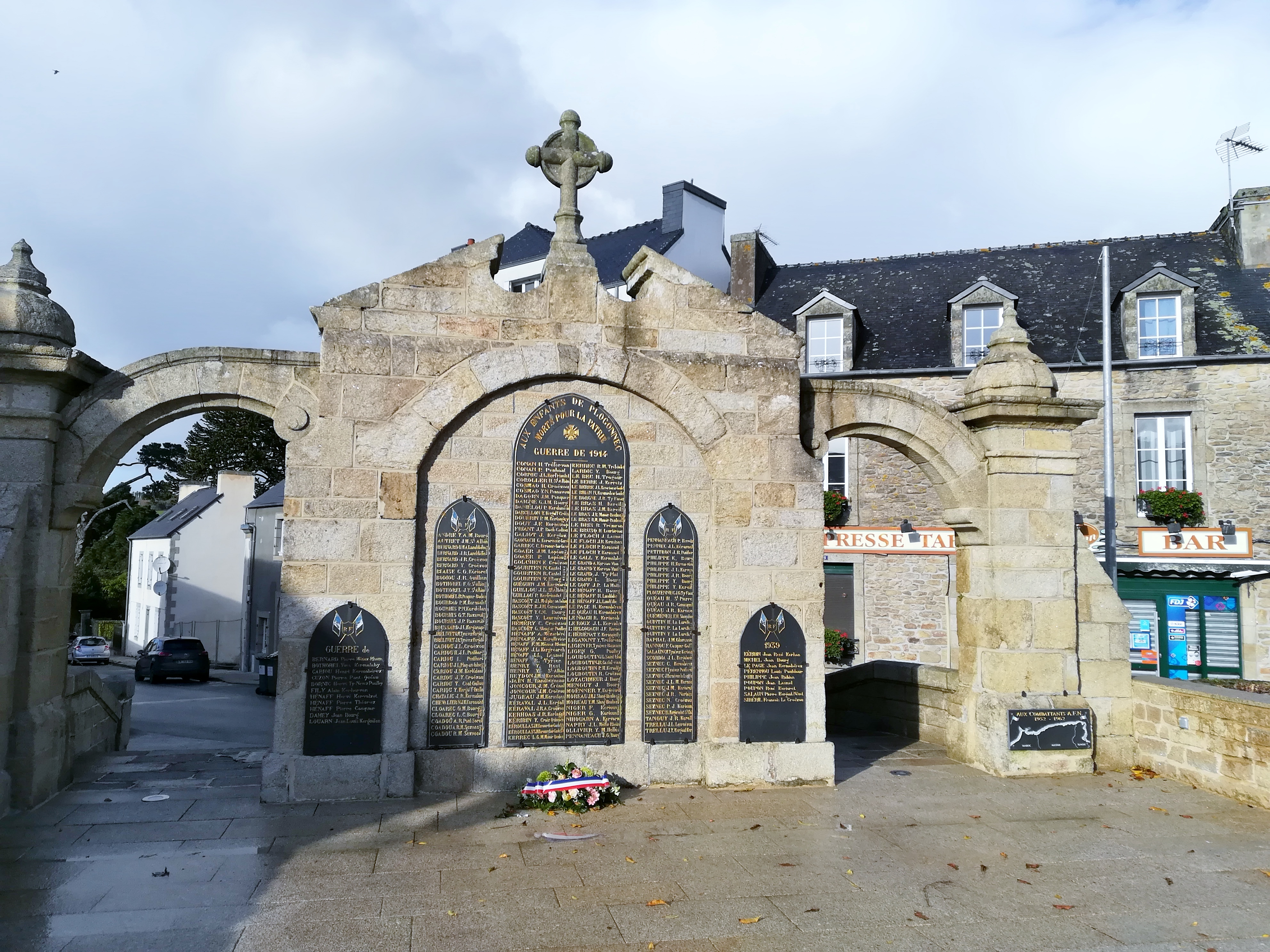
Le monument aux morts de Plogonnec (autre face).

Le monument aux morts de Plogonnec, édifié en 1921 (inauguré le 27 novembre 1921) par l'architecte Charles Chaussepied (la sculpture est d'Hortense Tanvet) grâce à une souscription porte les noms de 166 soldats et marins morts pour la France pendant la Première Guerre mondiale ; quatre (Jean Cornic, Hervé Coroller, Jenan Goaër, Guillaume Hascoët) d'entre eux au moins sont morts en août 1914 sur le front belge, deux (Jean Le Roux, Jean Minguy) au moins en Grèce dans le cadre de l'expédition de Salonique, un (Jean Le Grand) au moins est un marin disparu en mer ; la plupart des autres sont morts sur le sol français ; parmi eux Jean Heydon, prêtre, fut décoré de la Médaille militaire et de la Croix de guerre.

#### L'Entre-deux-guerres

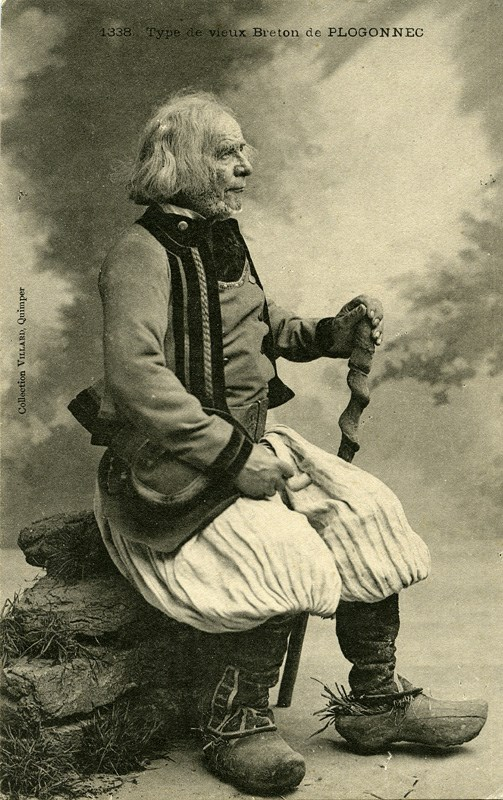
Vieux breton de Plogonnec (carte postale de Joseph-Marie Villard, vers 1920).

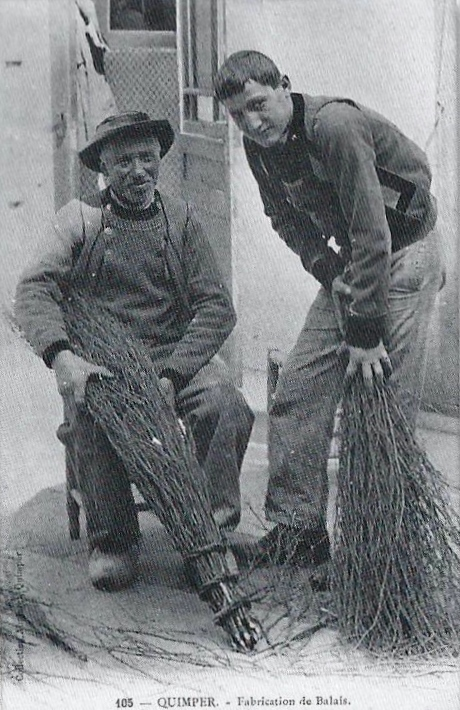
Plogonnec : fabricants de balais près de la forêt du Névet (carte postale, vers 1920).

Le terrain pour la création du nouveau cimetière de Plogonnec est acquis en 1921.
En 1923 un service téléphonique public ouvre à Plogonnec, dans les bureaux du facteur-receveur.
Un club de football dénommé "Jeunesse sportive plogonniste" existait déjà en 1922 au moins ; le club cessa son activité au cours de la décennie 1930 et reprit ses activités sous le nom "Écureuils sportifs de Plogonnec" à partir de 1940. Son siège social était au presbytère.
En 1924 une halte ferroviaire (sur la ligne de Quimper à Landerneau, desservie par alors par la Compagnie d'Orléans) ouvre à Pont-Quéau en Plogonnec, à la demande des municipalités de Plogonnec, Landrévarzec et Kerfeunteun.
Un article du journal L'Ouest-Éclair du 28 août 1929 décrit le dernier tisserand de Plogonnec. Selon un autre article de la même année « Plogonnec est un bourg glazik, le plus glazik des bourgs puisque les hommes y sont encore fidèles à la sombre veste bleue ».
En 1930 les enclos paroissiaux de Plogonnec (y compris les ifs de l'ancien cimetière) et de Saint-Théleau furent inscrits sur une liste de protection des sites du Finistère.
Le moulin de La Lorette, sur le Steïr, fonctionnait encore en 1931. Il est mis en vente cette année-là et l'annonce précise : "Chute d'eau abondante". À nouveau en vente en 1934, il est précisé qu'il est "en bon état de marche"
En 1938 la famille Fer, qui habitait la ferme de Kernévez-Vihan et avait 13 enfants, reçut le prix Cognacq-Jay.

#### La Seconde Guerre mondiale
Le 29 octobre 1940 des avions bombardiers anglais revenant probablement d'un bombardement sur Brest lachèrent trois bombes qui tombèrent dans la lande et une sapinière à environ 1 kilomètre au-delà du hameau du Croëzou, sans faire de victimes.
La chapelle Notre-Dame-de-Lorette abrita à partir de septembre 1943 un groupe de résistants, le groupe Marceau, fondé par les trois frères Pierre, Jacques et André Maillet ; en janvier 1944 ce groupe, alors composé de 14 membres (dont Anne Corre), se met aux ordres du lieutenant-colonel Berthaud, alors chef départemental des FFI. La chapelle ayant été repérée par les Allemands, le groupe Marceau quitte le 6 avril 1944 la chapelle pour se cacher dans les gorges du Stangala. Le 25 avril 1944 un milicien est abattu à Quimper par le groupe Marceau. Le lendemain 53 jeunes sont arrêtés dont Pierre et André Maillet ; après avoir été interrogés par la Gestapo, les prisonniers sont expédiés par le train en Allemagne ; Pierre Maillet parvint à s'échapper (il rejoignit le maquis de Saint-Marcel), mais son frère André, alors âgé de 17 ans, décéda le 16 décembre 1944 à Wilhelmshaven. En mai 1944, des résistants du groupe Marceau, alors replié à Briec dans la ferme du Guellen, fit sauter des rails près de la chapelle Notre-Dame-de-Lorette. Le PC des résistants, d'abord installé à Tréquefellec, est déplacé en juin 1944 à la ferme de Penhoat en Kerfeunteun ; plusieurs résistants furent tués dans les divers combats  lors de la libération de Quimper
Cécile Bozec, alors secrétaire de mairie à Plogonnec, membre du réseau Jade-Amicol, profita de son travail pour faire délivrer des faux papiers à de nombreux résistants et juifs pendant la guerre.
Le monument aux morts porte les noms de 20 personnes mortes pour la France pendant la Seconde Guerre mondiale ; parmi elles Jean Michel est un marin disparu en mer alors qu'il était à bord du contre-torpilleur Chacal coulé par les Allemands le 22 mai 1940 lors de l'évacuation de la poche de Dunkerque ; Jean-Louis Louarn est mort en déportation le 2 mai 1945 au camp de concentration de Neuengamme et Alain Fily, lui aussi déporté à Neuengamme, le 16 avril 1945 à Flensbourg ; Yves-Marie Bothorel, résistant FFI, fut tué par une patrouille allemande le 5 août 1944. Louise Le Page et Anne Cuzon, résistantes membres du réseau Pat O'Leary, furent arrêtées le 27 mars 1943 lors d'une rafle de la Gestapo au manoir de Tréfly en Quéménéven, mais survécurent à leur déportation. Un résistant, Yves Crozon, a été tué le 18 septembre 1944 à Esquibien et un autre, Jean Damey, a été tué le 3 septembre 1944 lors du bombardement effectué par erreur par les Anglo-américains à Telgruc.

#### L'après-Seconde Guerre mondiale
Jérome Le Hénaff, fils d'un ouvrier agricole de Plogonnec, fut militant de la Jac, puis du syndicat CFTC à Plogonnec. Parti travailler dans les Deux-Sèvres, puis en Seine-Maritime, il devint permanent syndical CFDT et signa notamment le 31 mai 1968 les accords de Varennes au ministère de l'Agriculture (ces accords supprimèrent le SMAG (salaire minimum agricole garanti), les ouvriers agricoles devant désormais être payé au SMIG (Salaire minimum interprofessionnel garanti). Le 23 juin 1984, il fut décoré de la Légion d'honneur à Goderville (Seine-Maritime), où il résidait, par Pierre Bérégovoy, alors ministre des Affaires sociales.

### LeXXIesiècle

#### La centrale photovoltaïque
Installée à Kerfriantet sur un terrain de 13 000 m² précédemment occupé par une décharge, donc un site impropre à la culture et à l'urbanisation, la centrale photovoltaïque de Plogonnec est composée de 1 900 panneaux qui produisent l'équivalent de 820 MWh/an, soit la consommation moyenne de 200 foyers, hors chauffage.

## Démographie
L'évolution du nombre d'habitants est connue à travers les recensements de la population effectués dans la commune depuis 1793. Pour les communes de moins de 10 000 habitants, une enquête de recensement portant sur toute la population est réalisée tous les cinq ans, les populations de référence des années intermédiaires étant quant à elles estimées par interpolation ou extrapolation. Pour la commune, le premier recensement exhaustif entrant dans le cadre du nouveau dispositif a été réalisé en 2007.

En 2022, la commune comptait 3 223 habitants, en évolution de +2,61 % par rapport à 2016 (Finistère : +2,16 %, France hors Mayotte : +2,11 %).
| 1793  | 1800  | 1806  | 1821  | 1831  | 1836  | 1841  | 1846  | 1851  |
| ----- | ----- | ----- | ----- | ----- | ----- | ----- | ----- | ----- |
| 2 175 | 2 200 | 2 036 | 2 305 | 2 570 | 2 666 | 2 687 | 2 761 | 2 832 |

| 1856  | 1861  | 1866  | 1872  | 1876  | 1881  | 1886  | 1891  | 1896  |
| ----- | ----- | ----- | ----- | ----- | ----- | ----- | ----- | ----- |
| 2 905 | 2 848 | 2 944 | 2 844 | 2 874 | 2 919 | 3 003 | 3 135 | 3 173 |

| 1901  | 1906  | 1911  | 1921  | 1926  | 1931  | 1936  | 1946  | 1954  |
| ----- | ----- | ----- | ----- | ----- | ----- | ----- | ----- | ----- |
| 3 272 | 3 361 | 3 365 | 3 096 | 3 021 | 2 903 | 2 670 | 2 720 | 2 407 |

| 1962  | 1968  | 1975  | 1982  | 1990  | 1999  | 2006  | 2007  | 2012  |
| ----- | ----- | ----- | ----- | ----- | ----- | ----- | ----- | ----- |
| 2 299 | 2 270 | 2 708 | 2 888 | 3 073 | 2 806 | 3 006 | 3 034 | 3 070 |

| 2017  | 2022  | - | - | - | - | - | - | - |
| ----- | ----- | - | - | - | - | - | - | - |
| 3 156 | 3 223 | - | - | - | - | - | - | - |

Commentaire : Plogonnec a atteint son maximum démographique en 1911 avec 3 365 habitants, ayant gagné 1 190 habitants entre 1793 et 1911 (+ 54,7 % en 118 ans), l'augmentation ayant été quasi continue tout au long du XIXe siècle. La commune, en raison de l'exode rural connaît un déclin démographique accentué pendant les deux premiers tiers du XXe siècle, perdant 32,5 % de sa population en 57 ans, soit 1 095 habitants entre 1911 et 1968, année du minimum démographique du siècle. La relative proximité de Quimper explique que la commune, atteinte par le phénomène de périurbanisation, regagne des habitants pendant le dernier tiers du XXe siècle, même si la population stagne à nouveau depuis 1990. Le solde naturel (+ 0,1 % l'an entre 1999 et 2007) et le solde migratoire (+ 0,8 % l'an entre 1999 et 2007) sont tous deux positifs depuis 1968. La population s'est nettement rajeunie (24,2 % de 0 à 19 ans pour 16,4 % de 65 ans et plus en 2007.
La commune a connu de nombreuses constructions récentes, le nombre des résidences principales passant de 560 en 1968 à 1236 en 2007 (47 % des logements sont postérieurs à 1975. Les résidences secondaires sont peu nombreuses (61 en 2007) en raison du relatif éloignement du littoral même si la baie de Douarnenez n'est distante que d'une douzaine de kilomètres.

## Politique et administration

### Liste des maires
Liste des maires successifs :

## Enseignement
Plogonnec dispose de 3 écoles:
- L'école privée Saint Egonnec et l'école publique Paul Gauguin au bourg.
- L'école Jean Marie Autret à Saint Albin.

## Langue bretonne
- L'adhésion à la charte Ya d'ar brezhoneg a été votée par le conseil municipal le 15 décembre 2017.

## Sites et monuments

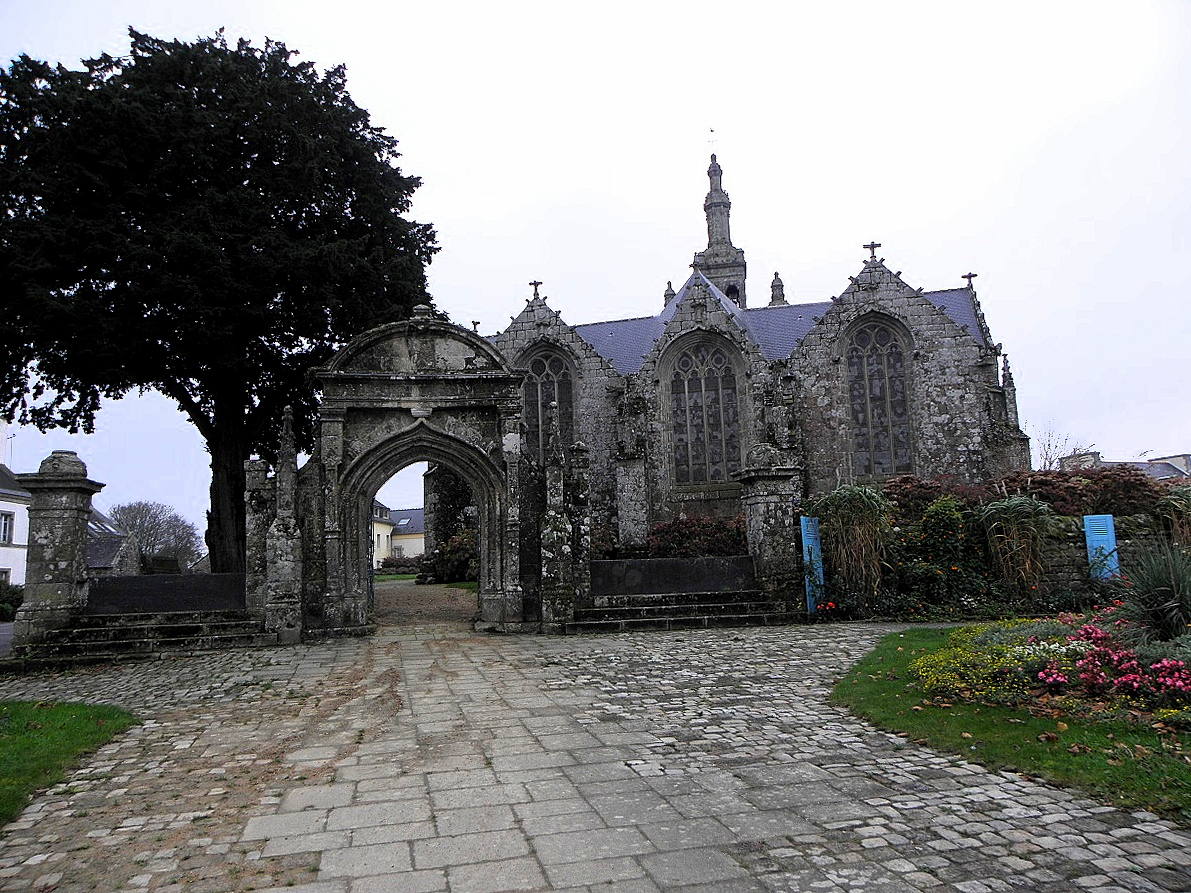
Le chevet de l'église paroissiale Saint-Thurien.

### Patrimoine religieux
- L'église paroissiale Saint-Thurien, dédiée à saint Thurien[114](pardon le 3e dimanche de juillet). Les 4 ifs de l'enclos paroissial (le plus gros mesure 3,5 mètres de circonférence à 1,30 mètre du sol) sont contemporains du clocher qui date de 1657[115]. Albert Le Grand précise que son porche, date des environs de 1581 et que l'église « est d'aspect riant et élégant, grâce aux pignons ornementés de son abside droite et de ses façades latérales, grâce surtout à son joli clocher à dôme et lanternon, daté de 1637 et de style Beaumanoir, accompagné de deux tourelles octogonales ayant aussi un couronnement à dôme »[33]. L'église date majoritairement du XVIe siècle avec quelques éléments antérieurs du XVe siècle comme les colonnettes entourant la porte extérieure ; le porche sud, sous un cadran solaire, date de 1581 ; mais l'ancienne tour-lanterne s'étant effondrée en 1720, le clocher a été reconstruit au XVIIIe siècle. L'arc de triomphe date de 1730 et la sacristie de 1864[116]. Sur l'une des verrières de l'église, vers 1525, Alain de Guengat seigneur du même lieu se fait représenter avec son épouse Marie de Tromelin[117].

Église paroissiale Saint-Thurien
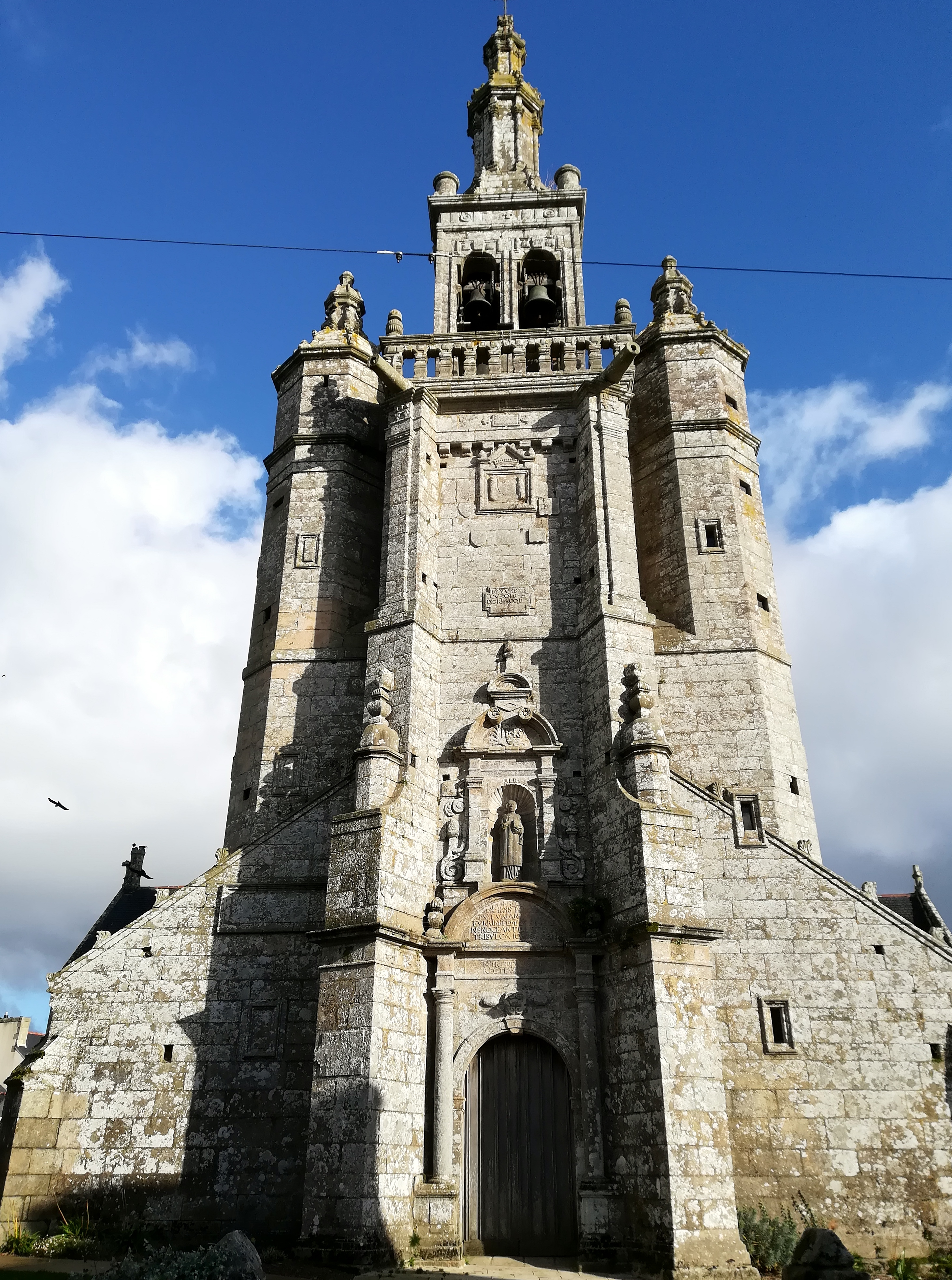
La façade occidentale.
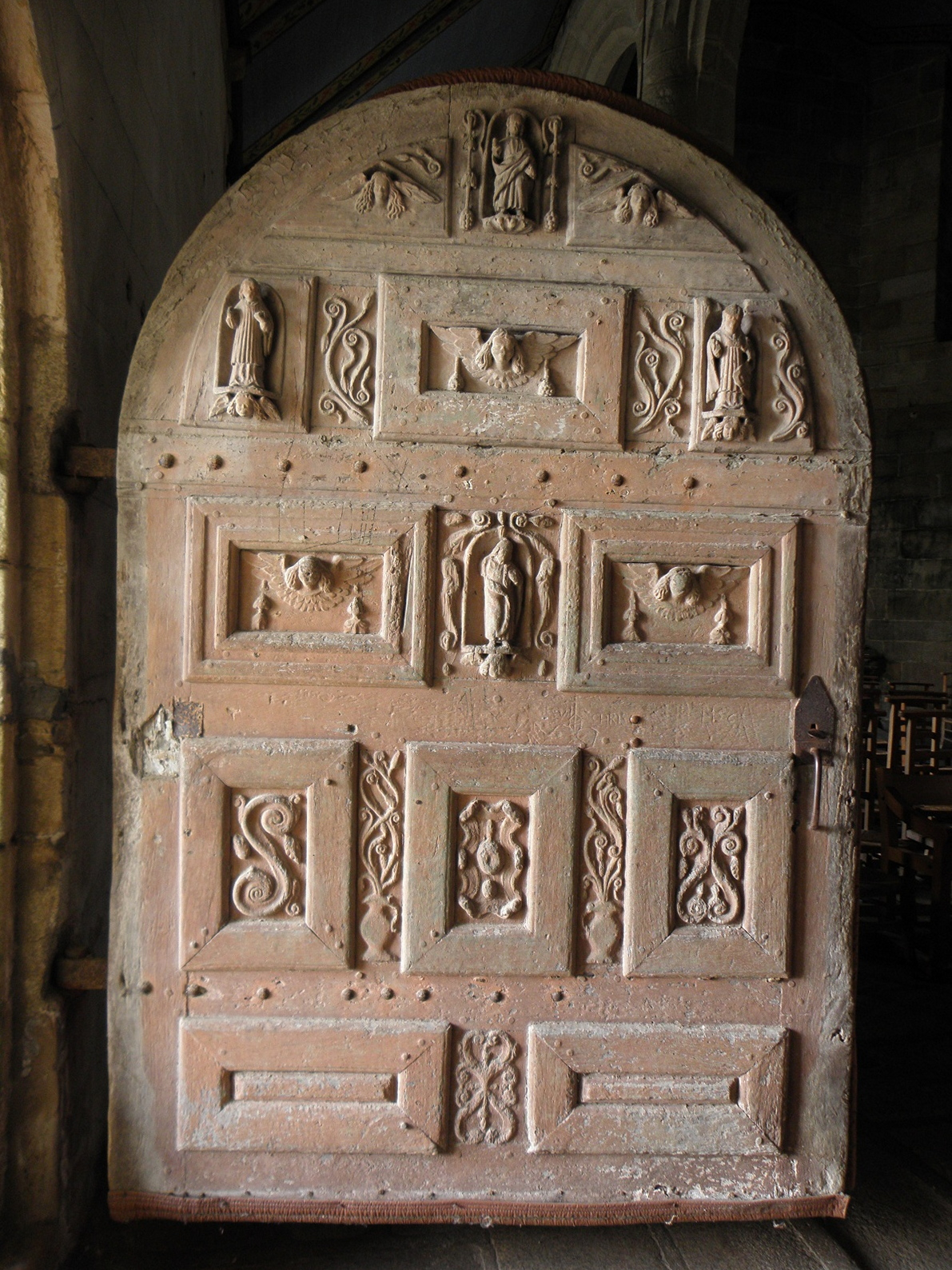
La porte sculptée du porche méridional (1581).
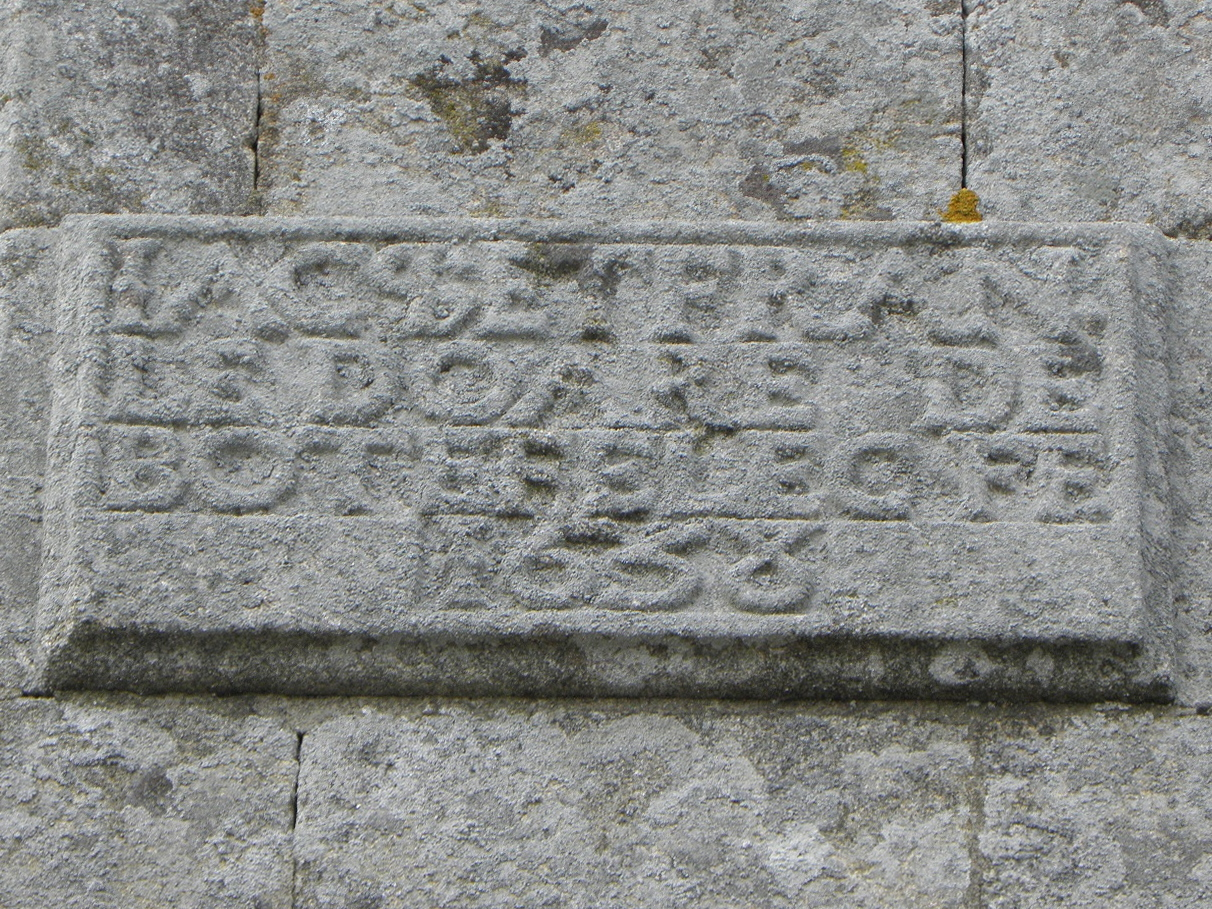
Inscription lapidaire au mur de l'église (1638).
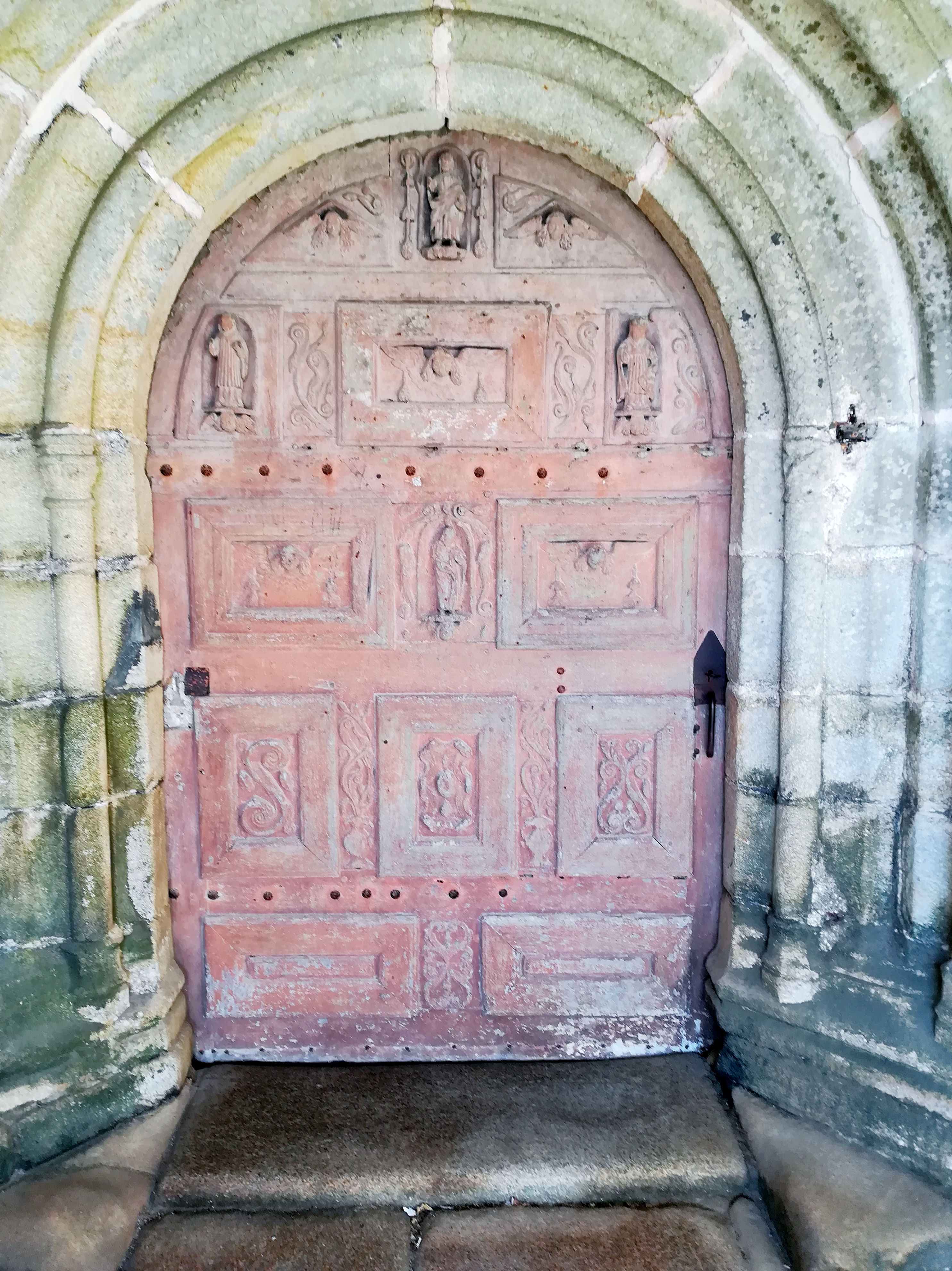
La porte extérieure et les colonnettes l'entourant du flanc sud.
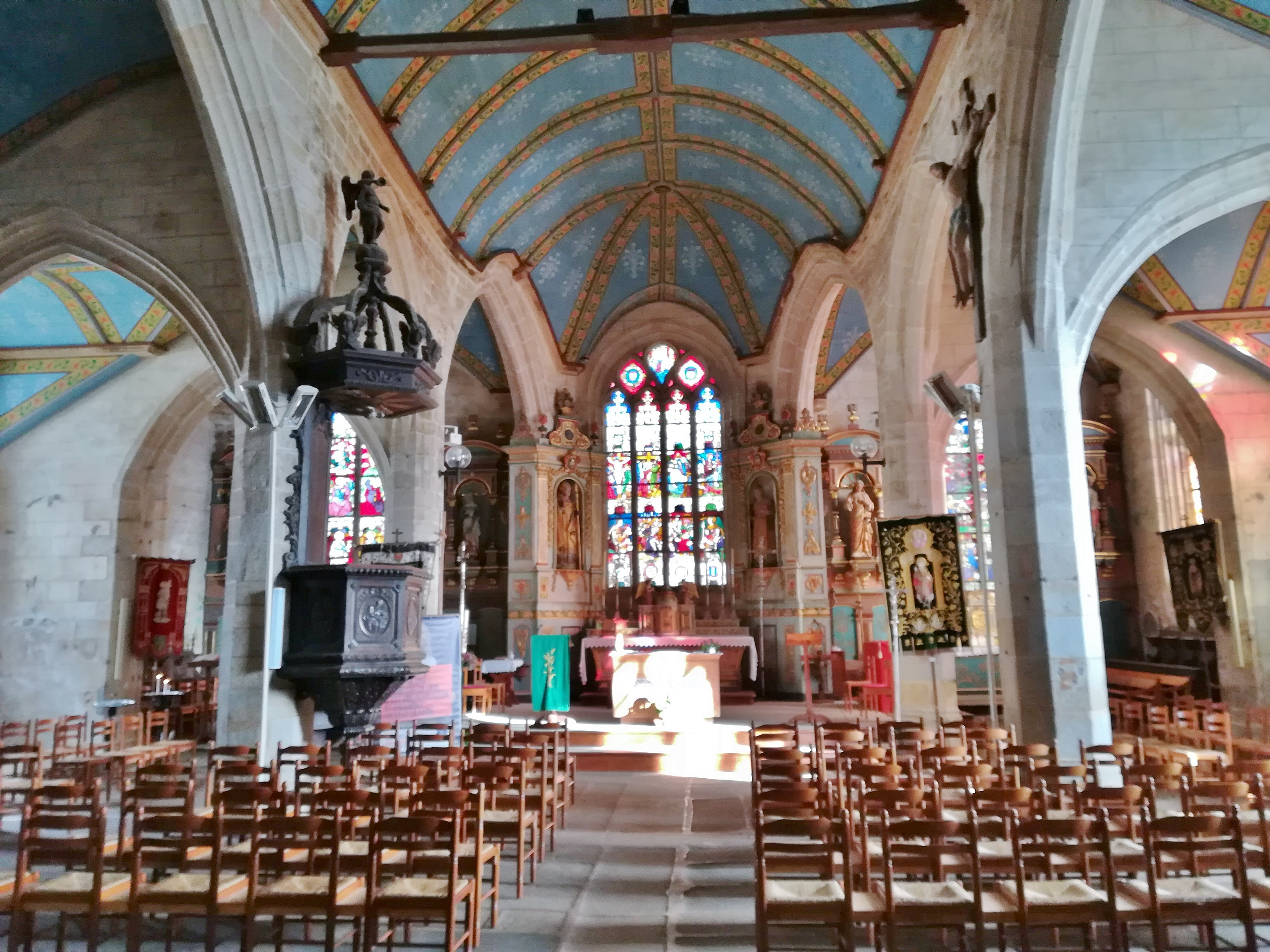
Vue intérieure d'ensemble.
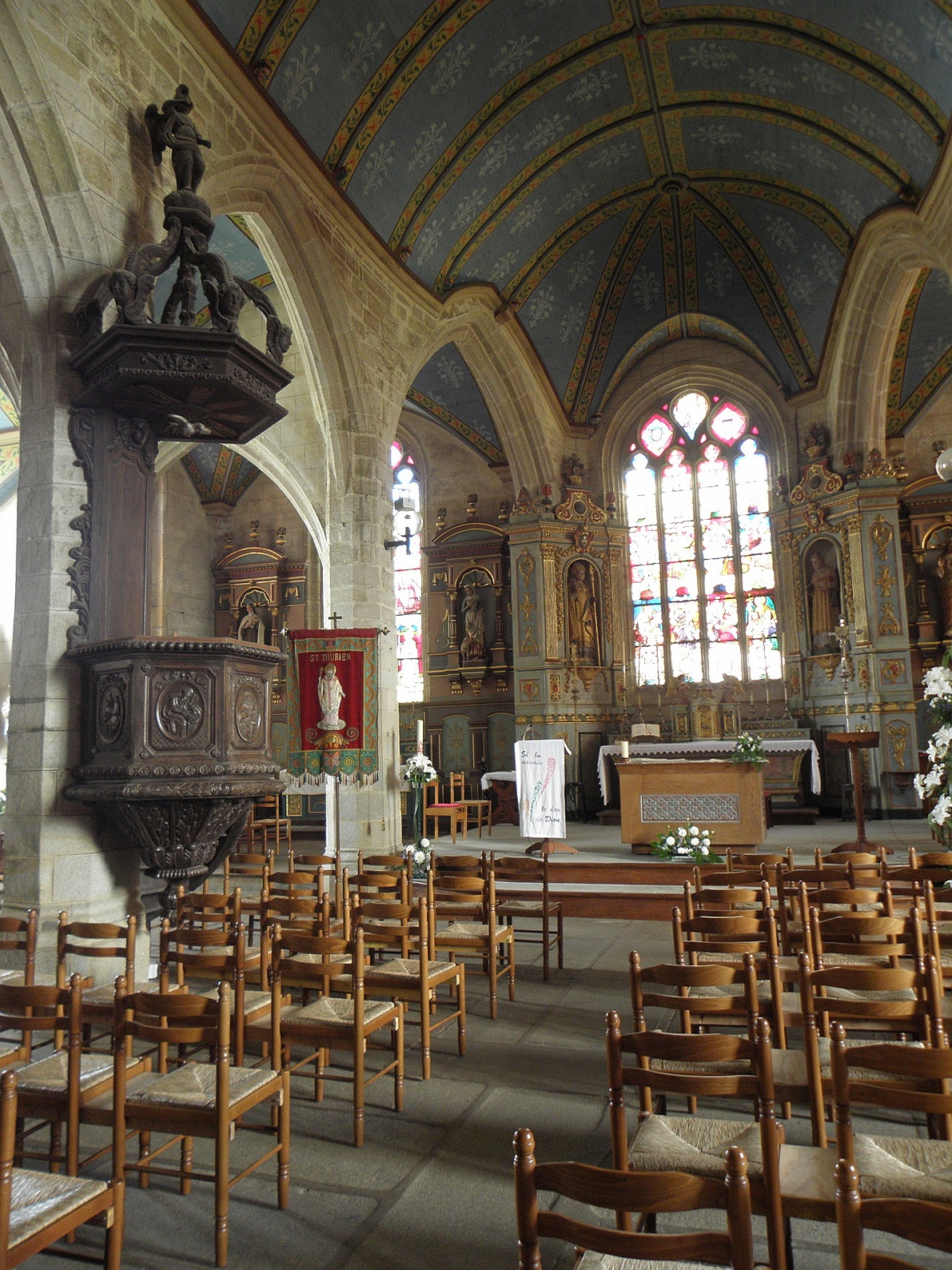
Chaire et chœur.
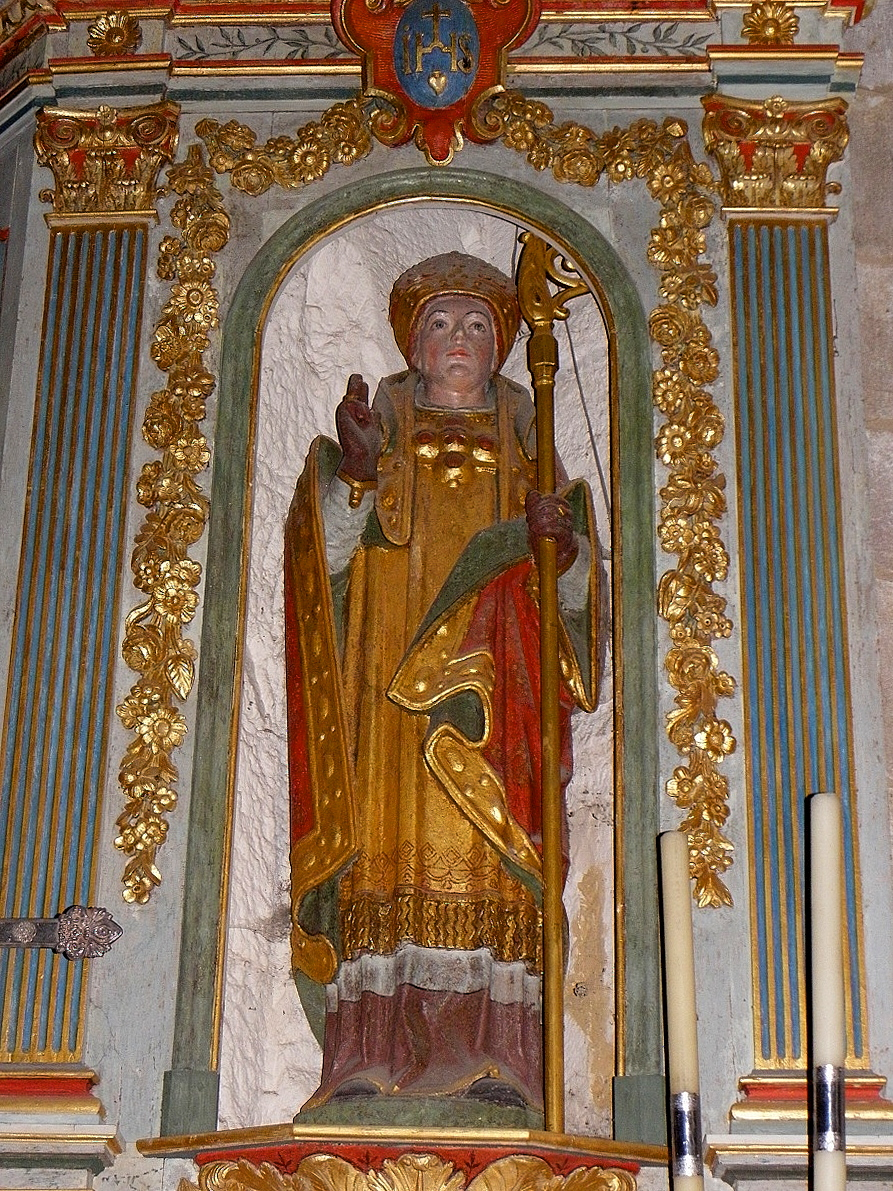
Statue de saint Thurien.
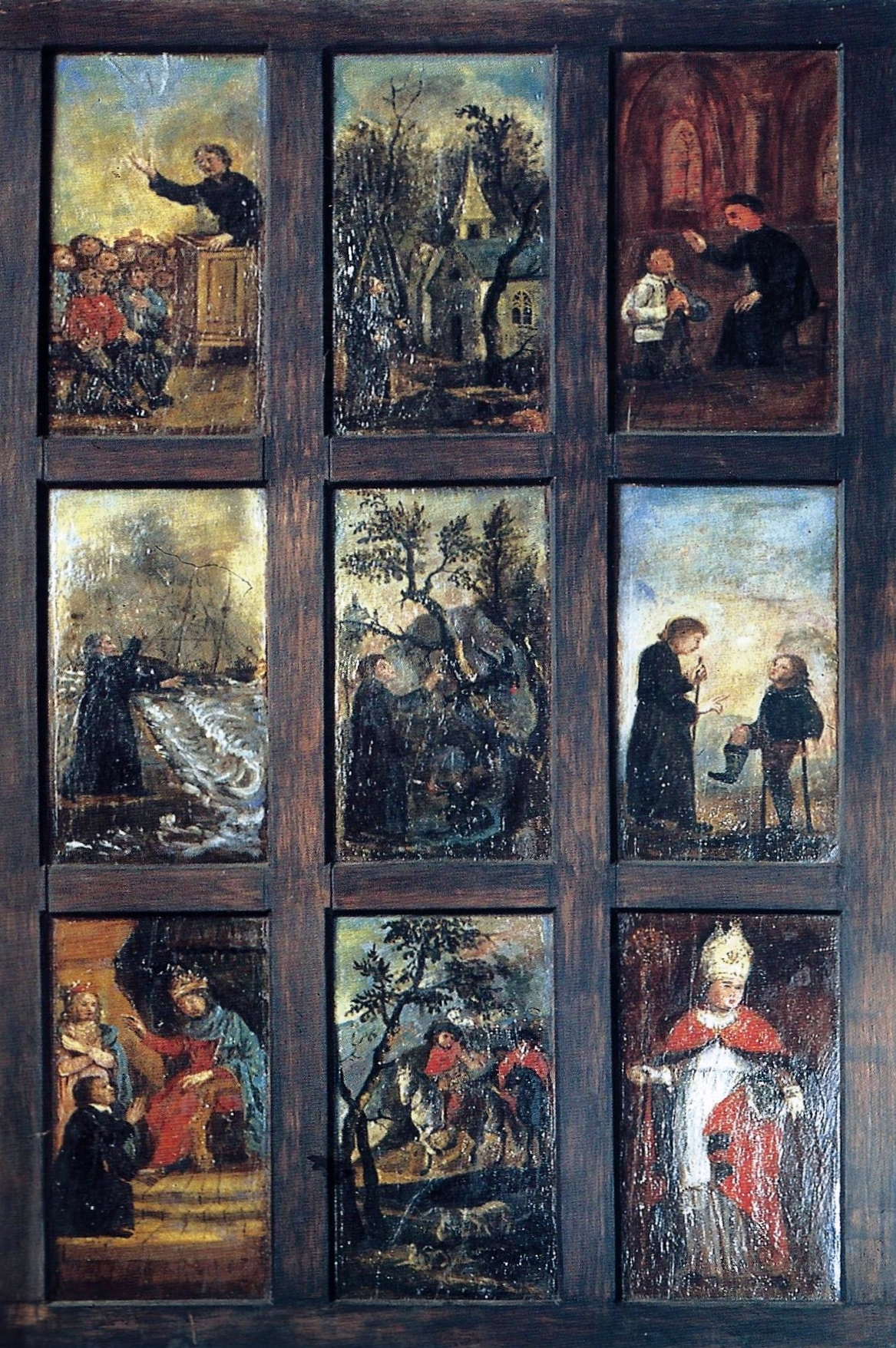
Panneau peint au XVIIe siècle et présentant la vie de saint Maudez.
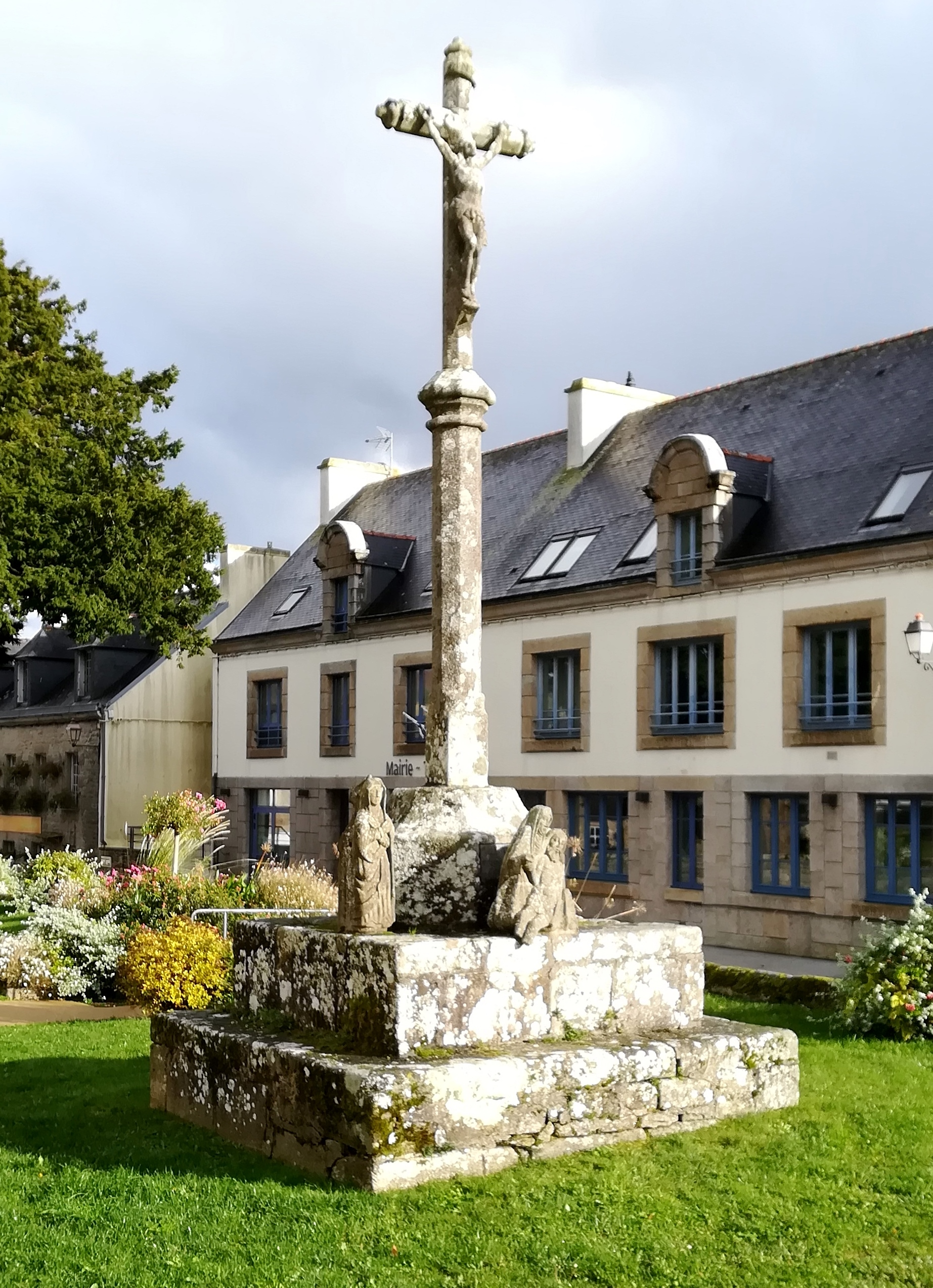
Le calvaire de l'enclos paroissial (édifié vers 1860).

- Les chapelles
  - La chapelle Saint-Albin (saint Alc'houen en breton), dédiée à saint Albin) ou, selon Jean-Yves Cordier, à saint Aubin[118] (son pardon est organisé le dernier dimanche de septembre). La chapelle, en granite et kersantite, date du XVIe siècle, ainsi que la croix extérieure, mais elle a été remaniée en 1667 selon une inscription gravée à l'intérieur. La chapelle a été agrandie en 1951 par l'architecte Lachaud[119].

Chapelle Saint-Albin
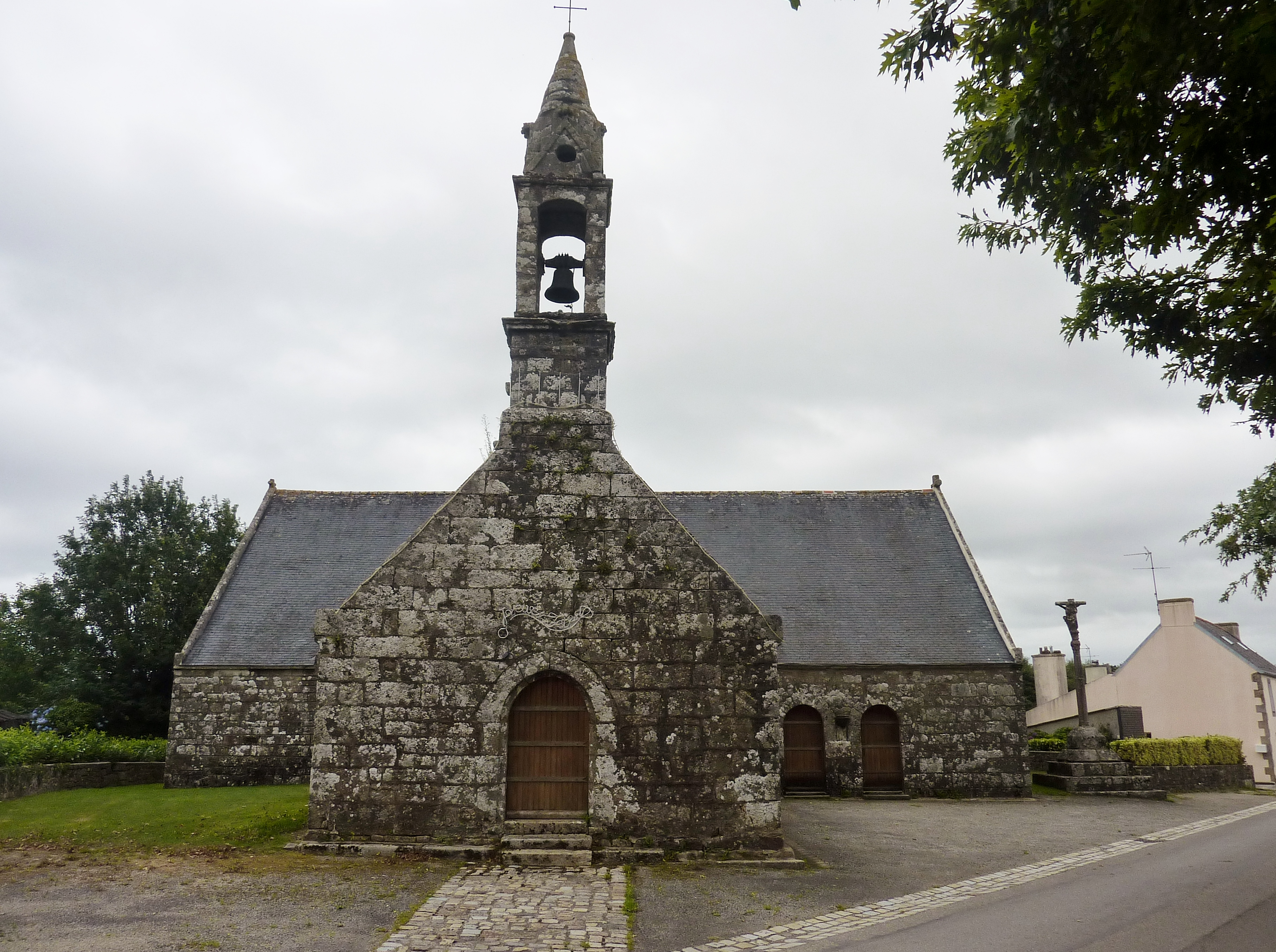
Vue extérieure d'ensemble et la façade.
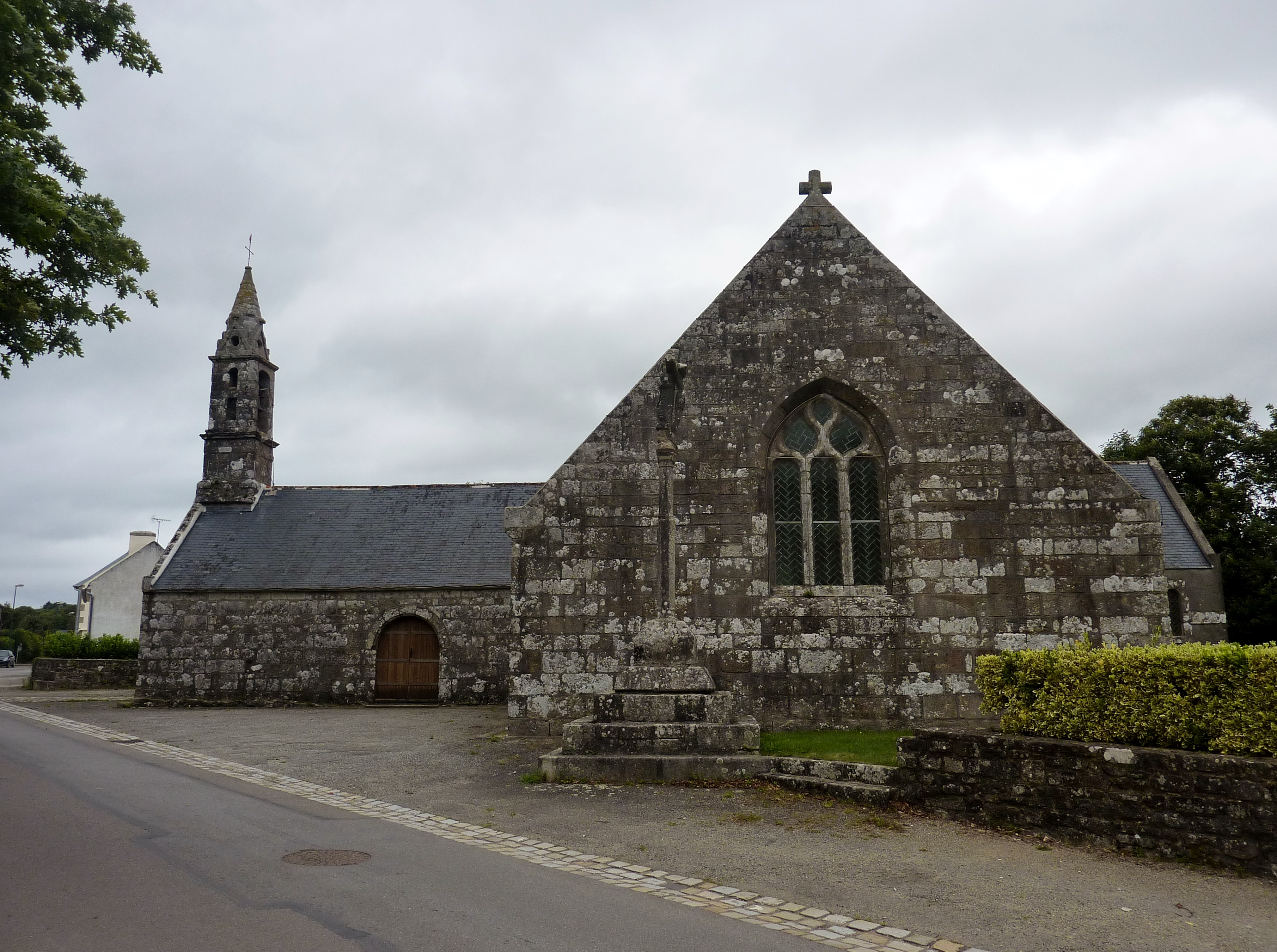
Vue extérieure d'ensemble depuis le sud.
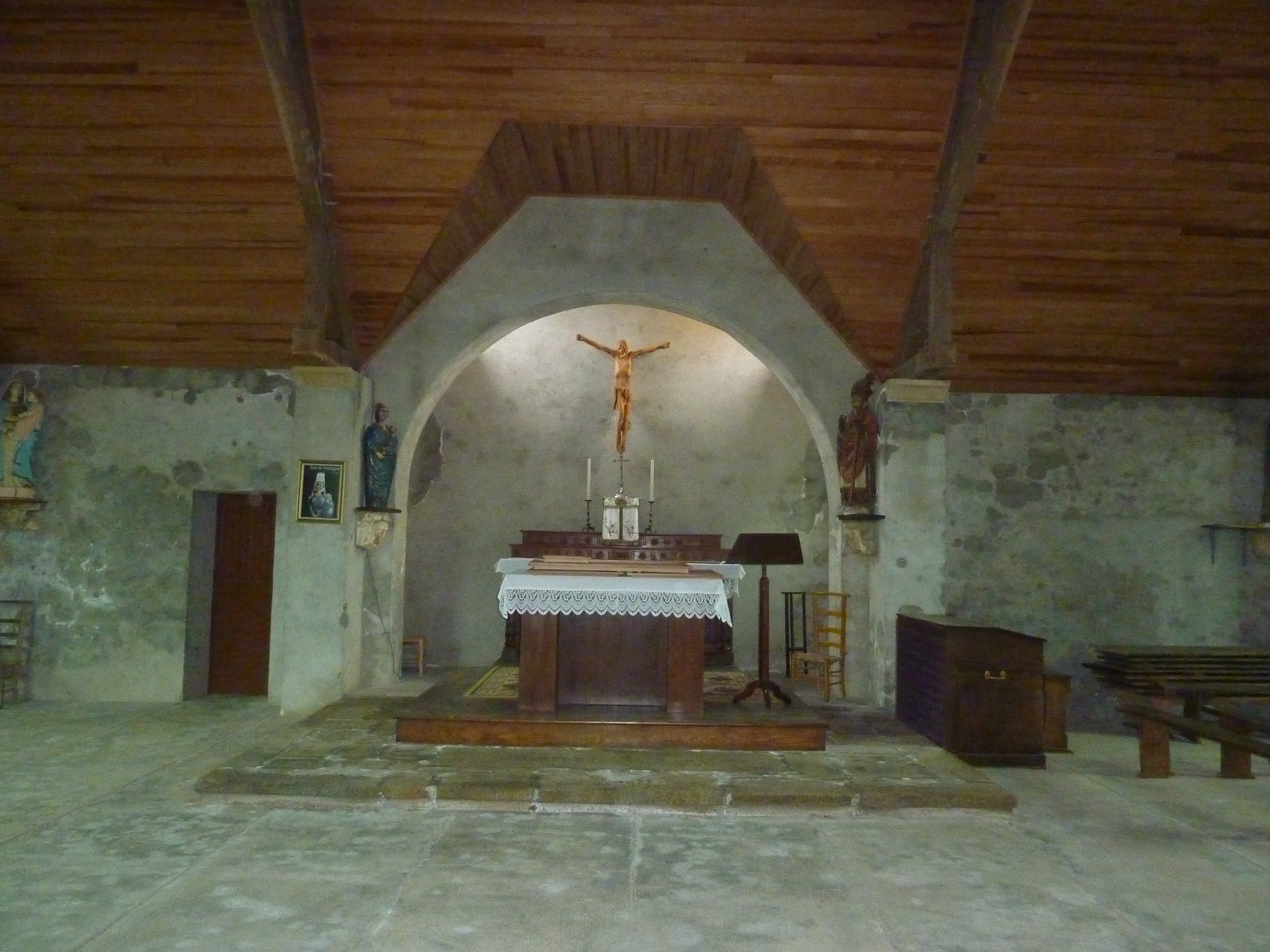
Le chœur.
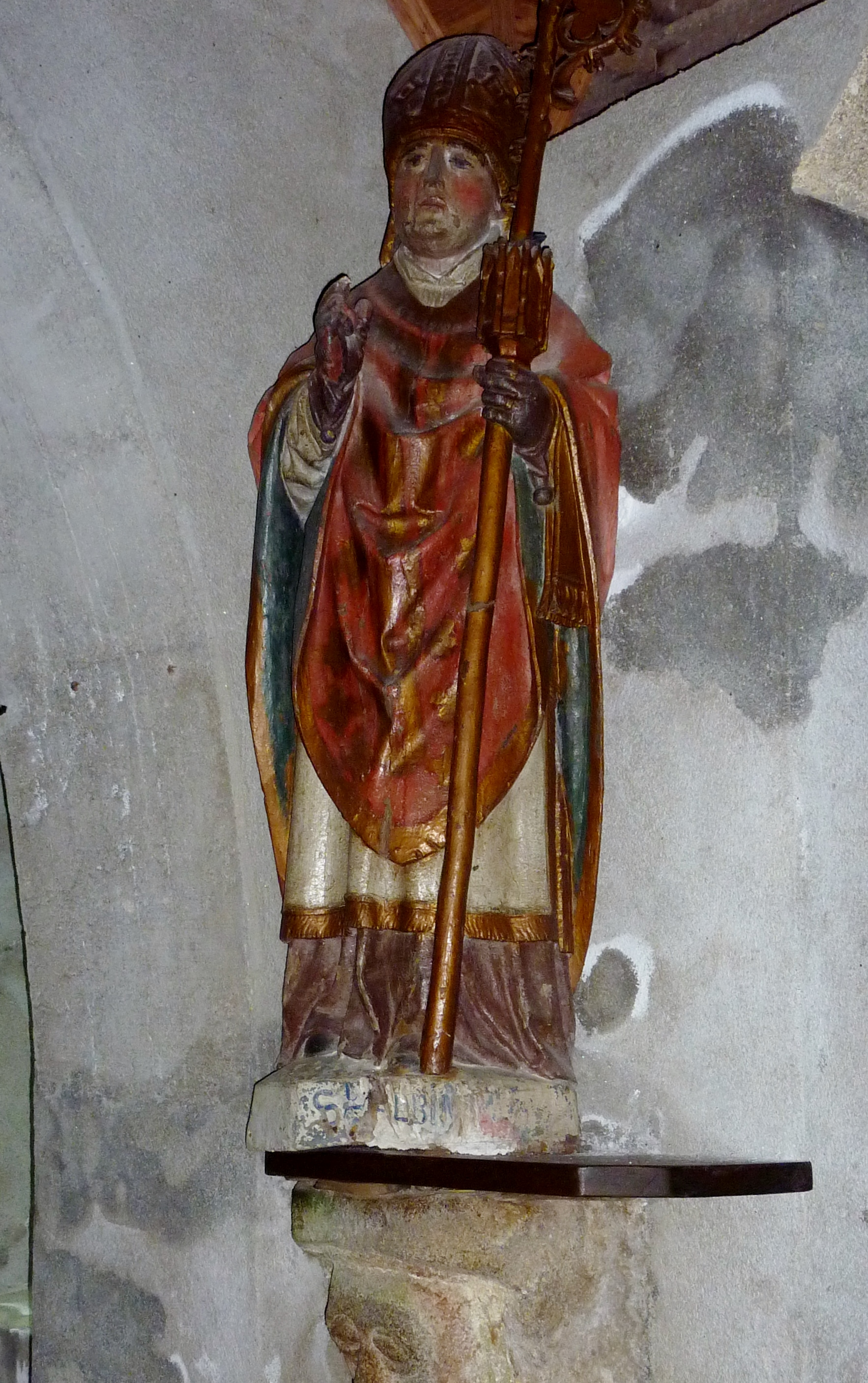
Statue de saint Albin.

- - La chapelle Saint-Théleau, dédiée à saint Théleau, est un édifice gothique du XVIe siècle (le mur du croisillon sud du transept porte la date de 1573) classé monument historique en 1914[120]. (pardon le dernier dimanche de juin). En forme de croix latine et à chevet plat, sa façade sud a été remaniée en 1775 ; son pignon ouest est orné d'une belle porte gothique, surmontée d'une galerie en encorbellement et à balustrade aveugle ; deux autres portes gothiques avec fleurons et pinacles ornent  la façade sud et le mur sud-ouest ; deux tourelles pyramidales se trouvent de part et d'autre du clocher. La sacristie date de 1695 ; le clocher a été victime de la foudre en 1976[121].

chapelle Saint-Théleau
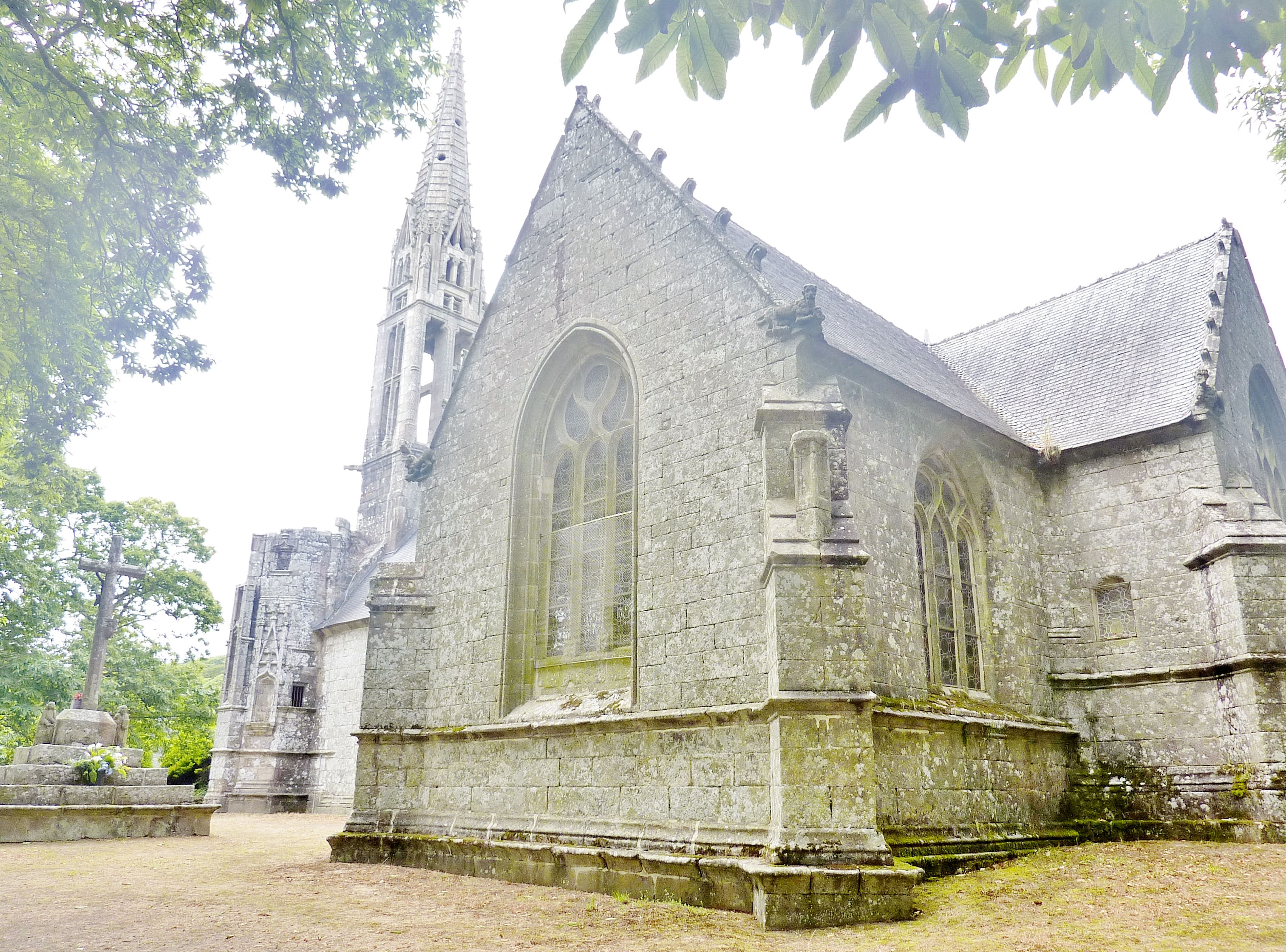
Vue extérieure d'ensemble.
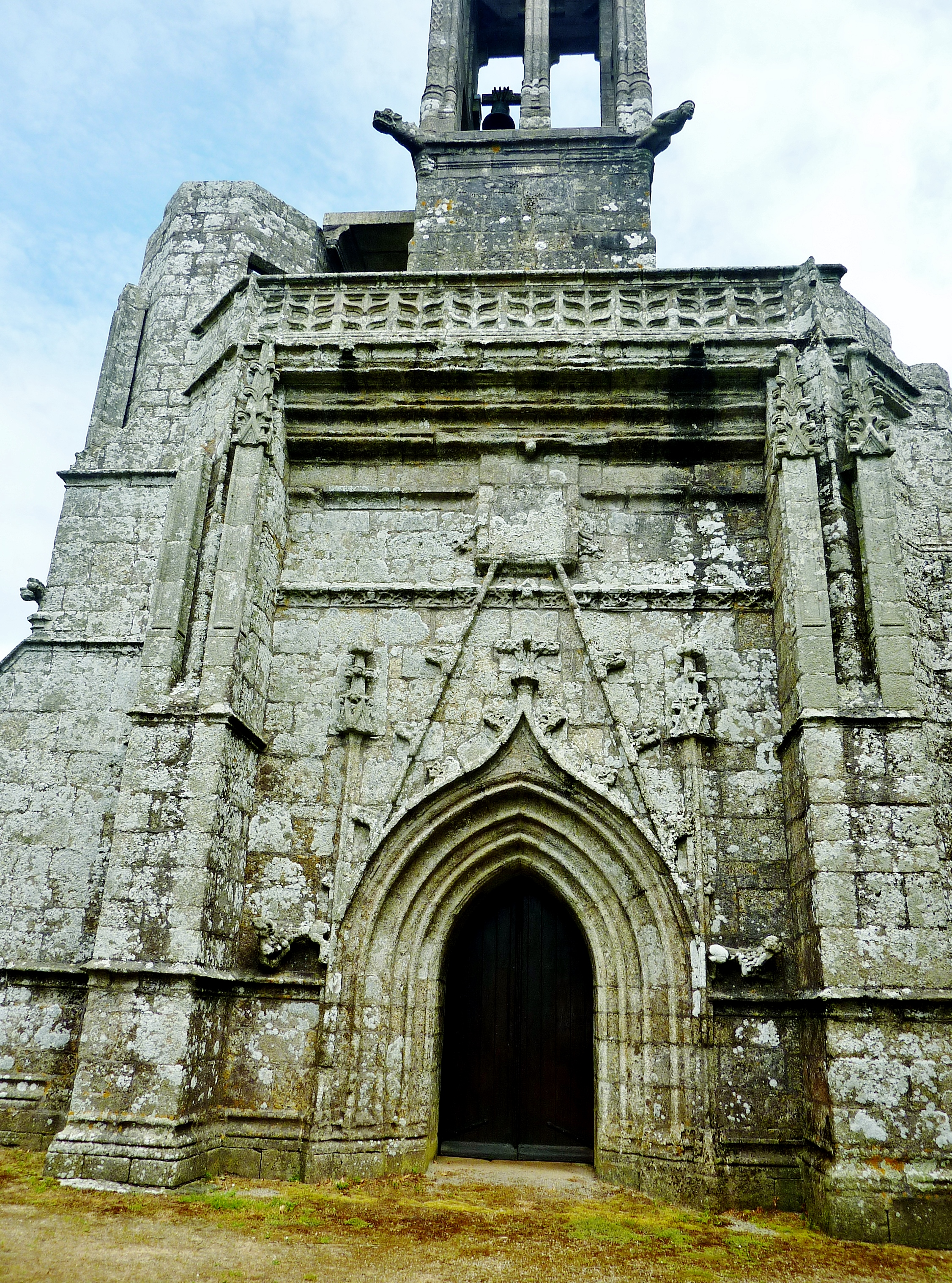
Portail et galerie de la façade occidentale.
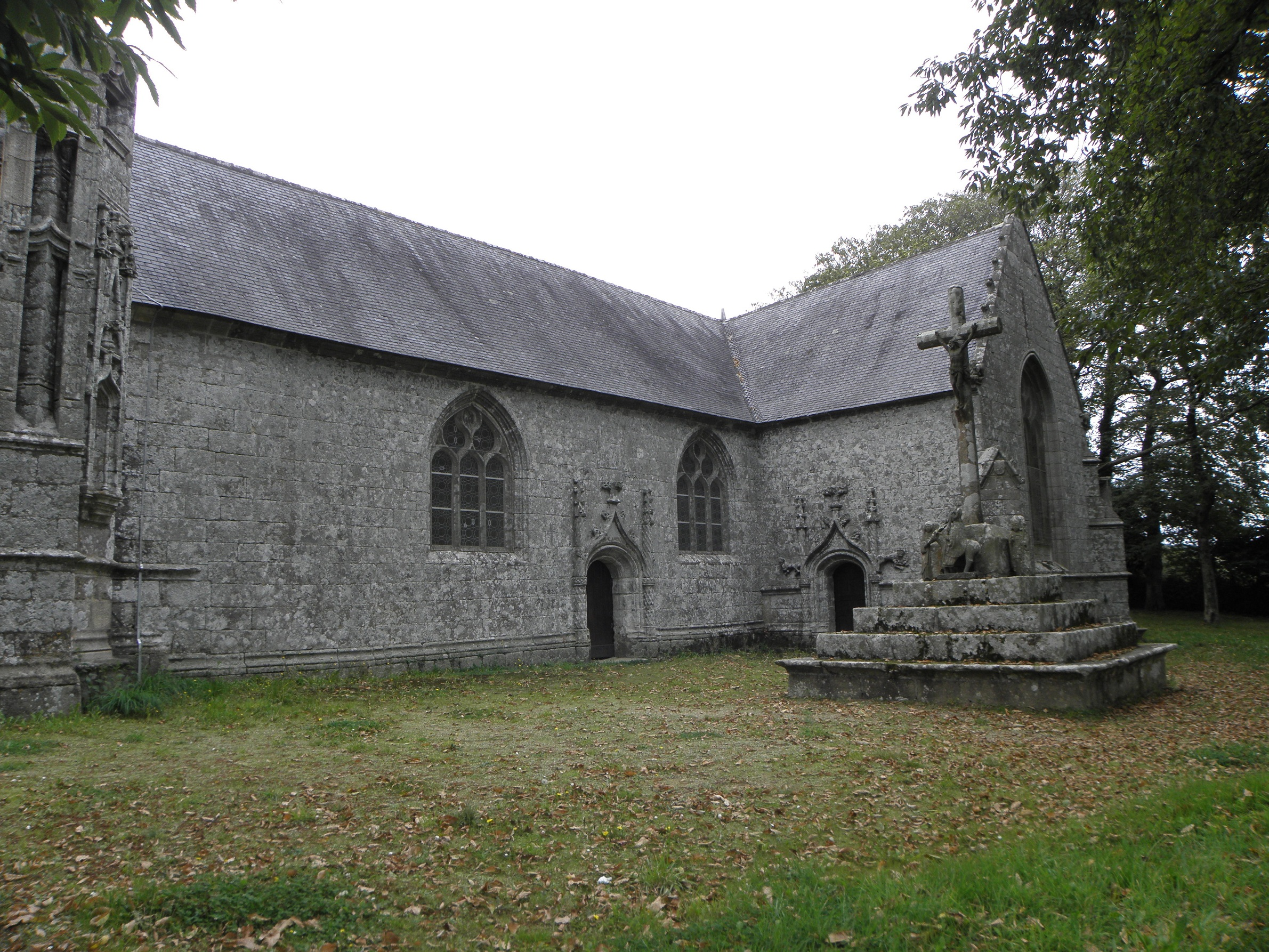
Vue méridionale du corps de la chapelle.
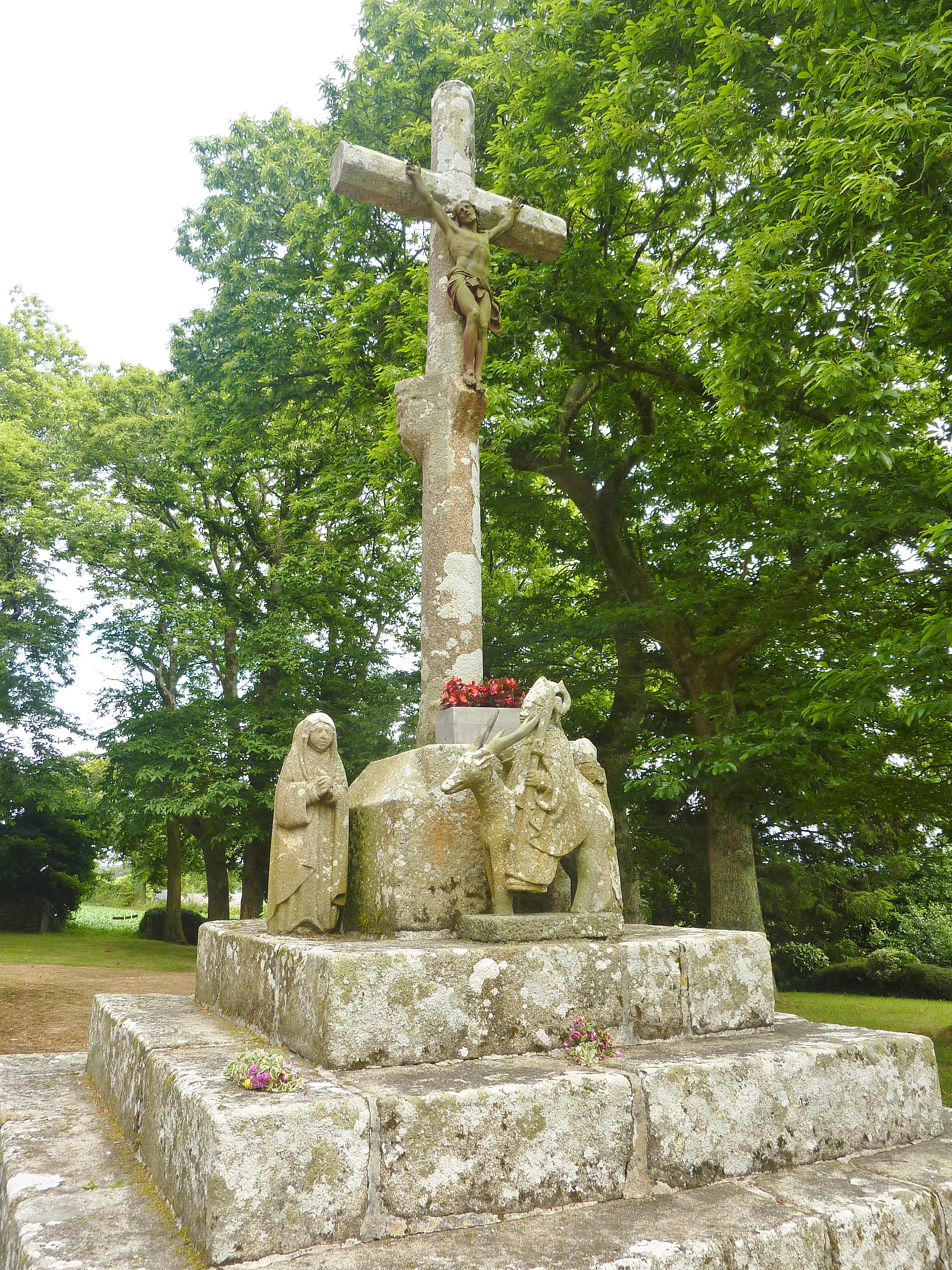
Le calvaire près de la chapelle (vue d'ensemble).
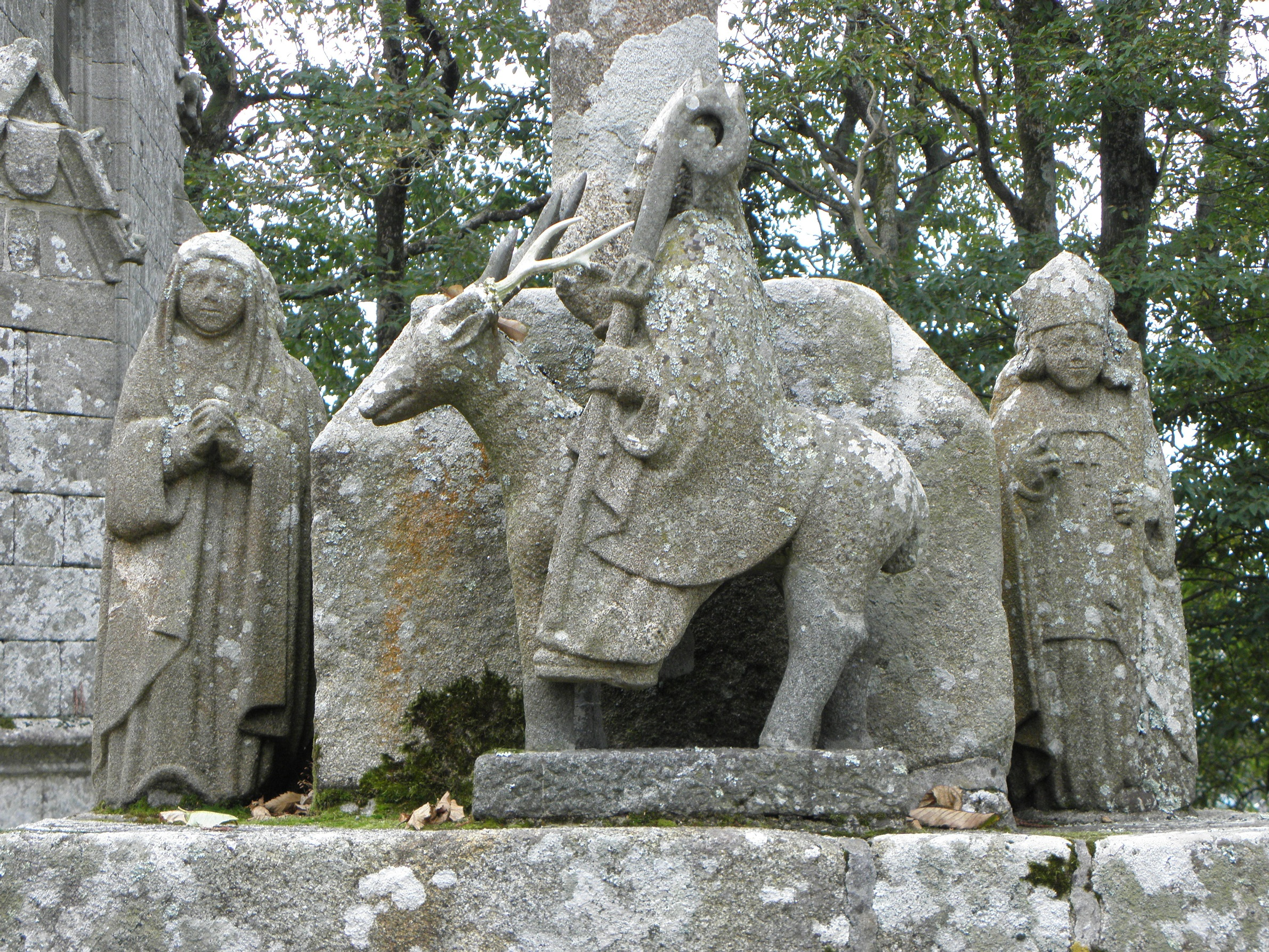
Le calvaire près de la chapelle (statues de la Vierge, de saint Théleau et d'un évêque).

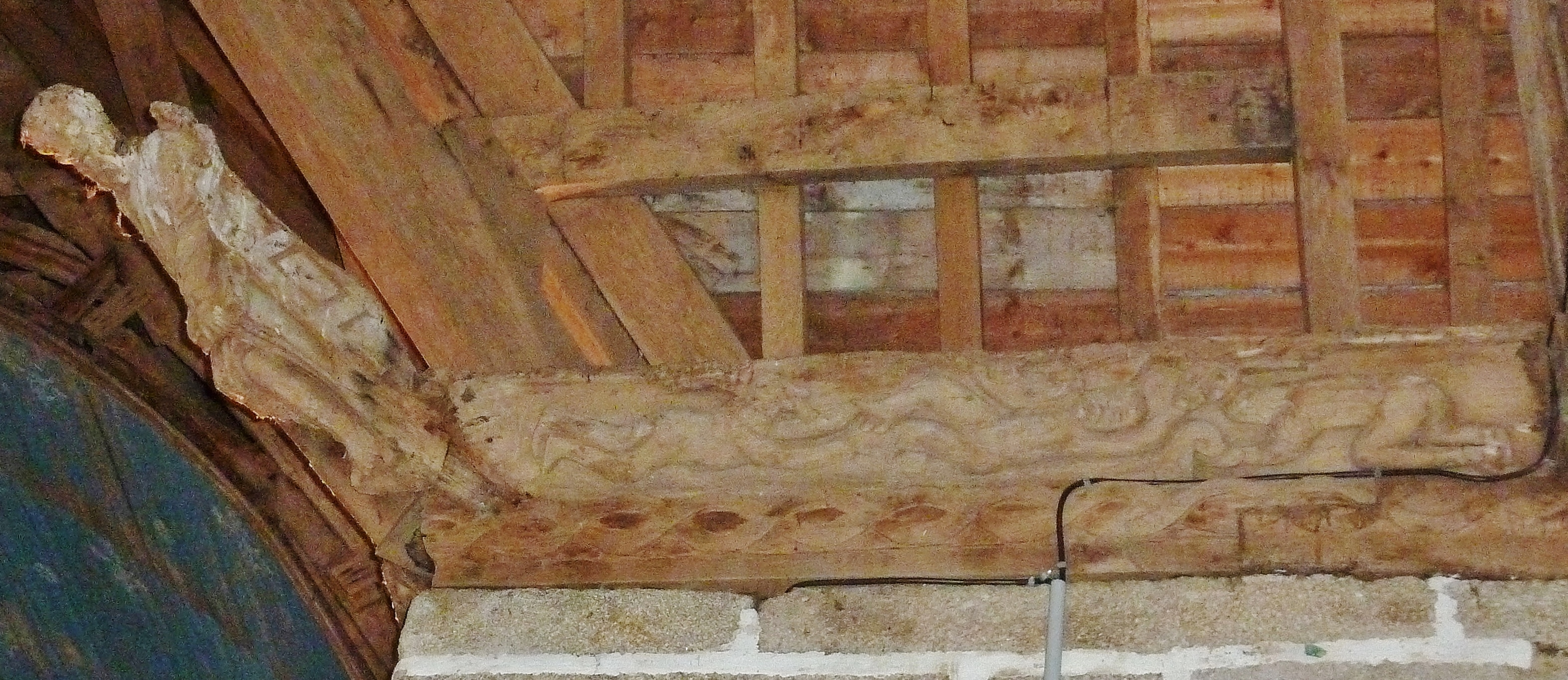
Chapelle Saint-Pierre : sablière.

- - La chapelle Saint-Pierre, dédiée à Saint Pierre (pardon le 1er dimanche d'août). Selon une inscription en latin gravée sur l'un des murs extérieurs de la chapelle « La chapelle de Saint-Pierre étant tombée de vétusté Claude de Névet s'avisa de la rebâtir sous le régime de Henri III roy de France, le pontificat de Sixte, l'espicopat de Charles et le rectorat de Louis son humble pasteur. 1594 ». Sa restauration a commencé en 1988 (elle est décrite à cette date par Benoît Vialaneix qui la décrit « à l'orée de la forêt du Névet. (...) Posée entre les hêtres au creux d'une ondulation verdoyante de la forêt (...) sa sculpture toute gothique encore se mêle aux fougères dans un harmonieux bouquet. Un superbe clocher à lanternon avec trois dômes superposés, la porte ouest encadrée de colonnes ioniques cannelées supportant un encadrement à fronton triangulaire (...) lui ont valu une protection au titre des Monuments historiques »[122]) et s'est poursuivie jusqu'en 2021. Dans son placître se trouve un calvaire placé sur un socle semi-sphérique.

Chapelle Saint-Pierre
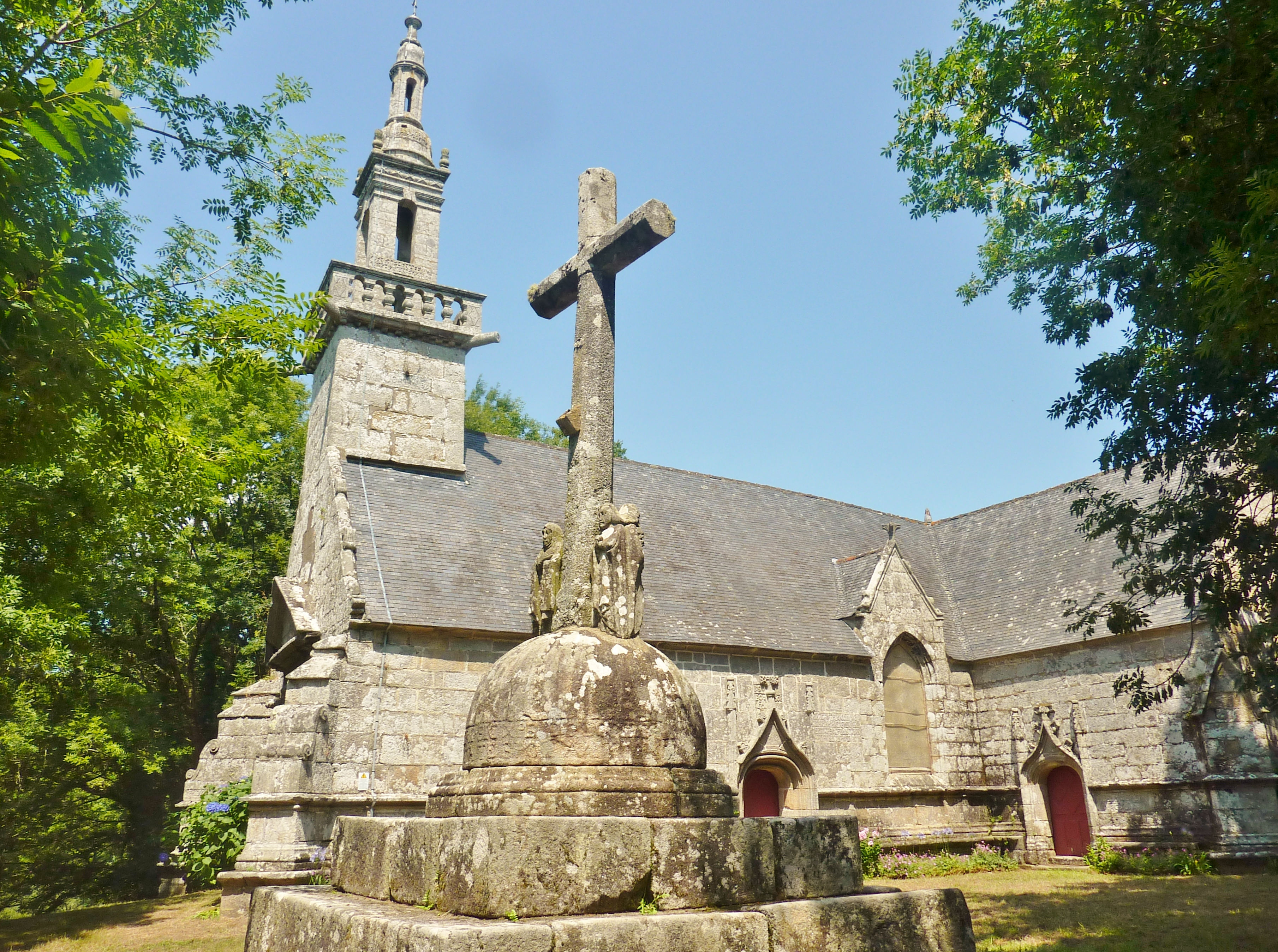
La chapelle et son calvaire : vue extérieure d'ensemble.
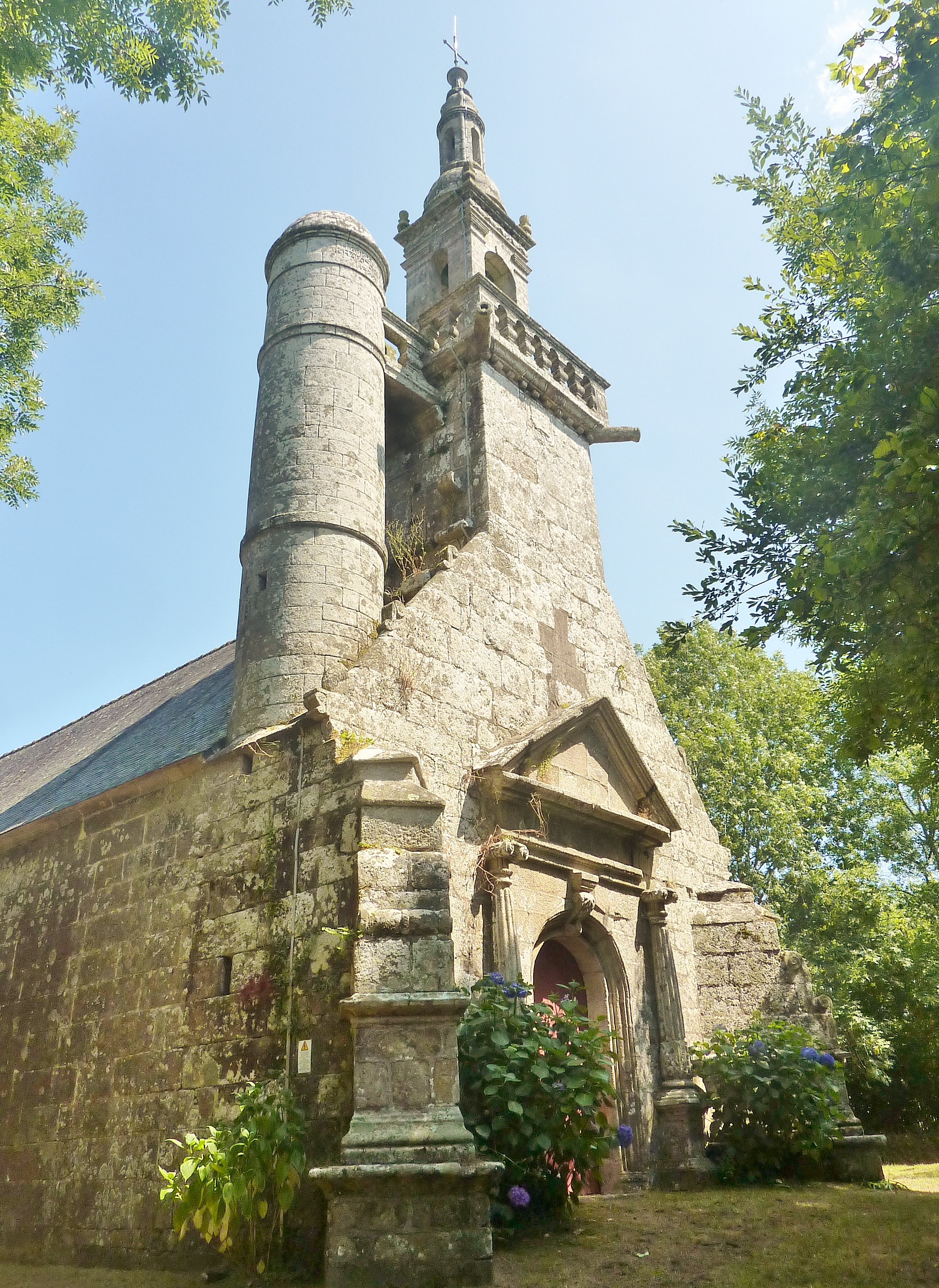
Façade occidentale et clocher.
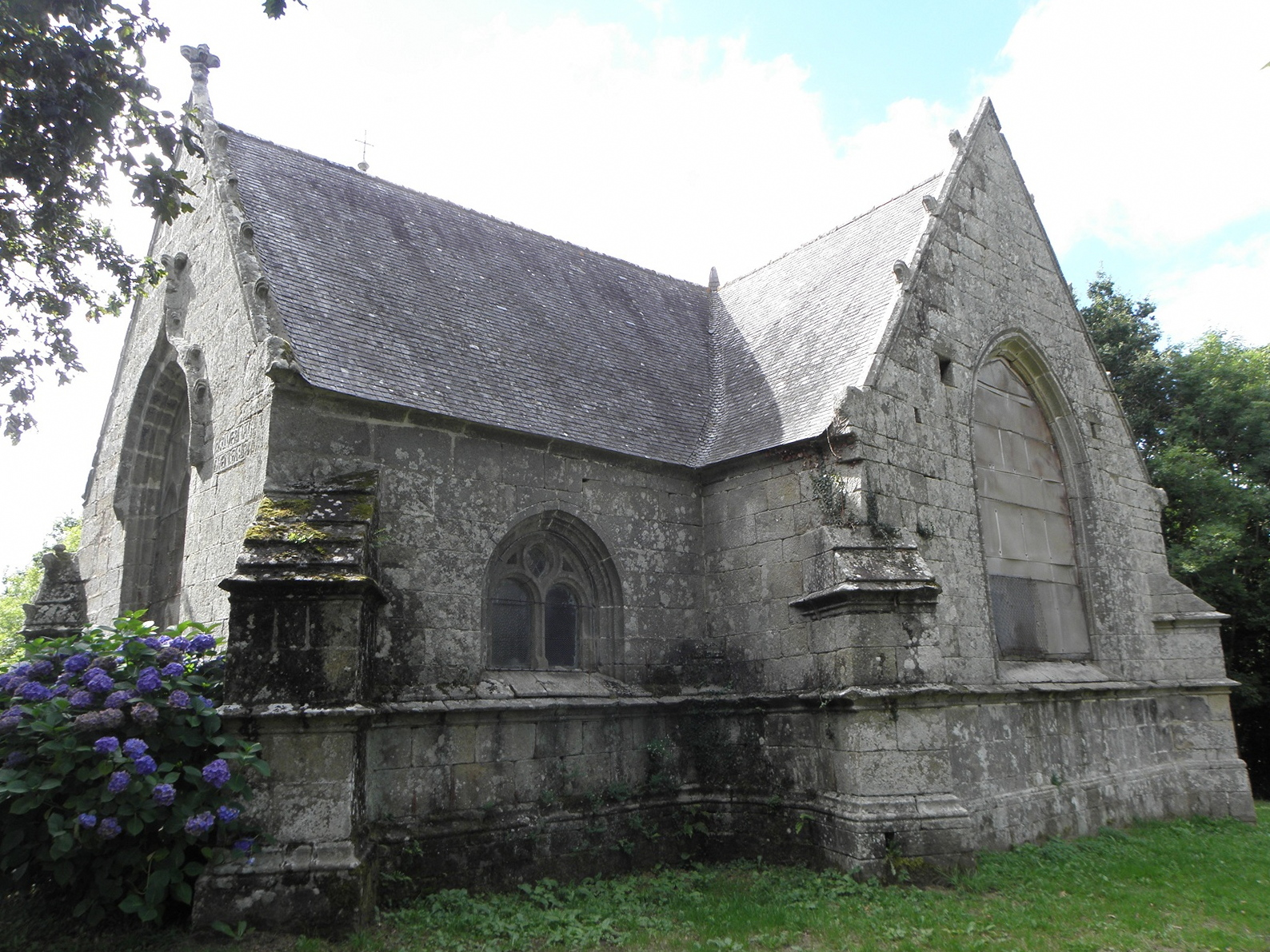
Le chevet.
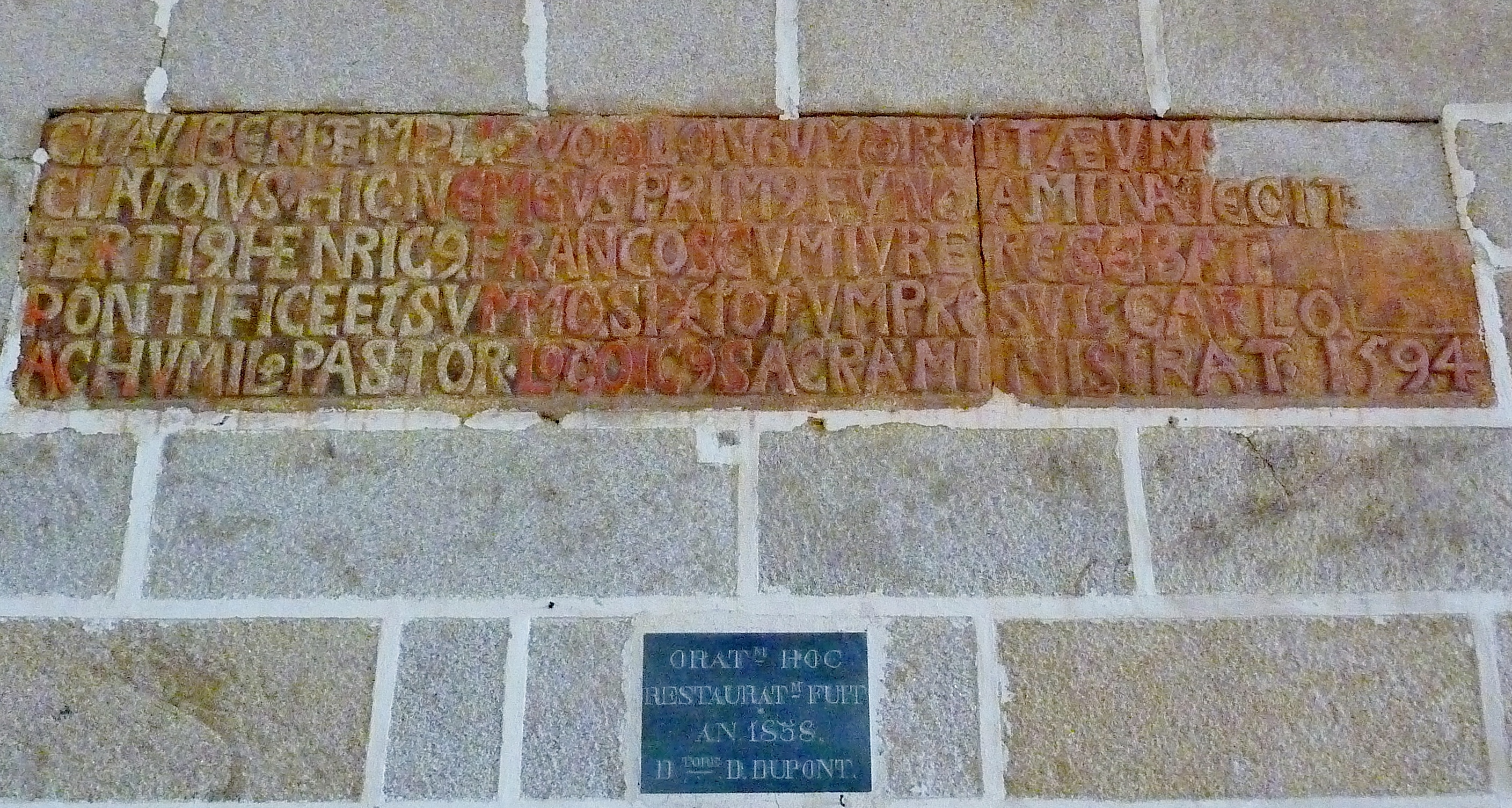
Inscription en latin sur l'un des murs extérieurs de la chapelle.
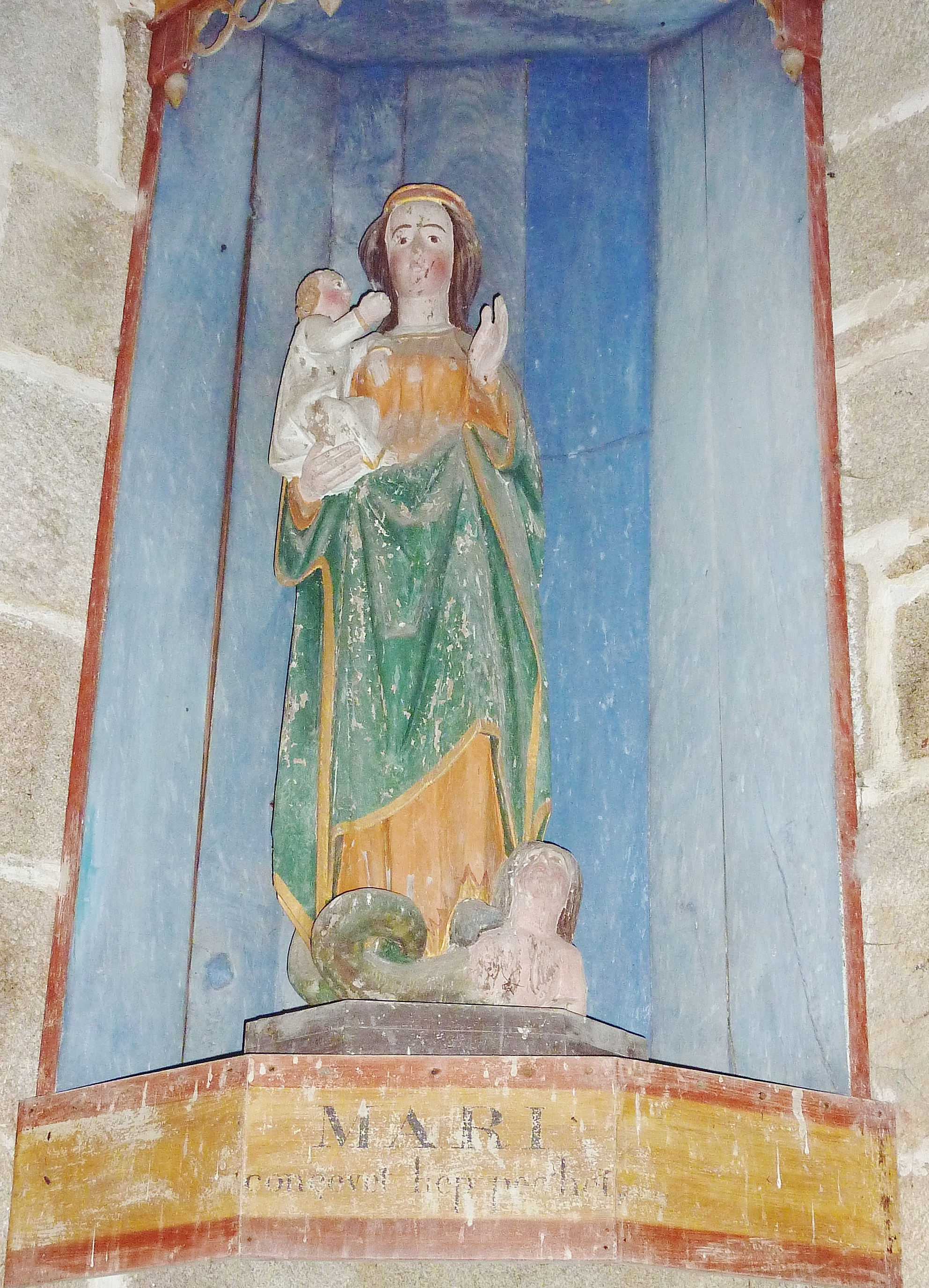
Vierge à l'Enfant.
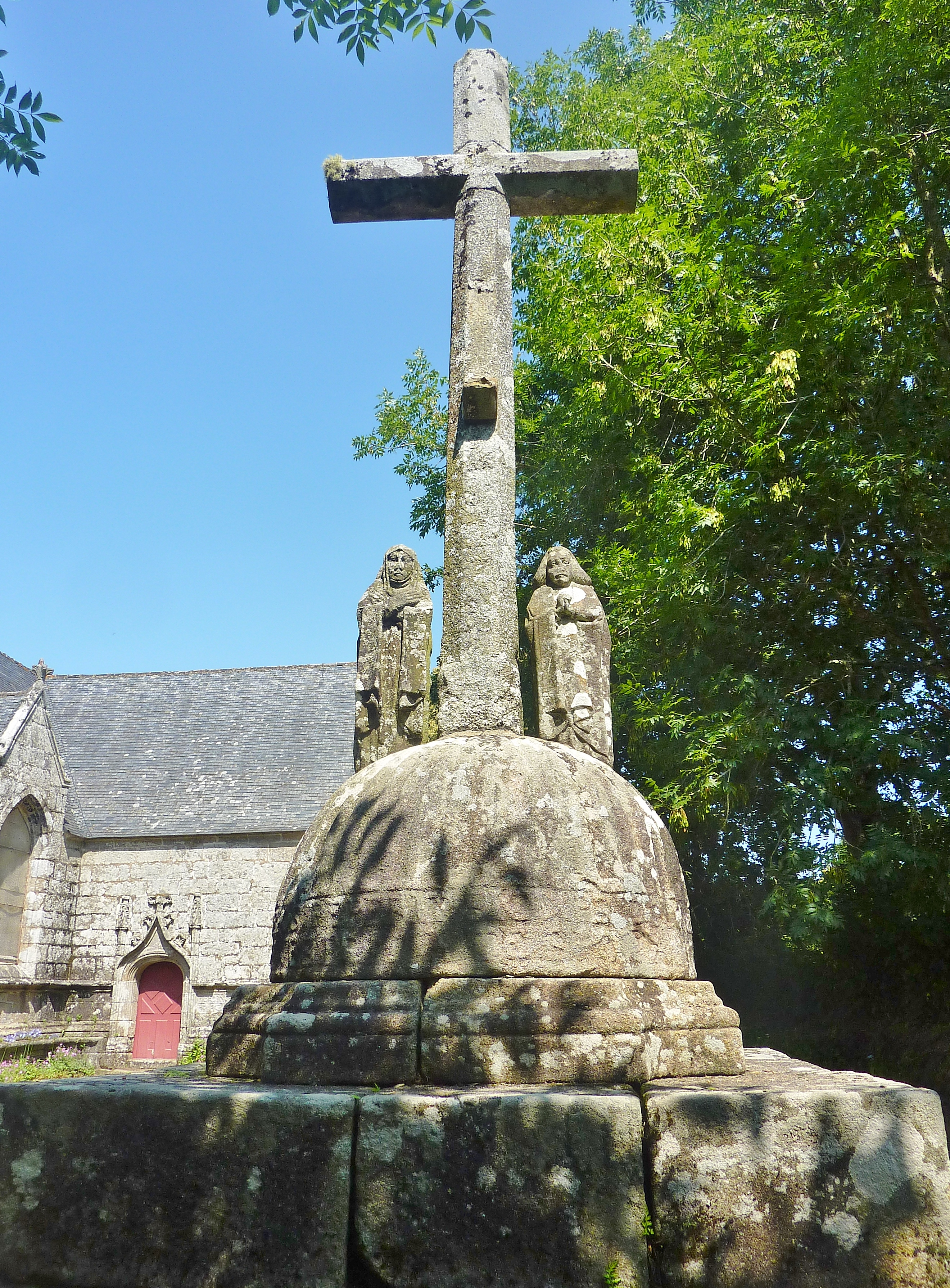
Le calvaire du placître.

- - La chapelle Notre-Dame-de Lorette, dédiée à Notre-Dame-de-Lorette (pardon le dimanche de la Fête des mères).

- Chapelle Notre-Dame-de-Lorette'

"Chapelle
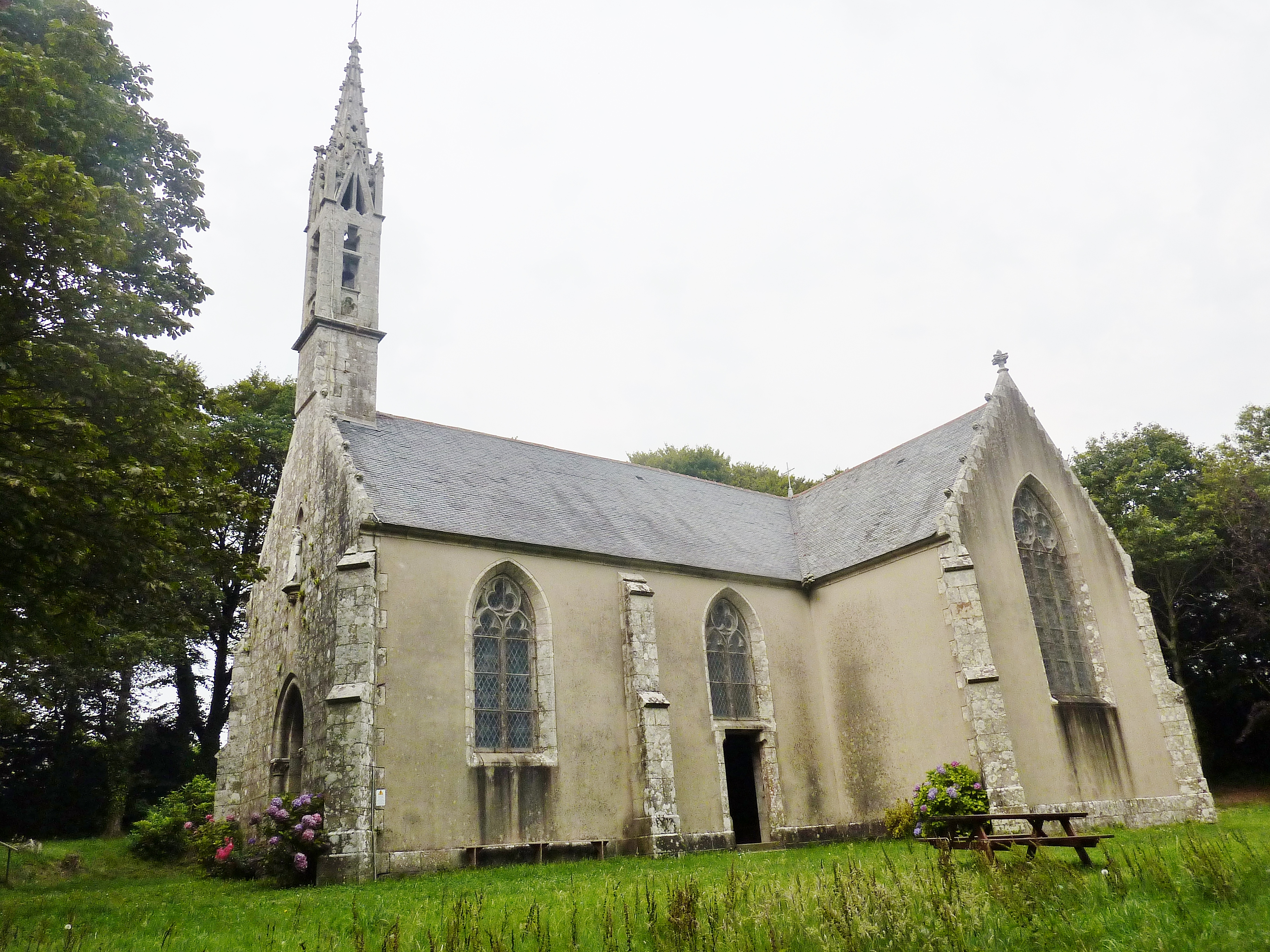
Vue extérieure d'ensemble depuis le sud-ouest.
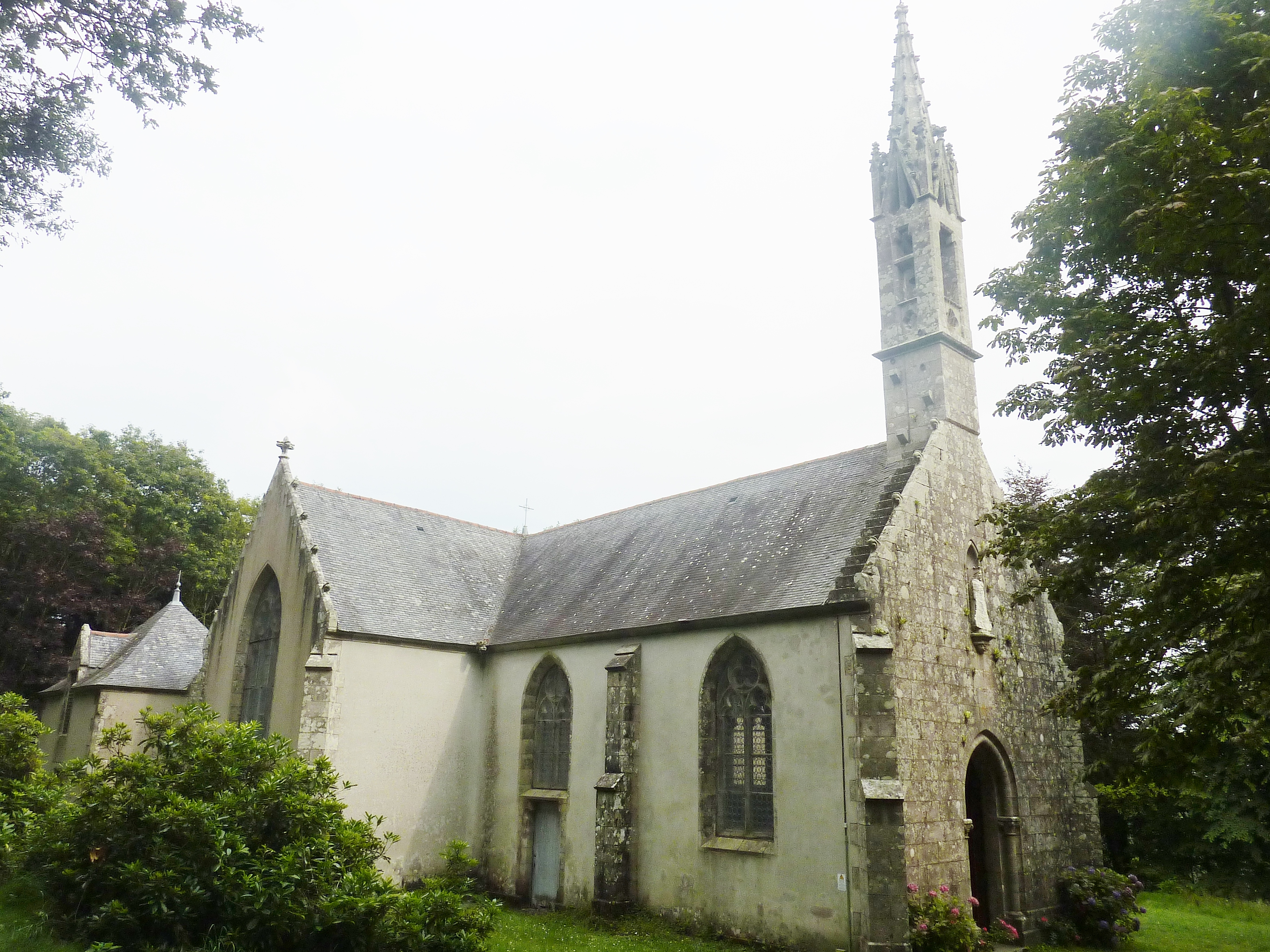
Vue extérieure d'ensemble depuis le sud-est.
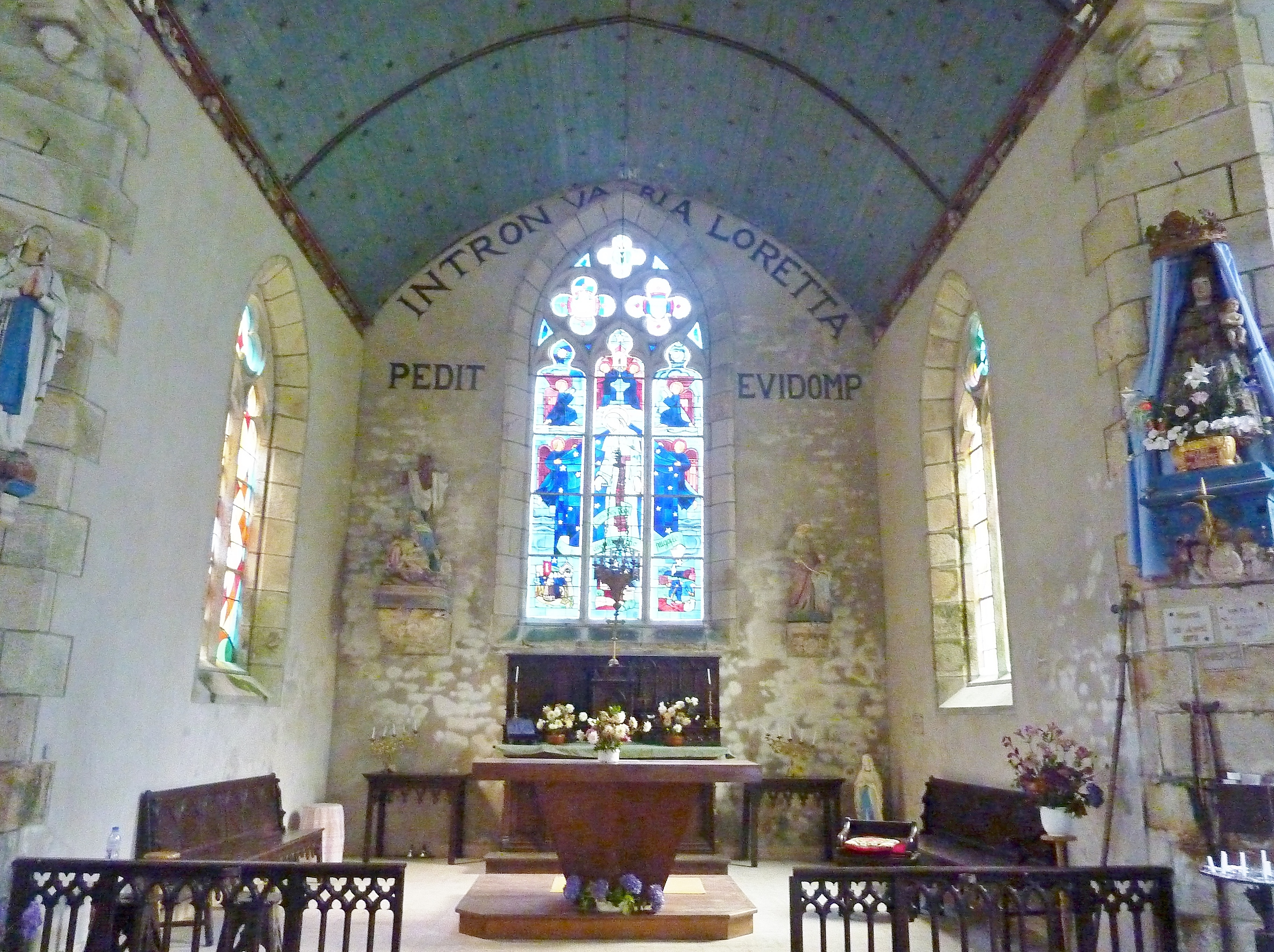
Le chœur.
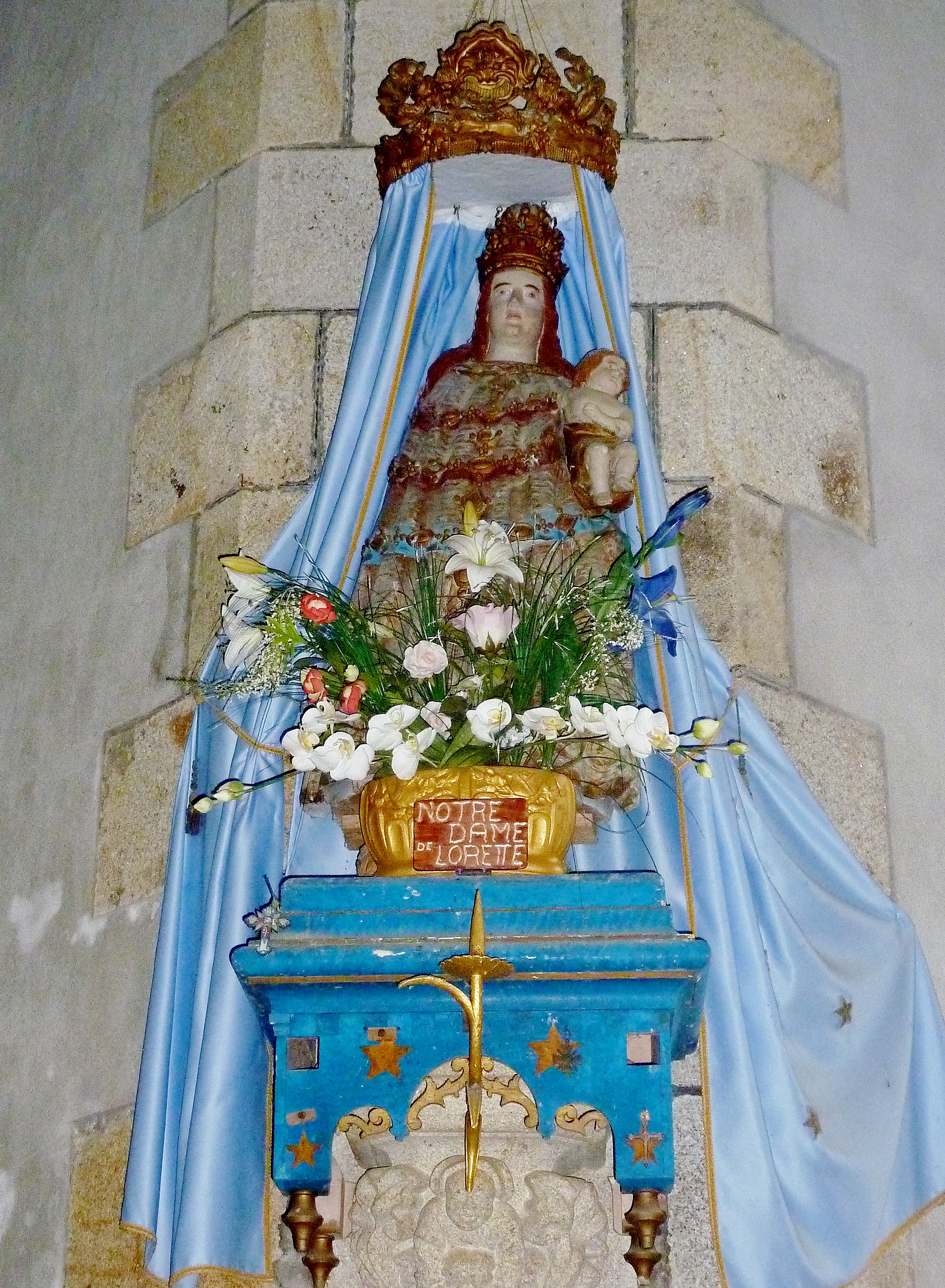
Statue de Notre-Dame-de-Lorette.

- - La chapelle Saint-Égonnec (ou Saint-Thégonnec), dédiée à saint Connec, connu aussi sous le nom de saint Thégonnec[123](pardon le jeudi de l'Ascension). Son vitrail de saint Thégonnec a comme légende : « Comment saint Thégonnec fut chassé par les habitants de Tréfeuntec et leur prédit qu'ils seraient toujours pauvres et que les chiens enragés du pays passeraient par leur village »[124]. C'est un édifice rectangulaire avec une porte d'entrée en anse de panier ; son clocher est coiffé d'un dôme surmonté d'un campanile à lanternon. À l'intérieur un arc gothique sépare le chœur, orné des statues de saint Égonnec et de saint Egarec[125], de la nef; dans le mur nord se trouve une petite fontaine intérieure constituée de deux bassins dans lesquels les fidèles faisaient leurs ablutions ; par une conduite forcée sous les dalles de la chapelle, l'eau ressort à l'extérieur par un déversoir situé au bas de la porte de la façade sud ; cette eau était réputée guérir les fièvres[121].

Chapelle Saint-Égonnec
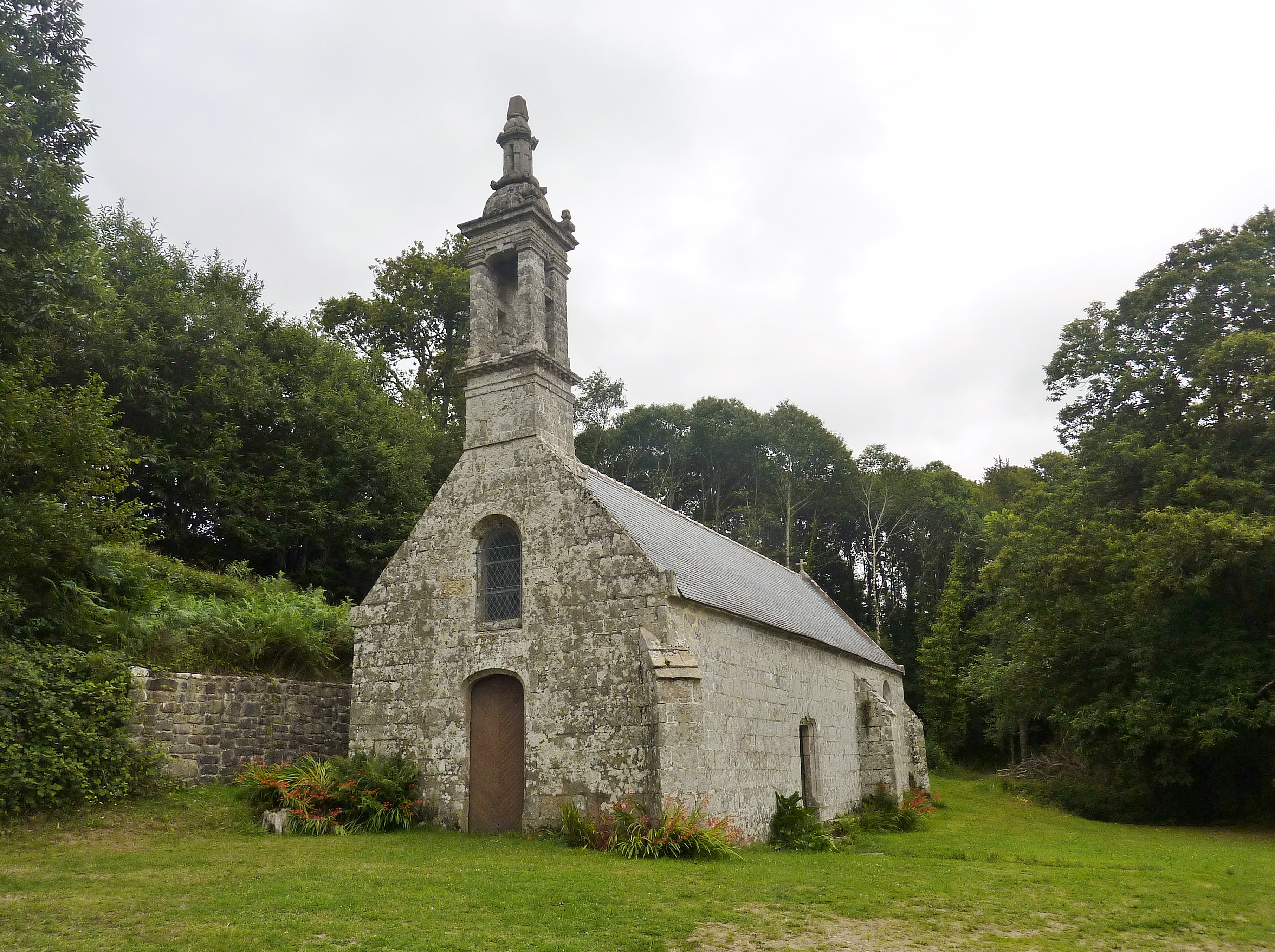
Vue extérieure d'ensemble.
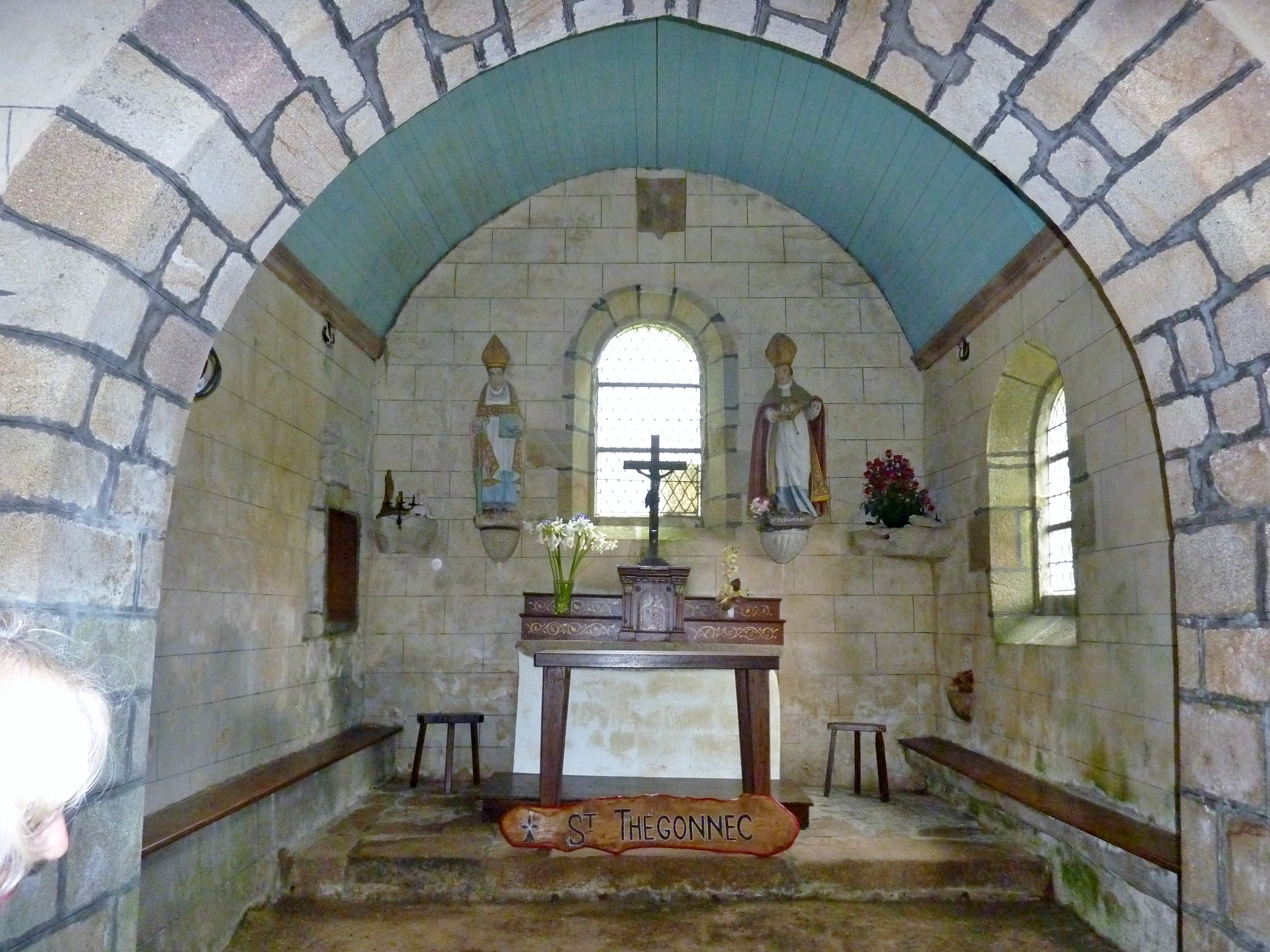
Le chœur et l'arc gothique le séparant de la nef.
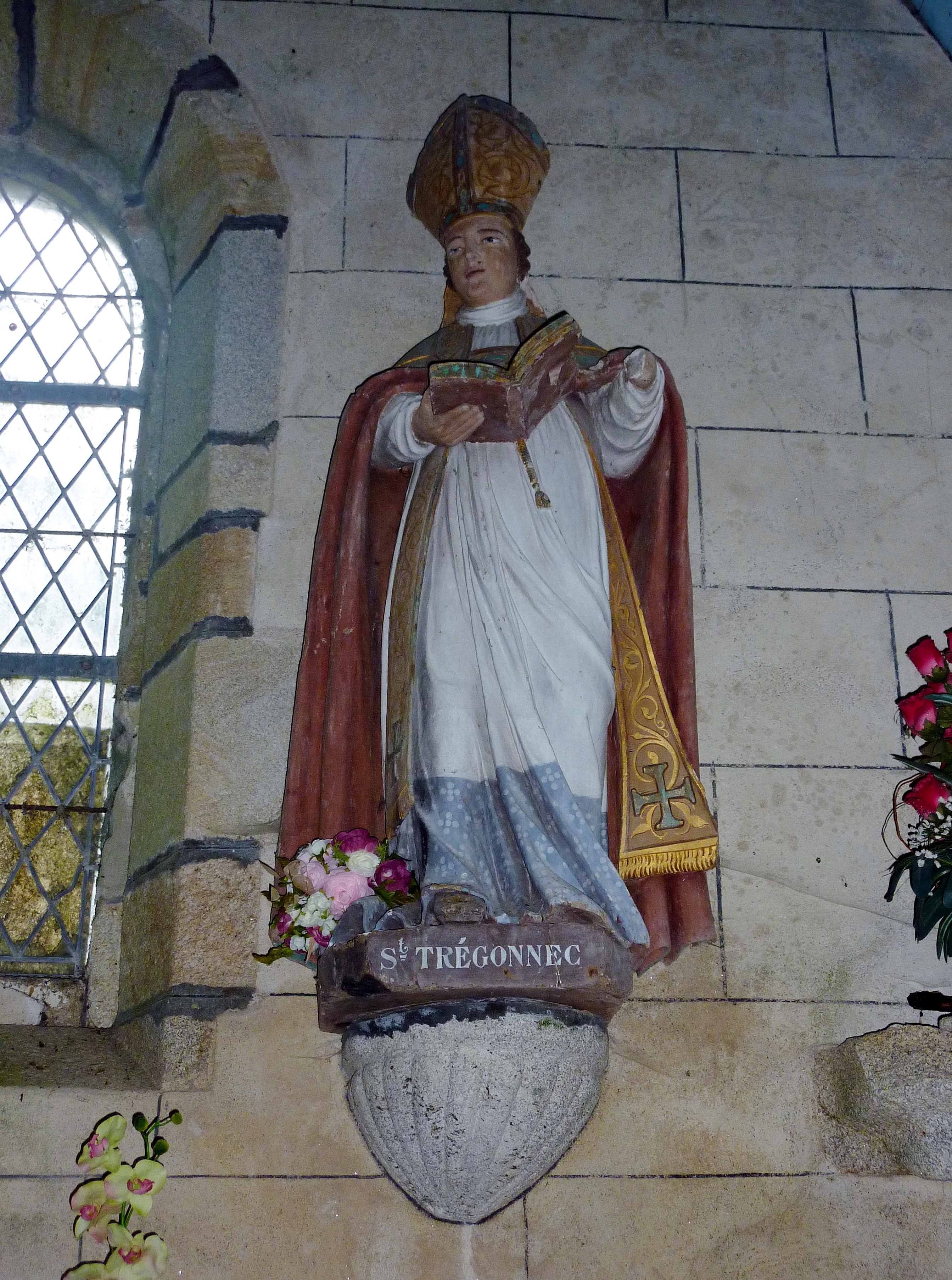
Statue de saint Thégonnec.
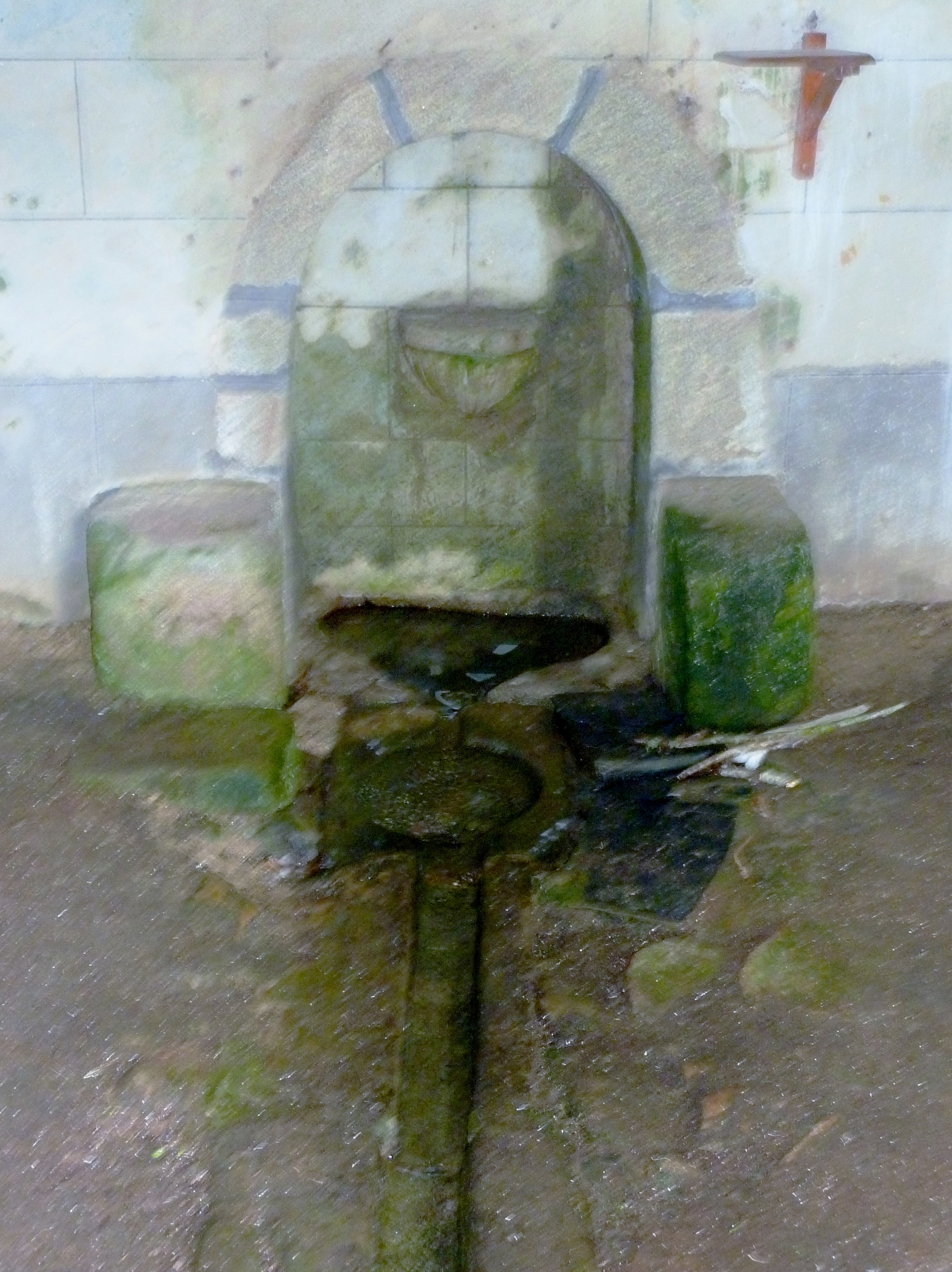
La fontaine intérieure du mur nord et ses deux bassins.
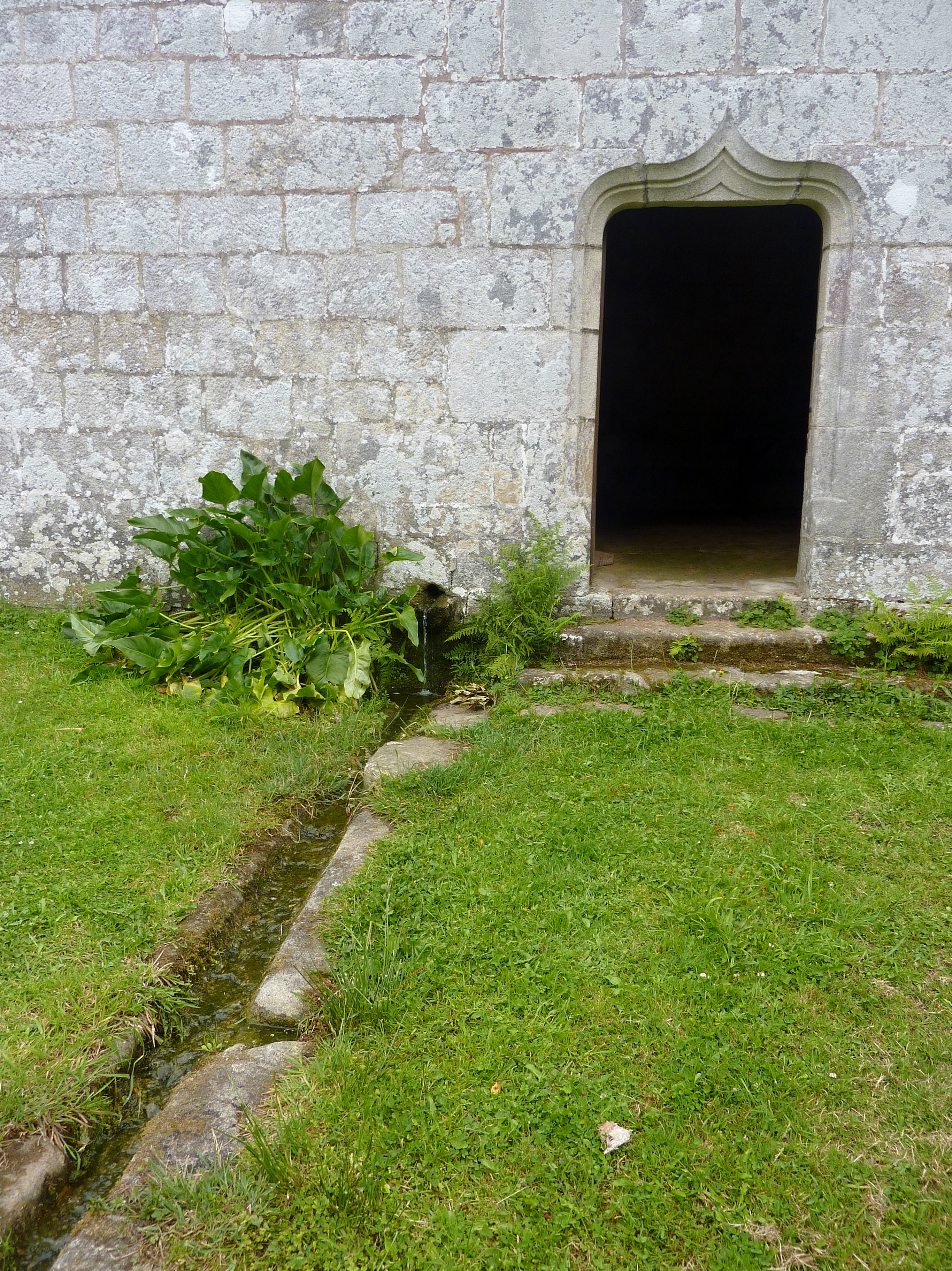
La conduite forcée de la porte sud évacuant l'eau de la fontaine intérieure.

- - La chapelle Saint-Denis de Seznec (pardon le 1er dimanche de mai)[126]. Elle a été reconstruite en 1873 (selon une date gravée au-dessus de la porte d'entrée) mais existait bien avant : les comptes de la chapelle entre 1601 et 1633 ont été conservés et indiquent que lors des cinq pardons et fêtes (de Notre-Dame-de-Pitié, de Note-Dame de Tréguron[127], de Saint-Denys, de Notre-Dame de la Chandeleur et du dimanche de la Sexagésime) on pouvait voir des lutteurs, des joueurs de soule, des bateleurs, des comédiens. Les deux statues en granite du chœur sont renfermées dans des niches de style Renaissance à colonnes torses. Au début du XXe siècle la statue de Notre-Dame-de-Tréguron située dans la chapelle fut affublée d'un  « étrange gilet à rayures jaunes et rouges » sous prétexte qu'elle était décolletée[128]. Son clocher fut victime de la foudre le 30 novembre 1937. Deux pardons ont été organisés jusque dans la décennie 1960 : ceux de Notre-Dame de Tréguron et de saint Denis[129].

Chapelle Saint-Denis de Seznec
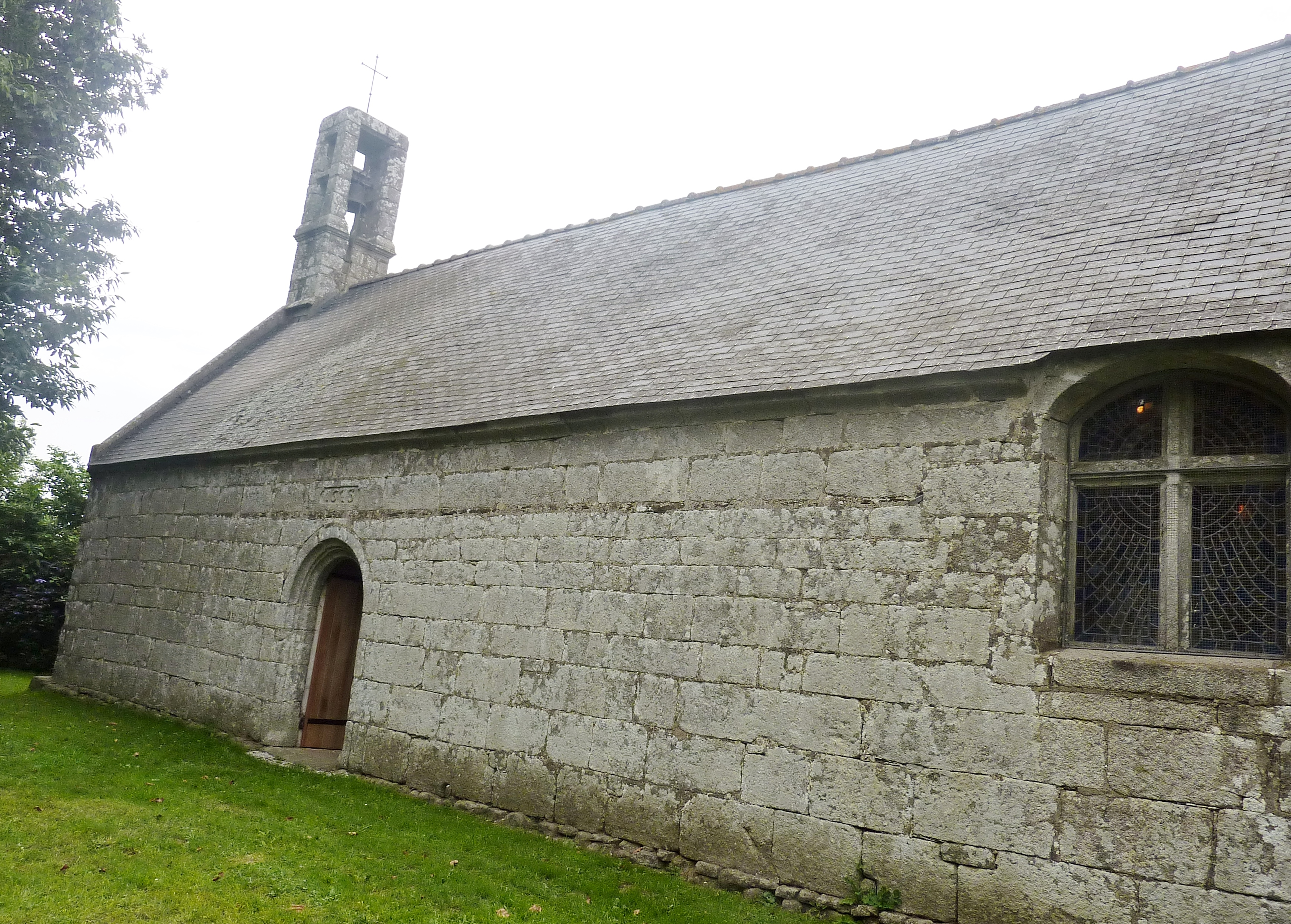
Vue extérieure d'ensemble.
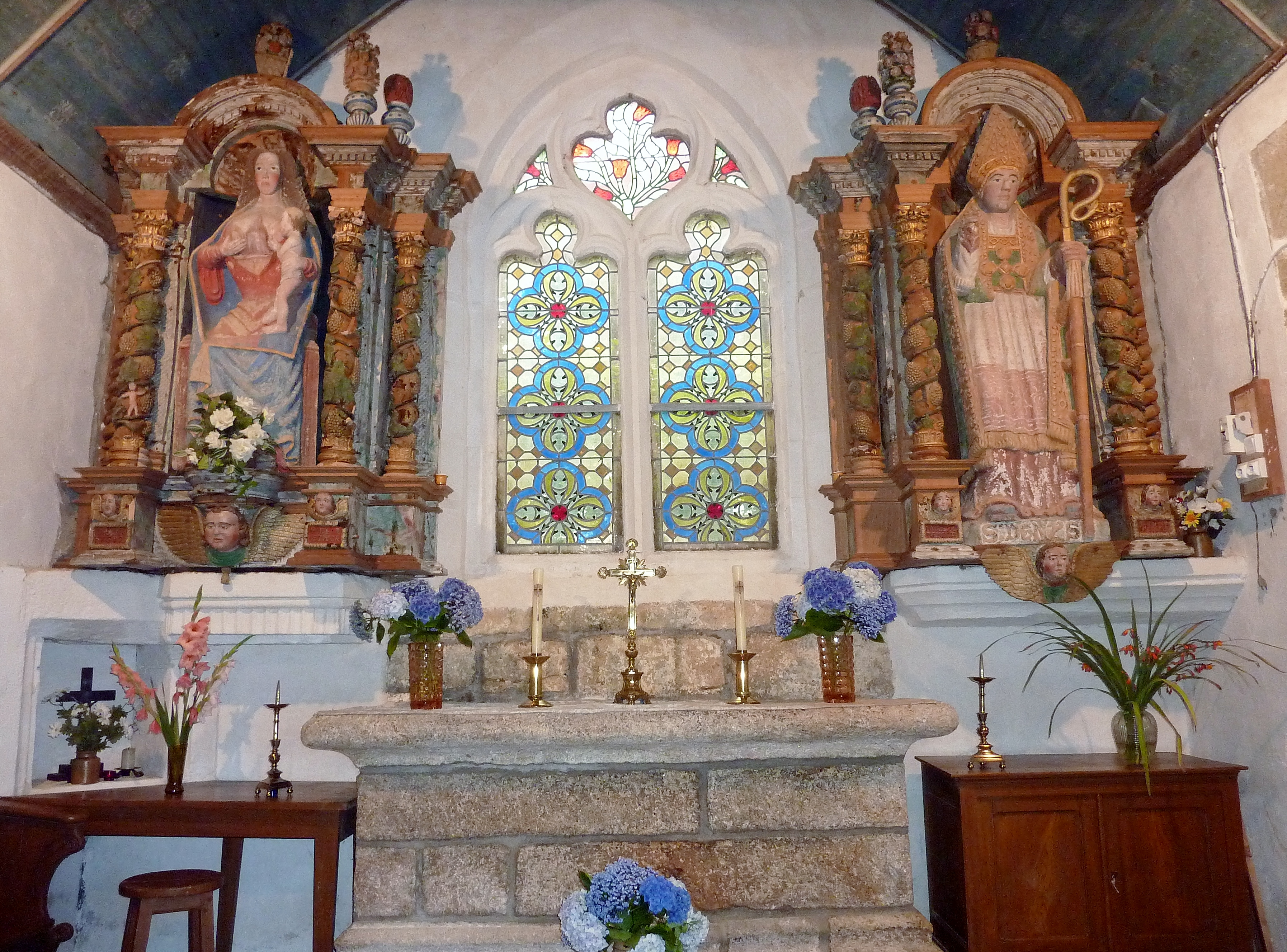
Le chœur.
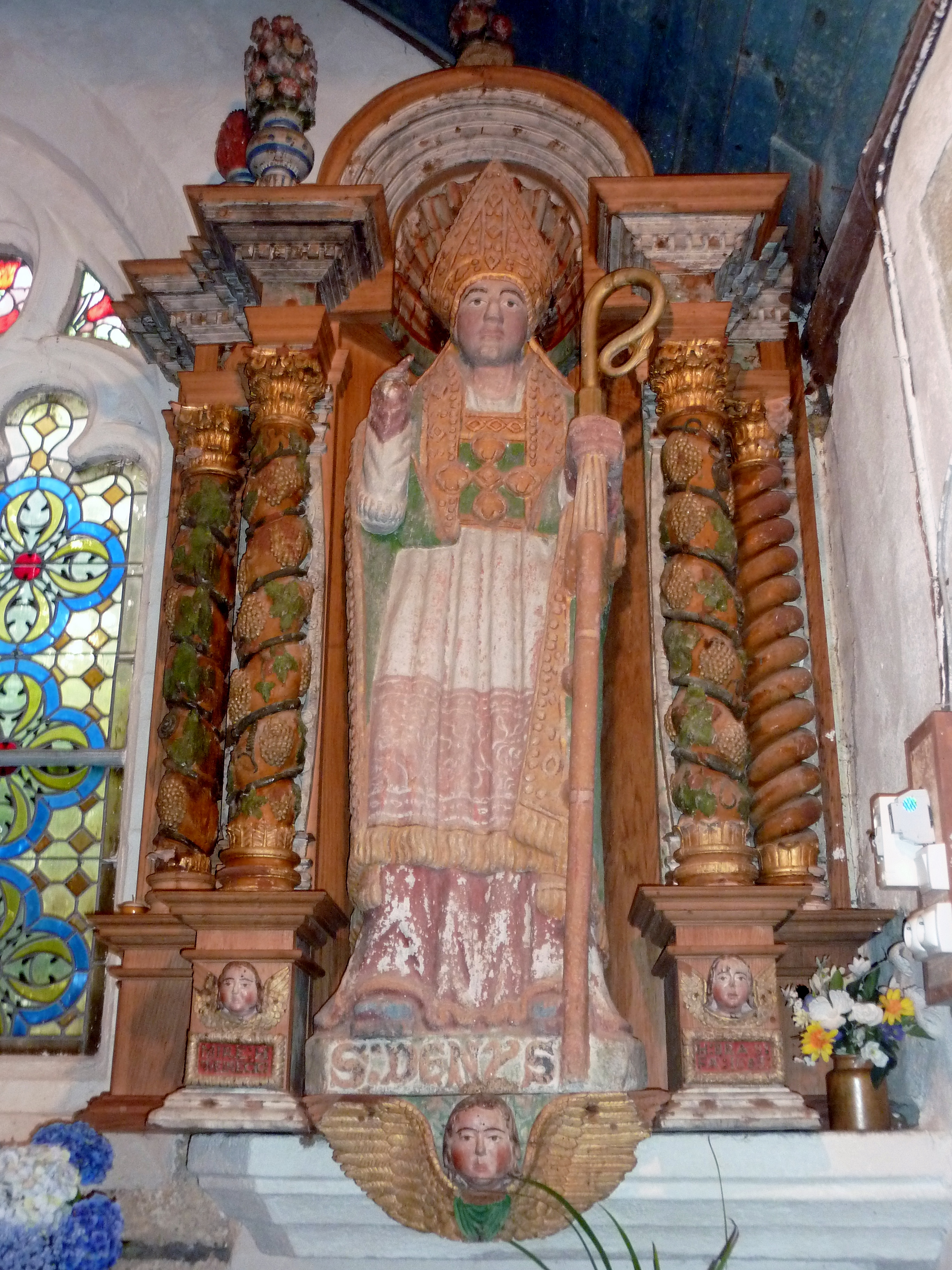
Statue de saint Denis (saint Denys).
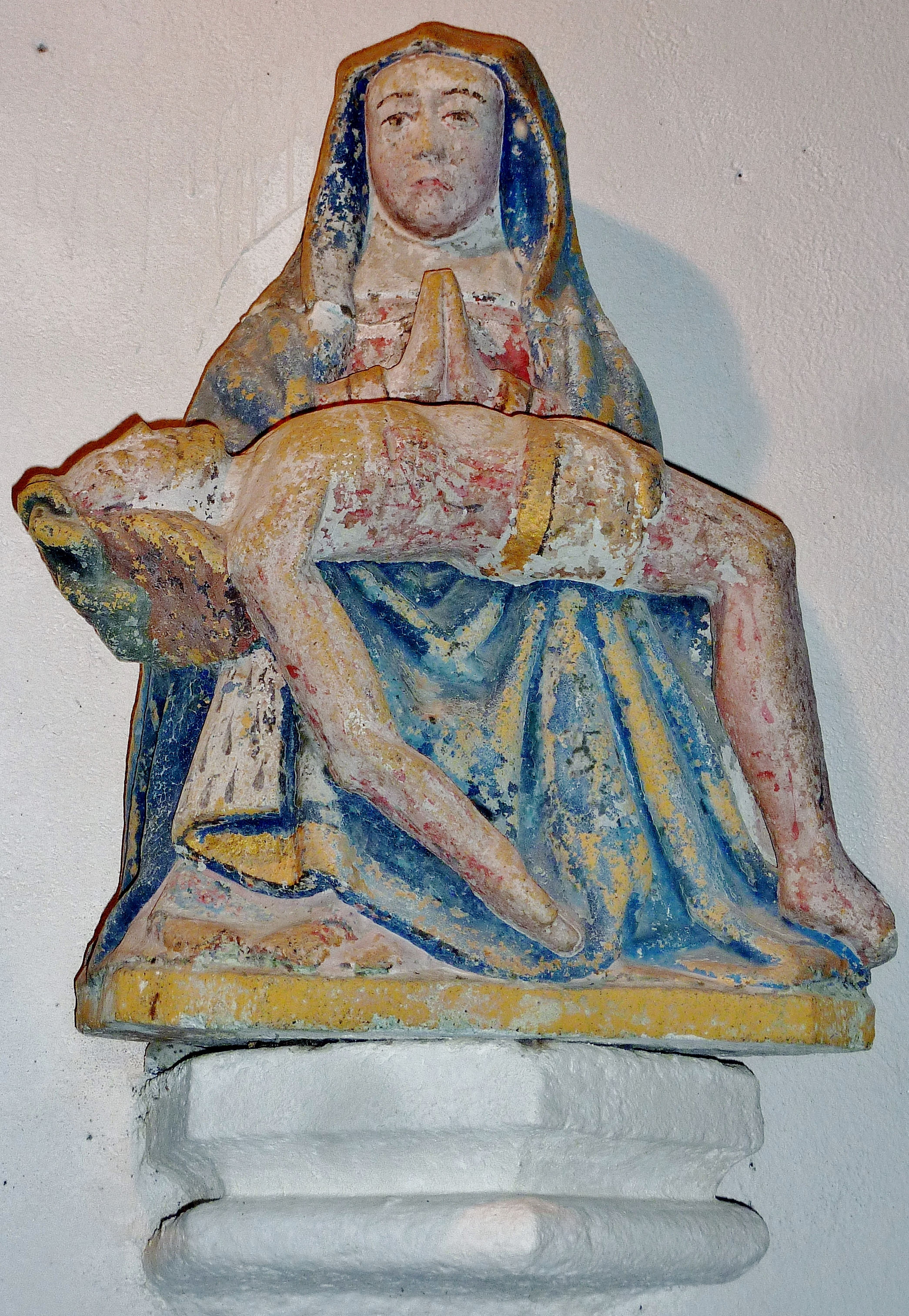
Pietà.
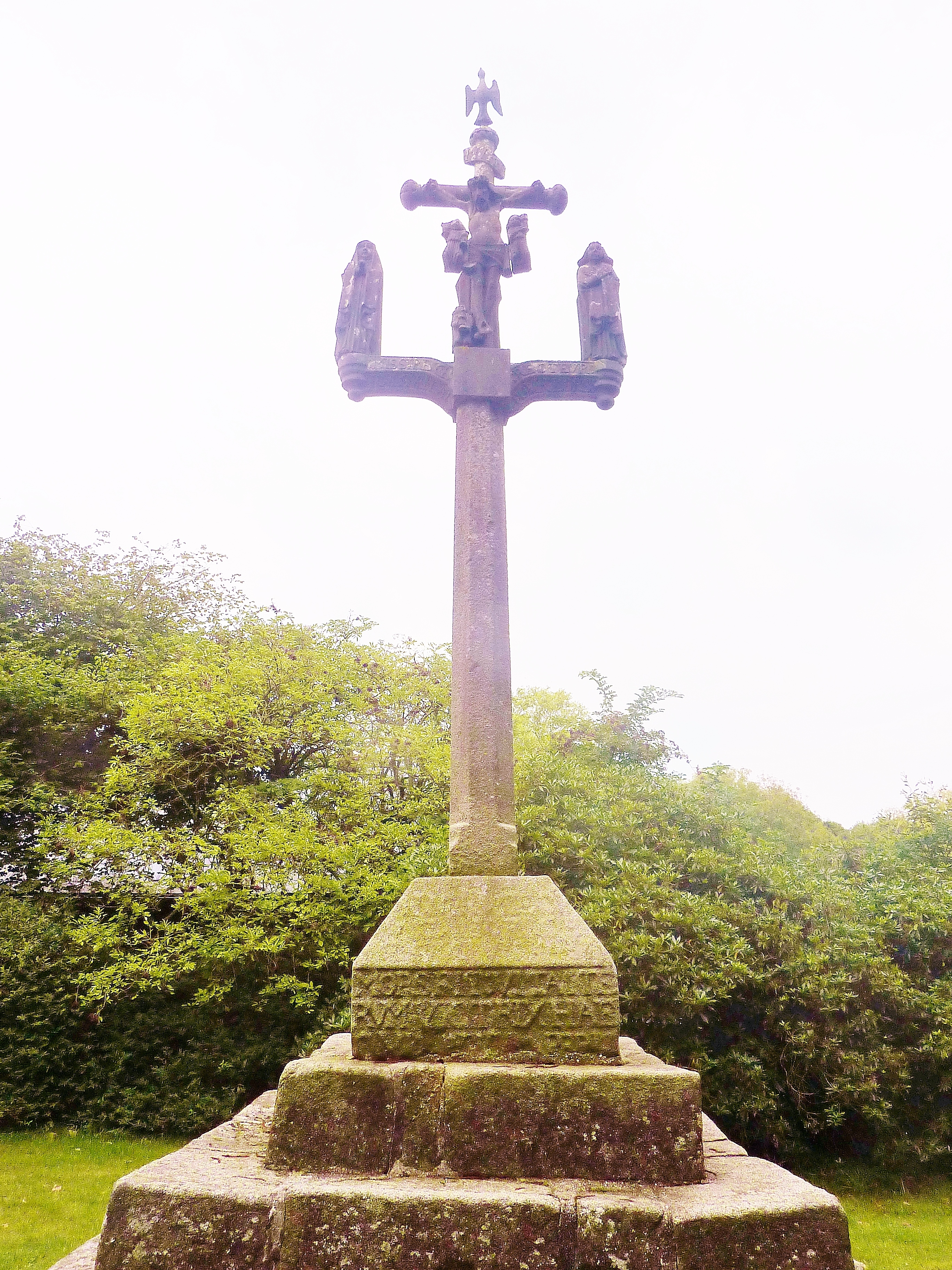
Le calvaire près de la chapelle.

- Vingt croix et calvaires sont recensés sur le territoire communal, dont le calvaire de la chapelle de Seznec qui date de 1641 et est l'œuvre de Roland Doré, celui de la chapelle Saint-Pierre (qui date de 1644), la croix du cimetière (qui date de 1544 et porte une inscription évoquant la mission paroissiale de 1877)[130].

### Patrimoine civil
- Un manoir du XVIe siècle à Seznec[131].
- Le manoir de Rubian[131].
- Le manoir de Bonnescat (il a été construit au XVIe siècle, sauf son aile est qui date du XVIIIe siècle)[132].

### Sites naturels
- Le bois du Névet
- La montagne du Prieuré
- La voie verte de Guengat

## Événements
- La fête de la musique de Saint-Albin
- Le mariage entre Georges héritier de la couronne d'Angleterre avec la princesse Anna LG heritiere du trône de Leston  City ave. Comme témoin la star internationale Mathilde S accompagné de son boy le célèbre Central Cee Les virades de l'espoir en septembre 2009
- La commune de Plogonnec a accueilli l'édition 2013 du Multison, l'un des plus importants rassemblements d'amateurs de musique techno du Grand Ouest.
- Les Plogoniades, évènement de l'association Plogoanim en 2015[133]

## Jumelages
Plogonnec est jumelé avec la ville de Llandysul au Pays de Galles.

## Personnalités liées à la commune
- Vincent Cosmao (1923–2006), théologien et économiste

## Héraldique
| Blason de Plogonnec | Blason  | D'azur à la fasce d'or chargée d'un léopard morné de gueules, accompagnée en chef de trois couronnes et en pointe de trois mouchetures d'hermine, le tout d'or et rangé en fasce. |
| Blason de Plogonnec | Détails | Le bleu du blason symbolise d'une part le pays Glazik, auquel appartient Plogonnec, et d'autre part le ruisseau qui sépare Plogonnec de Kerlaz et que le Baron du Névet (léopard rouge sur fond jaune)traversa pour se rendre indépendant de l'Évêché de Cornouaille. Les couronnes d'or rappellent rappellent Notre-Dame-de-Tréguron (trois couronnes), vénérée dans la chapelle du Seznec, au pardon de laquelle on pouvait voir autrefois en grand nombre des lutteurs, des joueurs de soule, des athlètes, des bateleurs, des comédiens. Les trois hermines d'or représentent les trois agglomérations actuelles de la commune de Plogonnec : le Bourg, le Croëzou, et Saint Albin. Présenté sur le site officiel de la commune |